# Kabouter

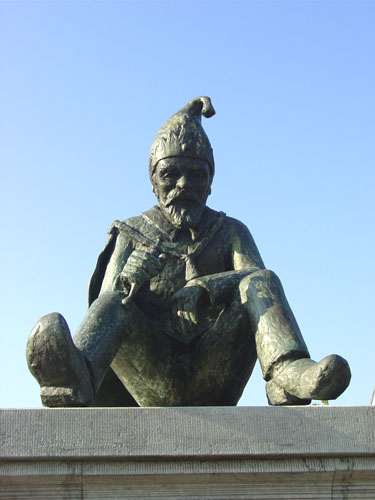
Een beeld van kabouterkoning Kyrië; deze kabouterkoning uit de Kempen werd volgens de volksverhalen gedood door mensen, waarop de kabouterbevolking wegtrok uit het gebied en de mens alleen achterliet.

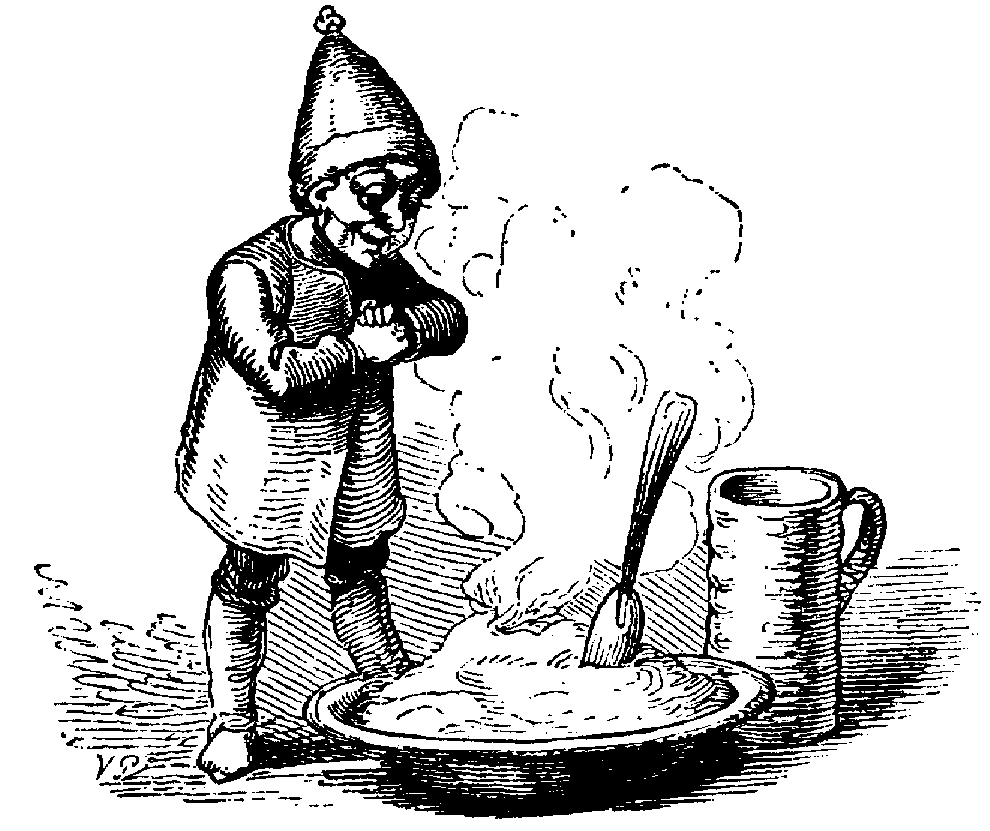
Het kaboutertje bij de spekslager lust graag grutten, illustratie bij het sprookje van Hans Christian Andersen.

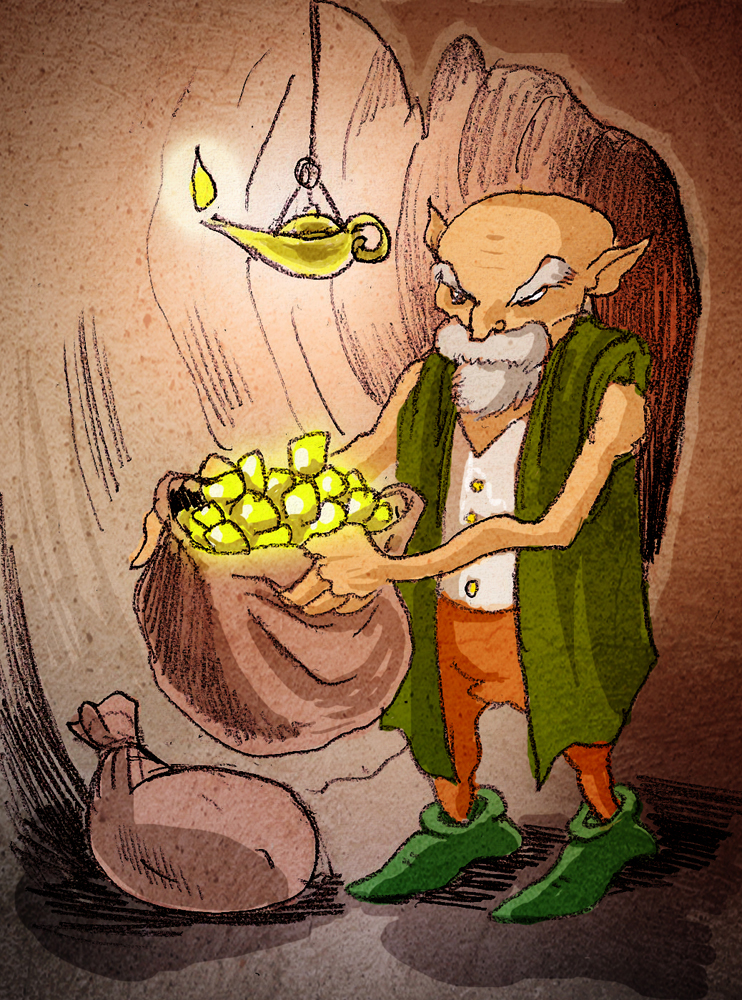
Een gnoom bewaakt een schat.

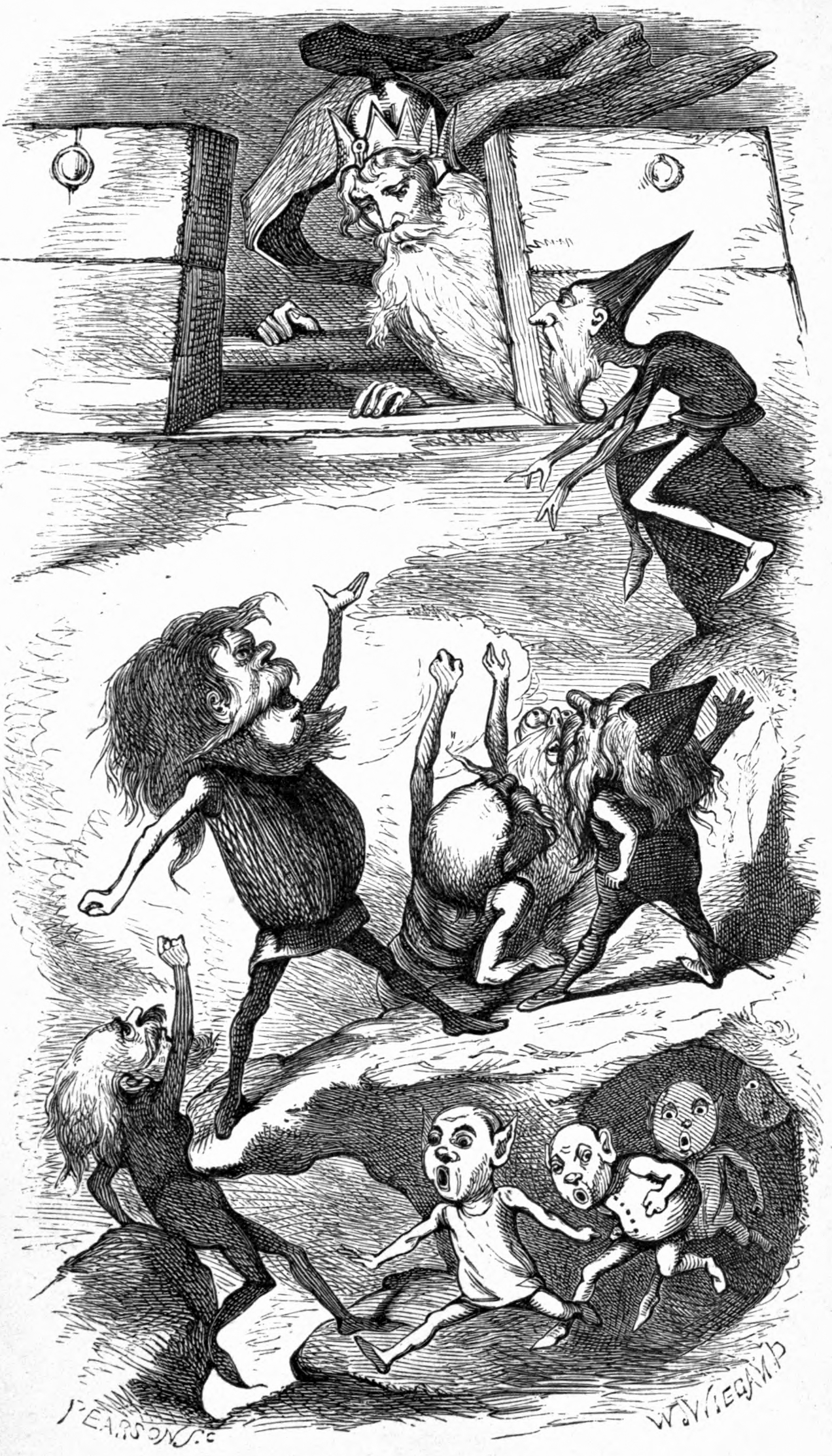
Koning Olaf en de kleine mensen

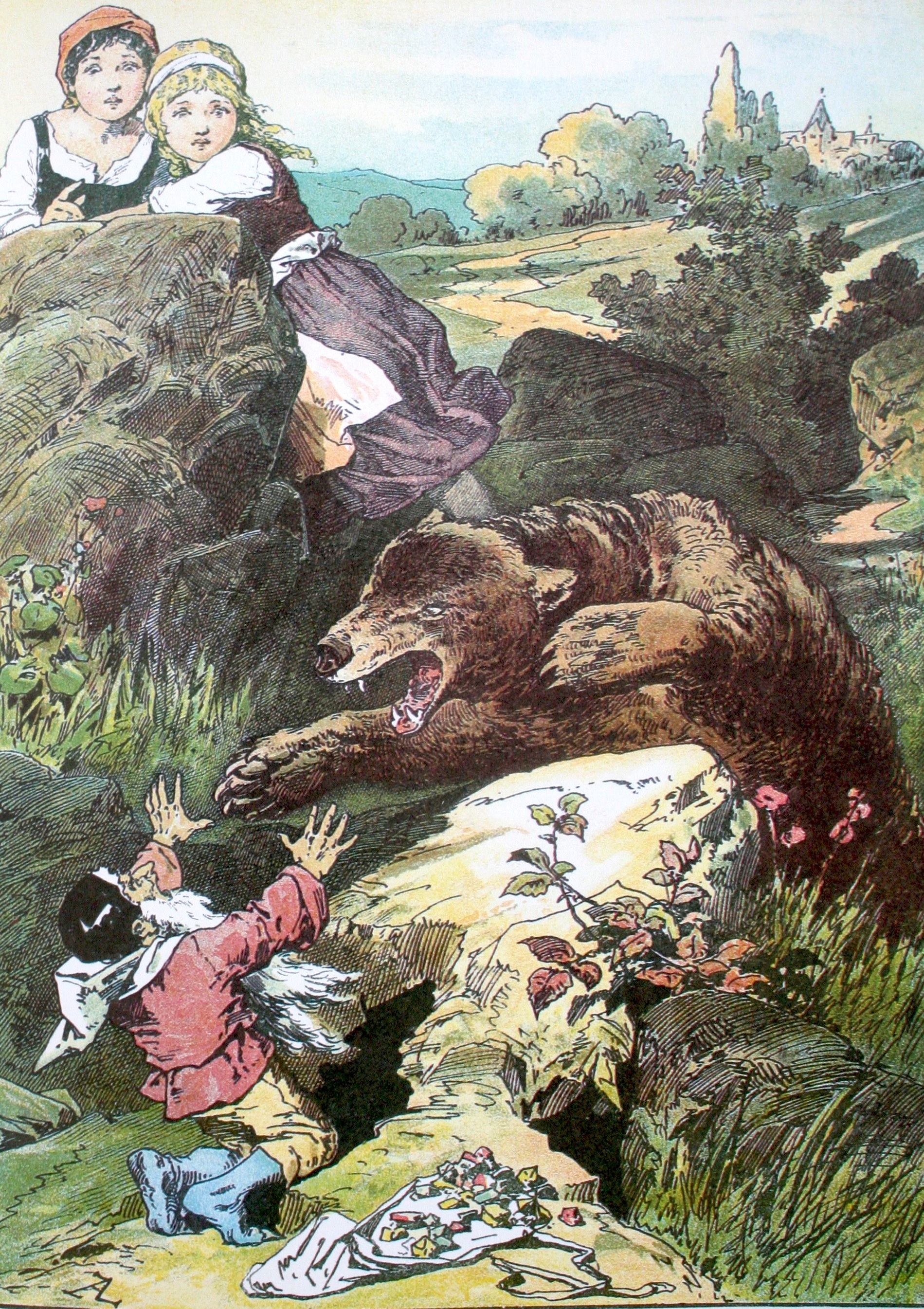
Sneeuwwitje en Rozerood, de dwerg wordt aangevallen door de beer.

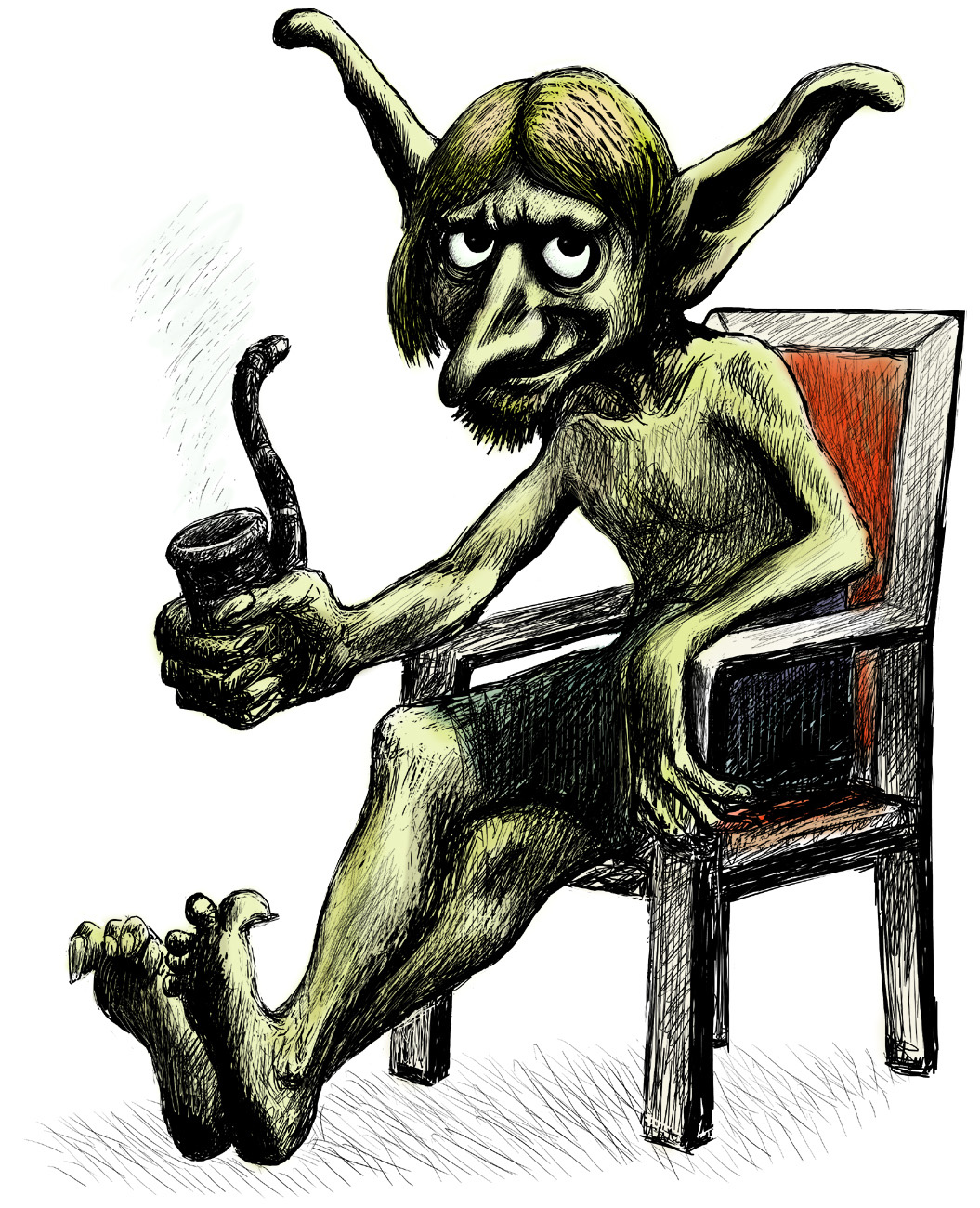
kobold

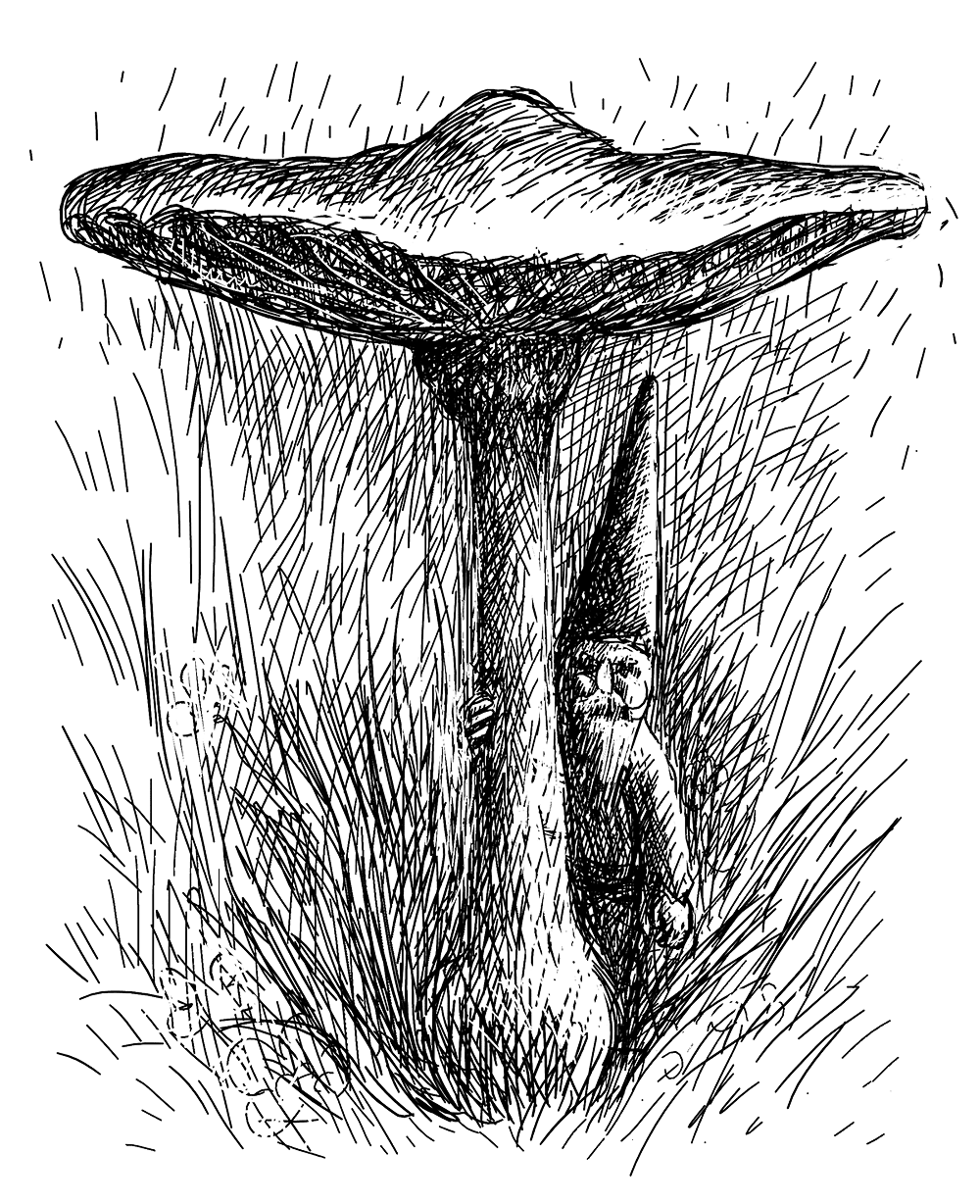
Nisse, deze kabouter uit Scandinavië wordt in verband gebracht met de julbocken en de Kerstman.

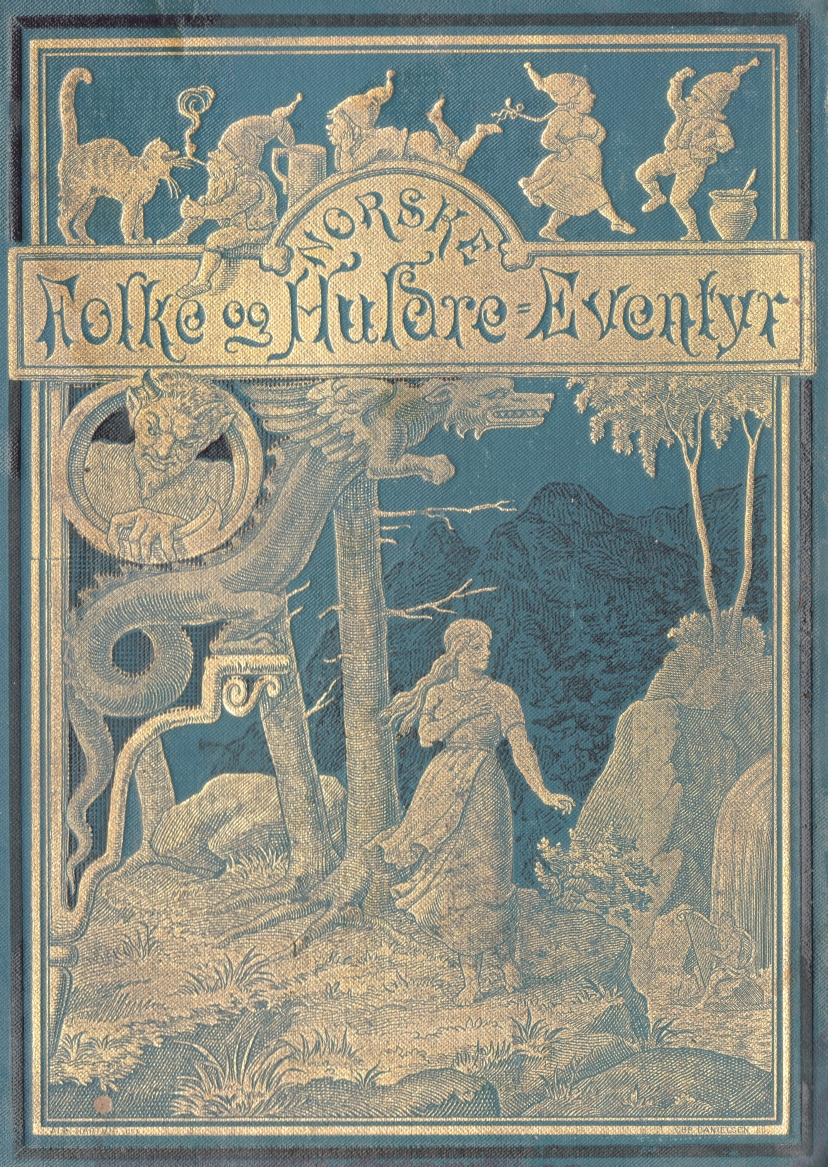
Norske folke og huldre eventyr, tweede editie (met Huldra, eerste editie met Nisse)

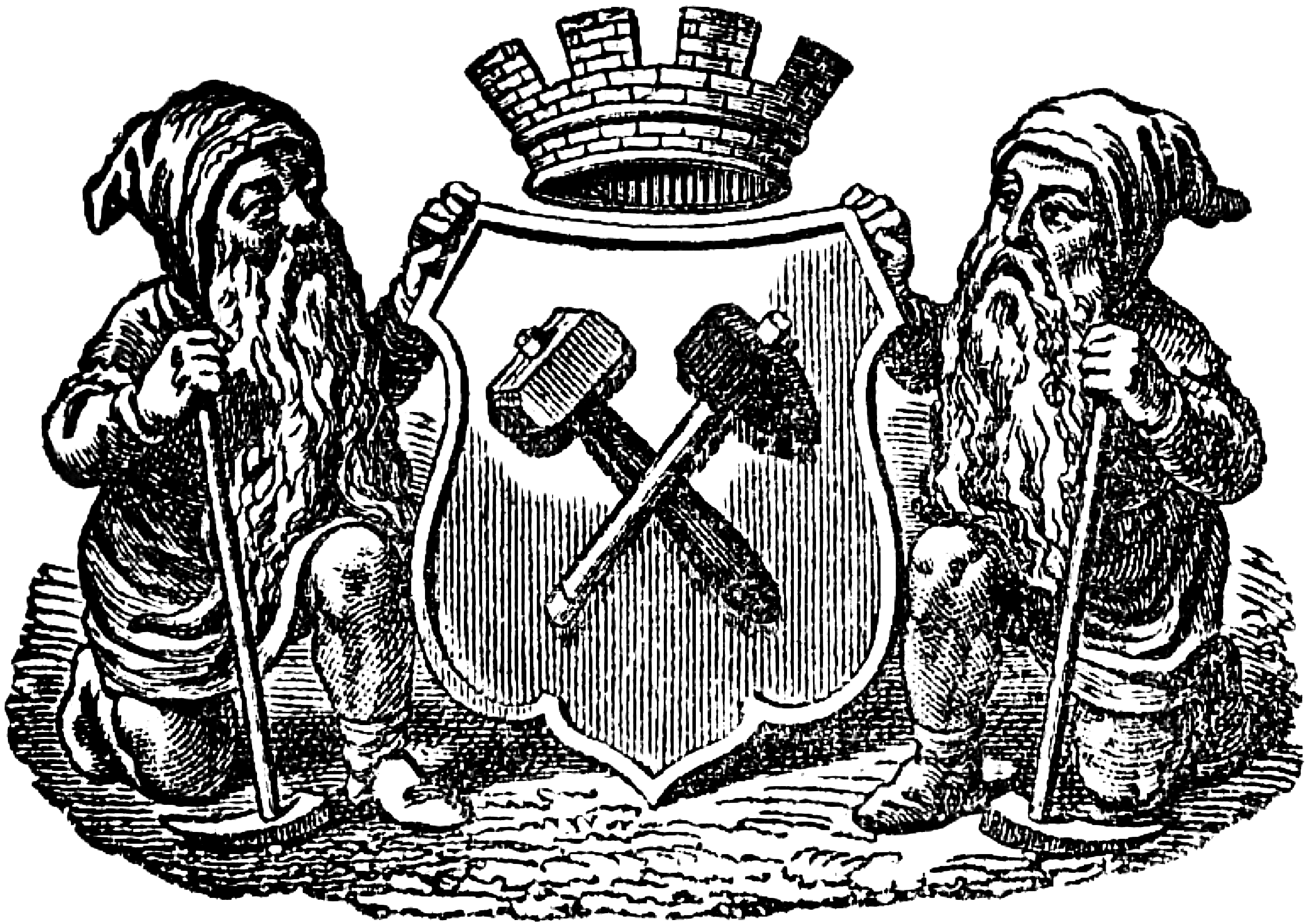
Kabouters op een heraldisch wapen uit Rusland

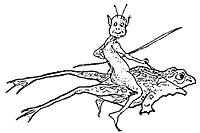
Illustratie bij The Goblins' Christmas, van Elizabeth Anderson

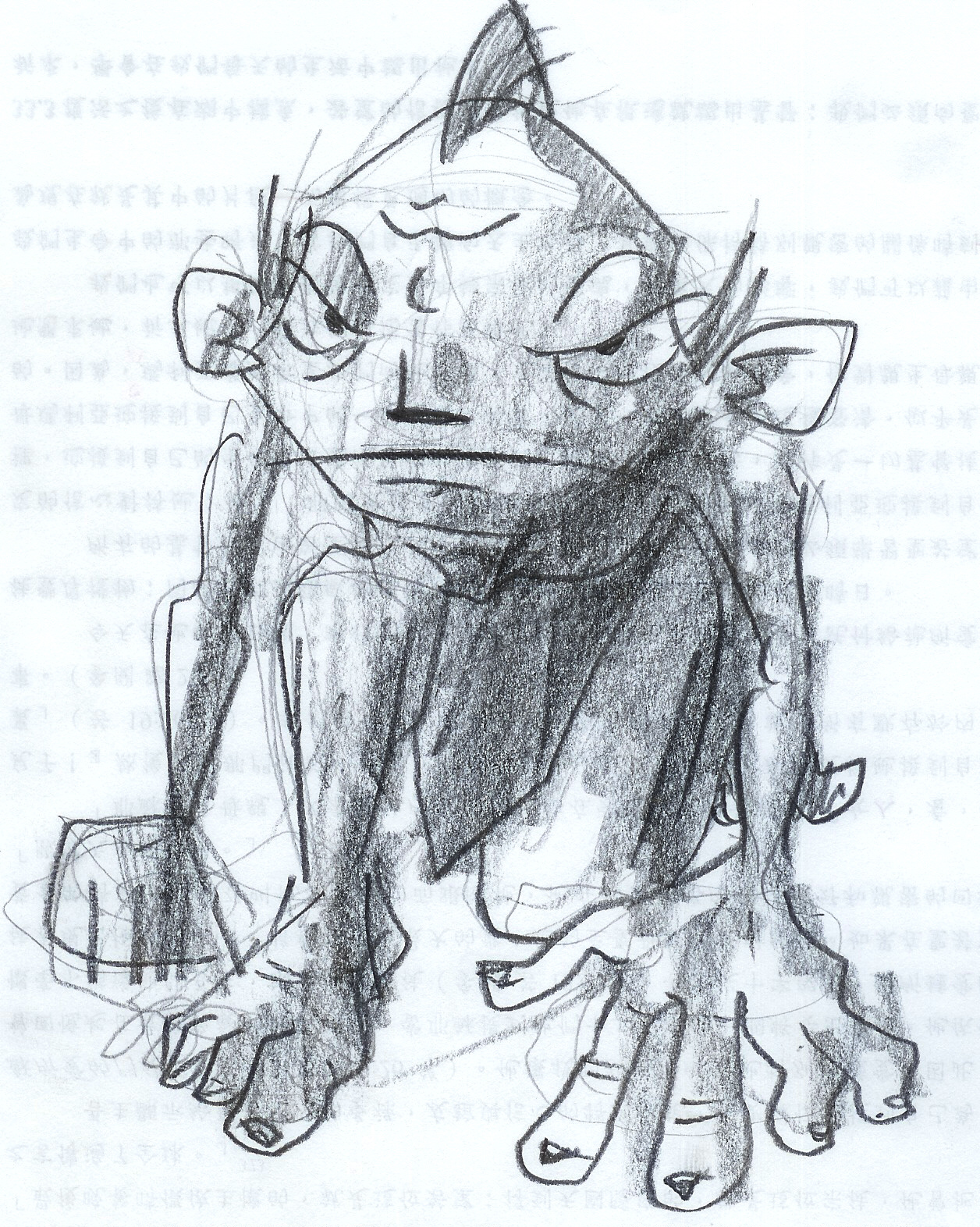
Gollem/Sméagol toont overeenkomsten met een hob, hobgoblin en goblin.

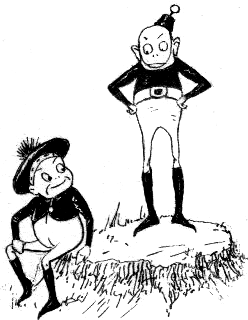
Twee brownies

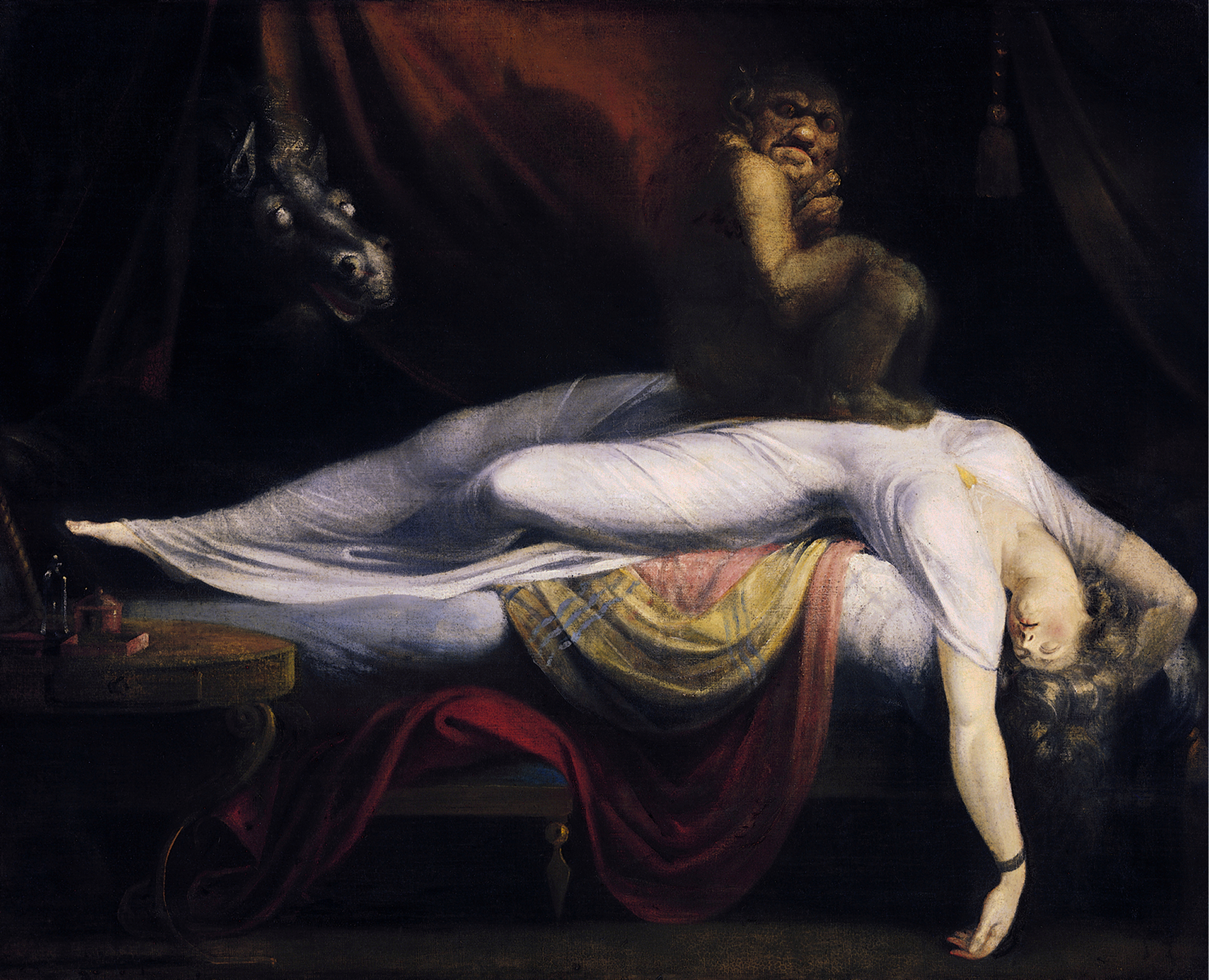
De nachtmerrie (in het Duits Albtraum)

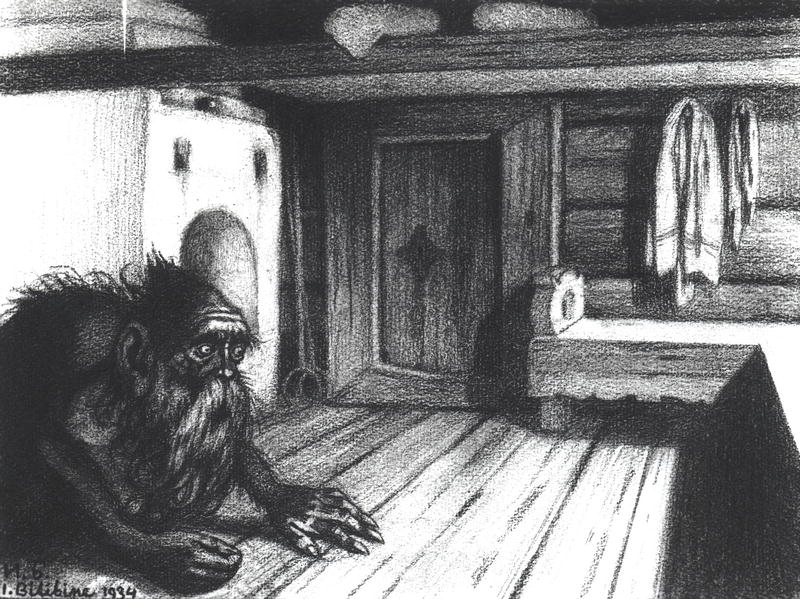
Illustratie van een domovoj bij een haard

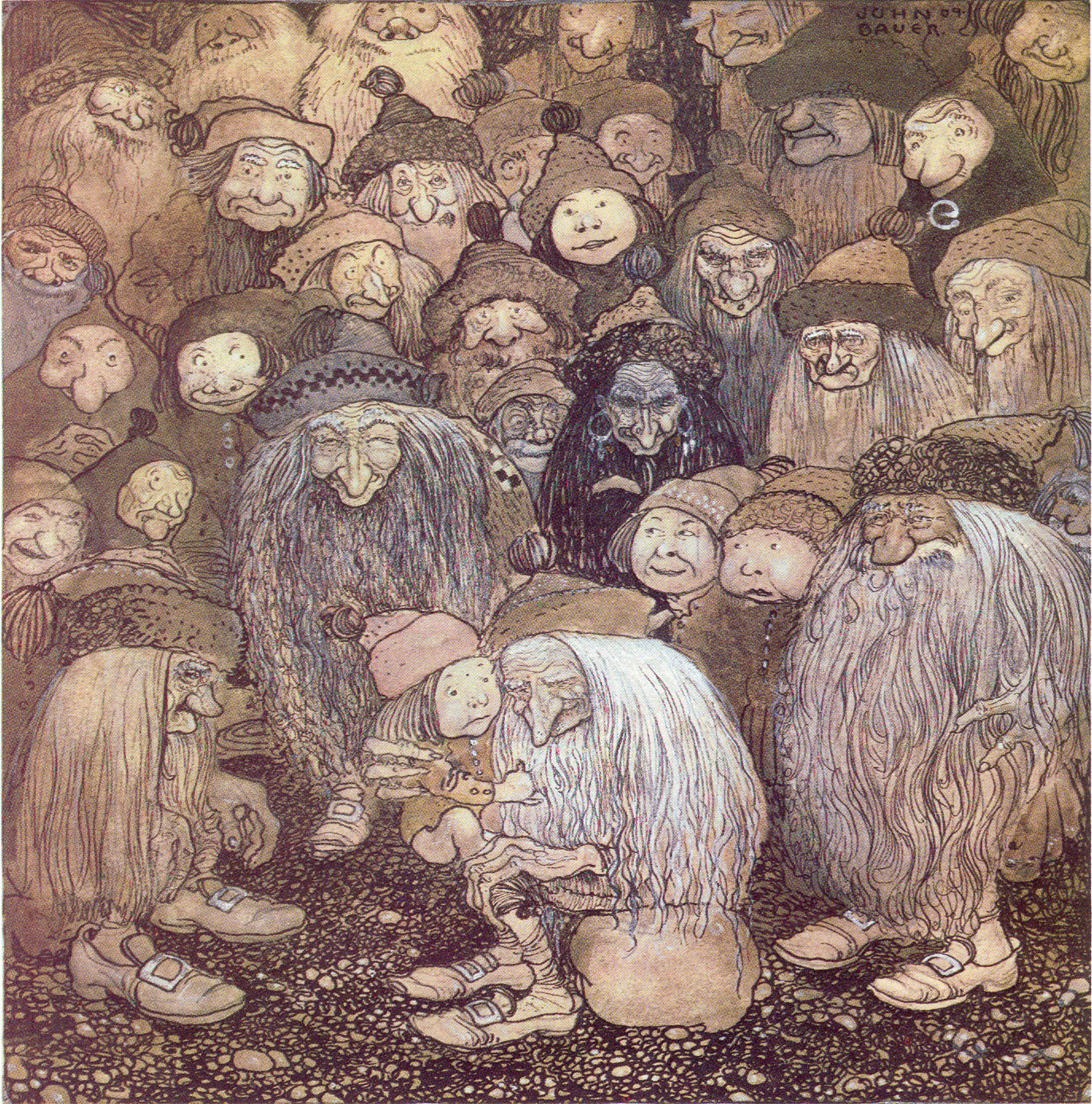
Tomtepoiken vraagt: “Maar hoe kom ik in de berg?”

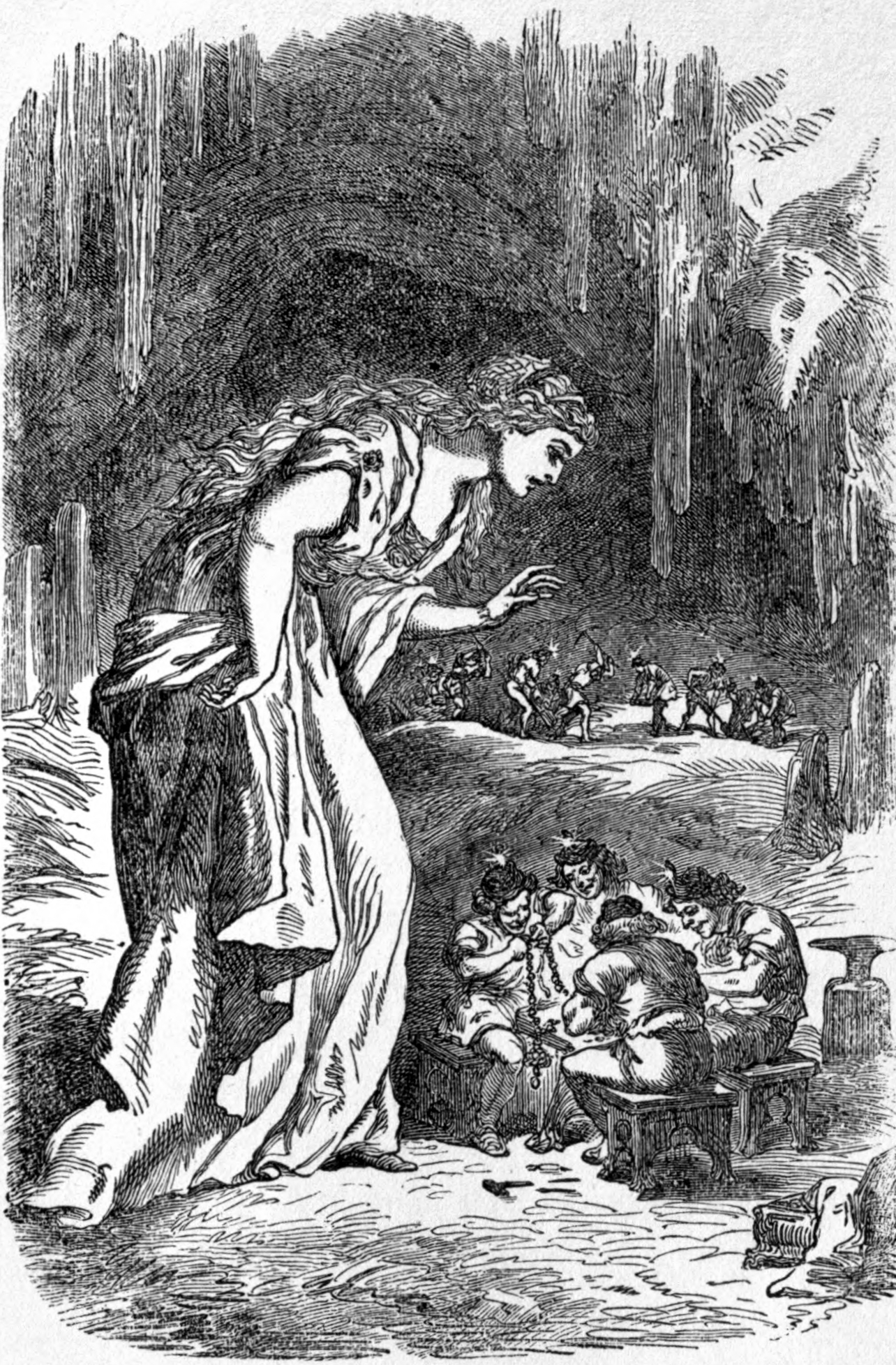
Freya en de dwergen

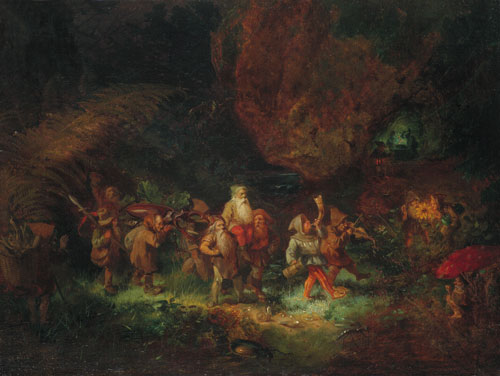
Jachtprocessie van de dwergen

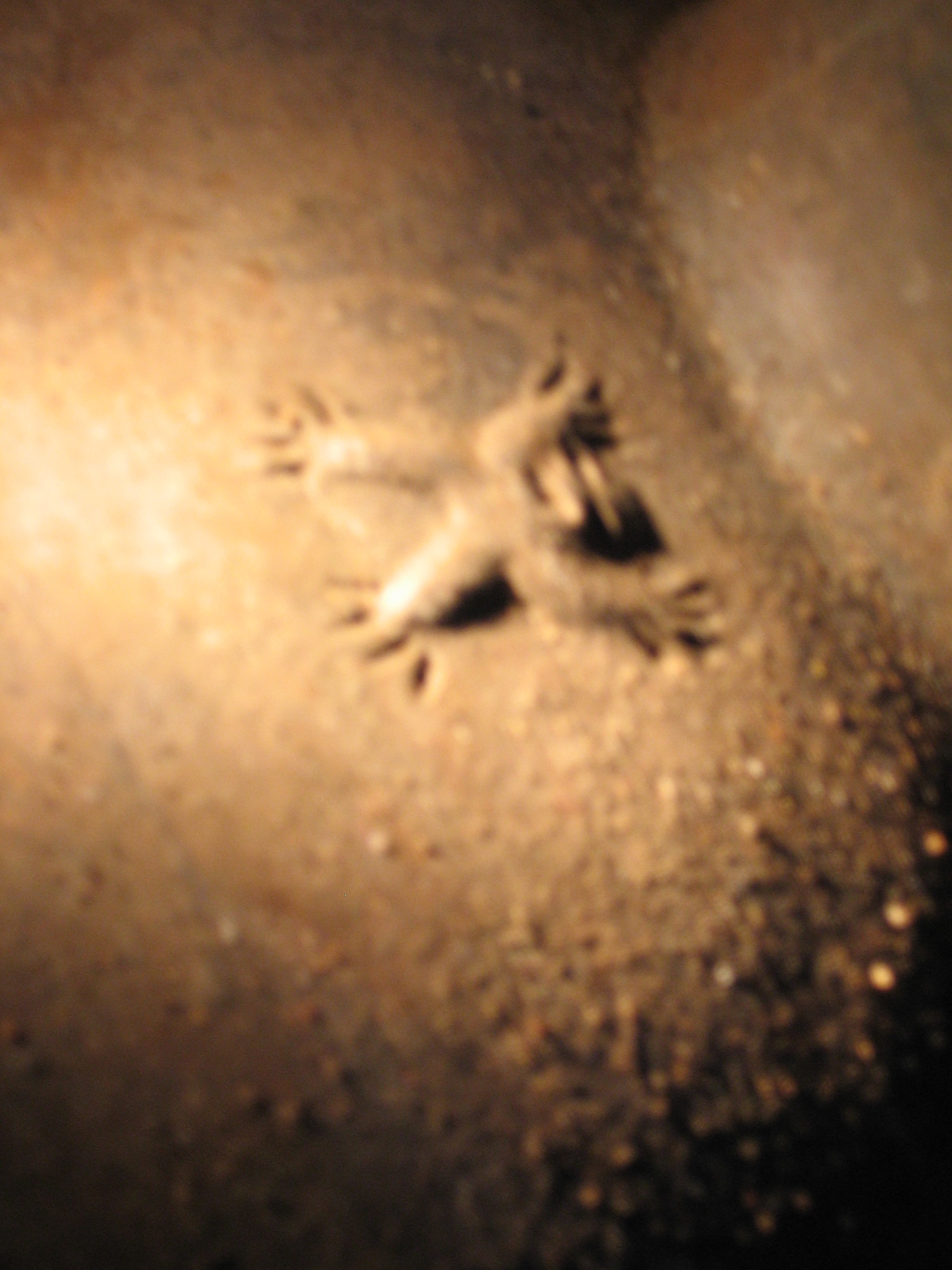
Duimloze Duende

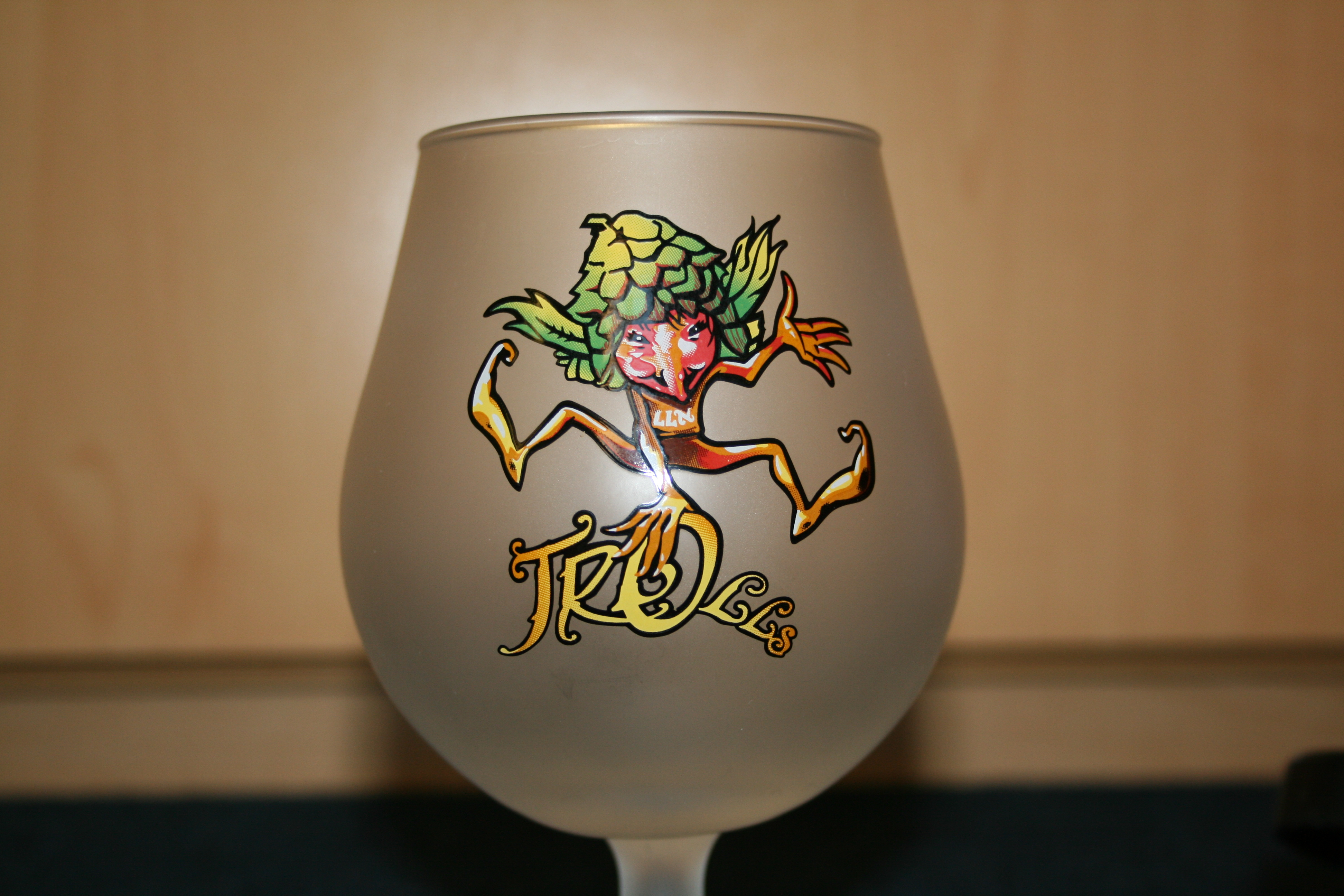
Een trol

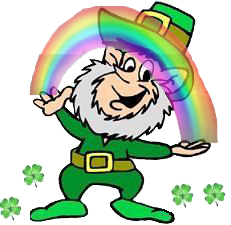
Leprechaun met regenboog en klaver

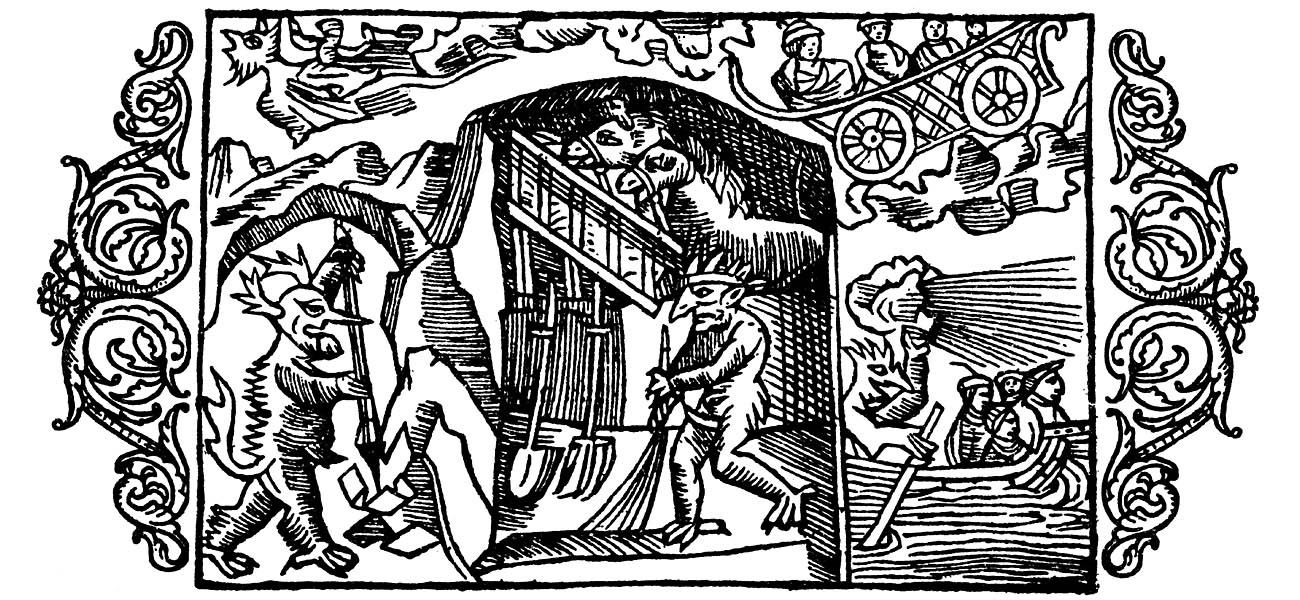
De linker tomte bewerkt de stenen onder de grond, in het midden verzorgt een tomte een paard en rechts is een tomte aanwezig op een schip, Olaus Magnus, 1555.

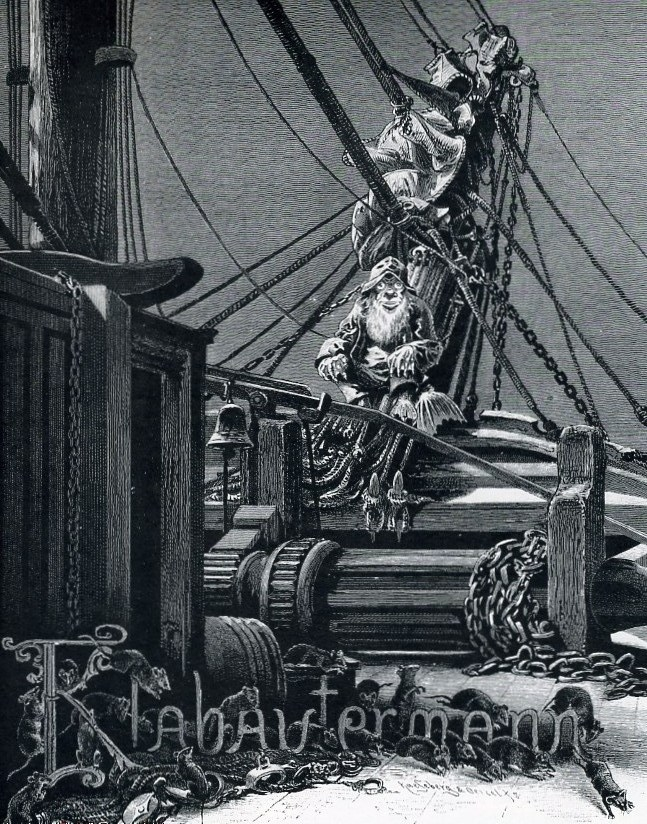
De Klabautermann is een watergeest

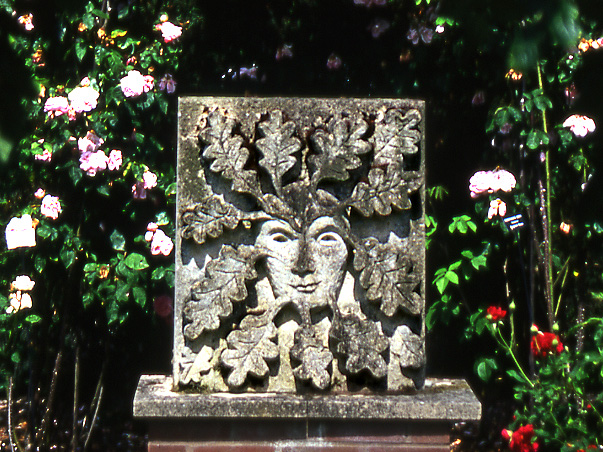
Green Man

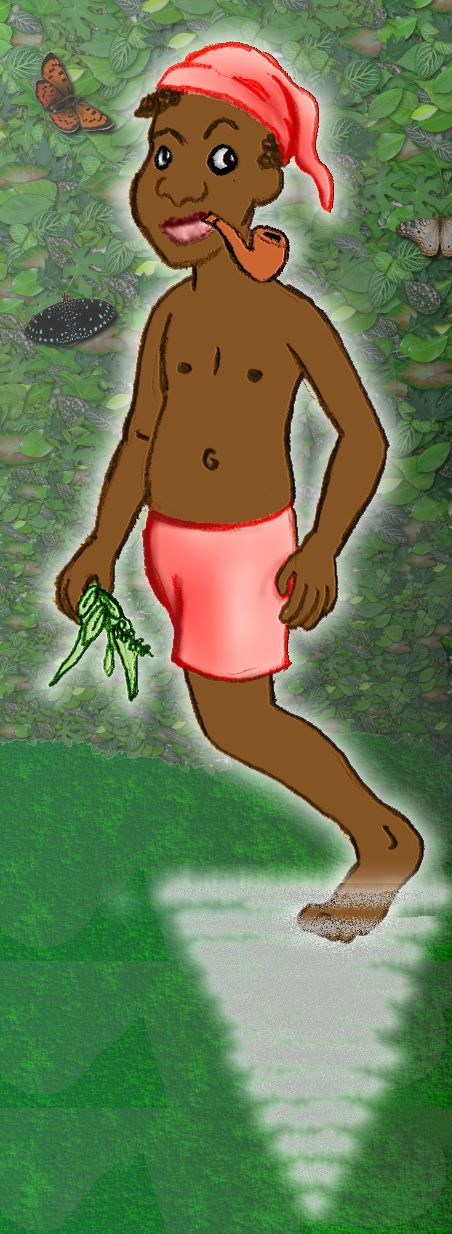
De Saci uit Brazilië heeft één been, rookt een pijp en verdwijnt en verschijnt in een stofhoos.

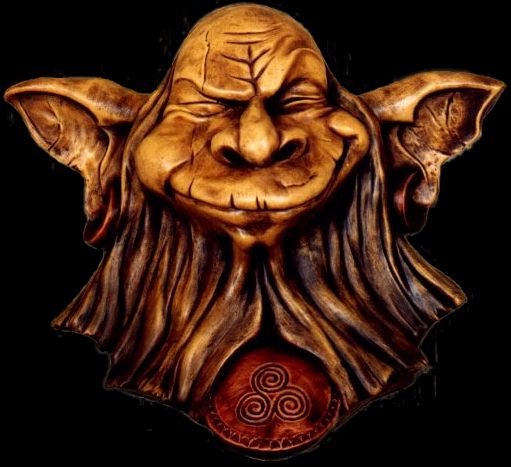
De Korrigan met triskelion

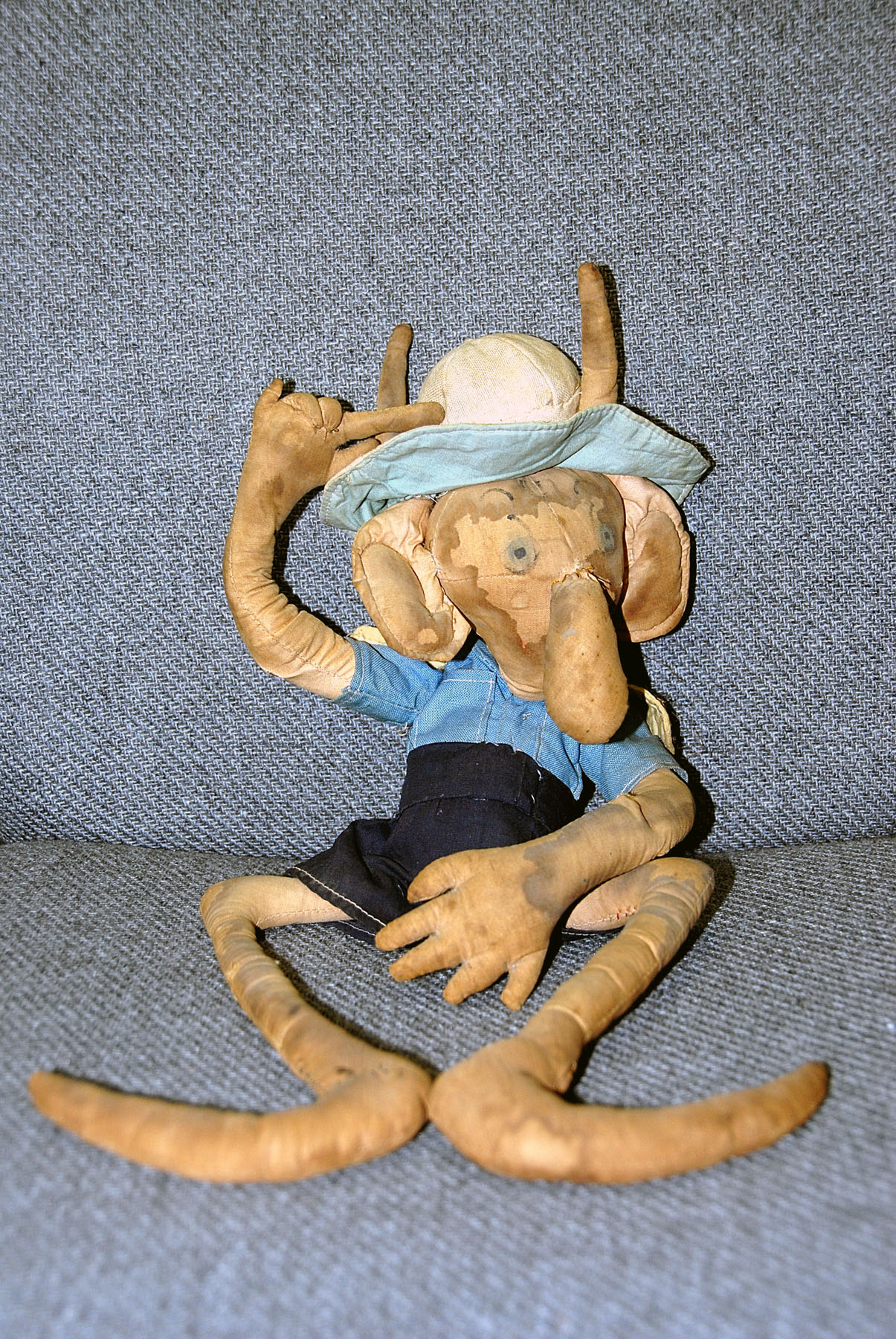
Deze gremlin-mascotte met blauwe hoed werd gebruikt tijdens de B-17-missies boven Duitsland in 1942-1945.

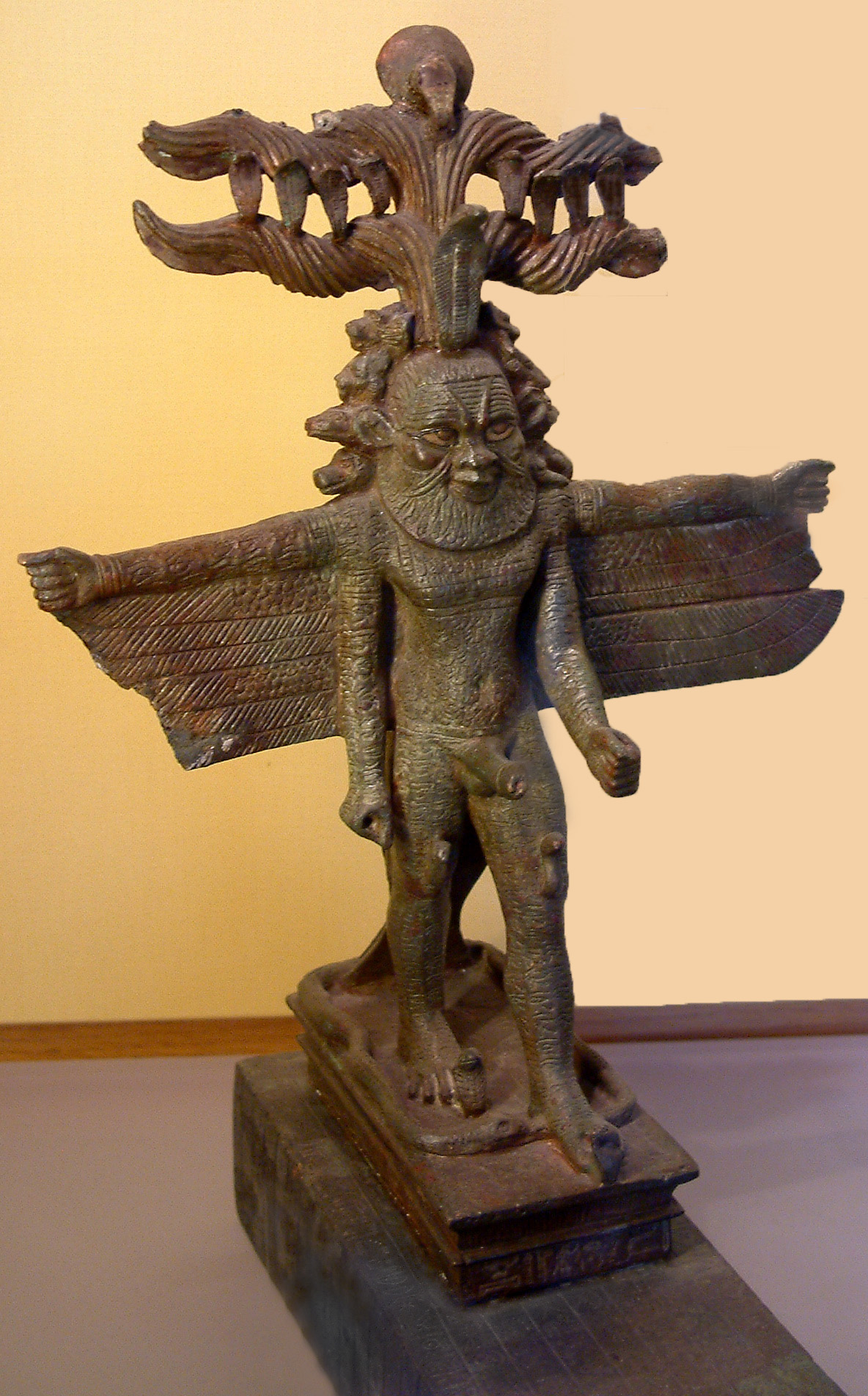
Bes, een kabouter uit de Egyptische mythologie; beschermer tegen boze geesten en ongeluk, beschermer van de farao en het huis, god van de kinderen, plezier, muziek en dans

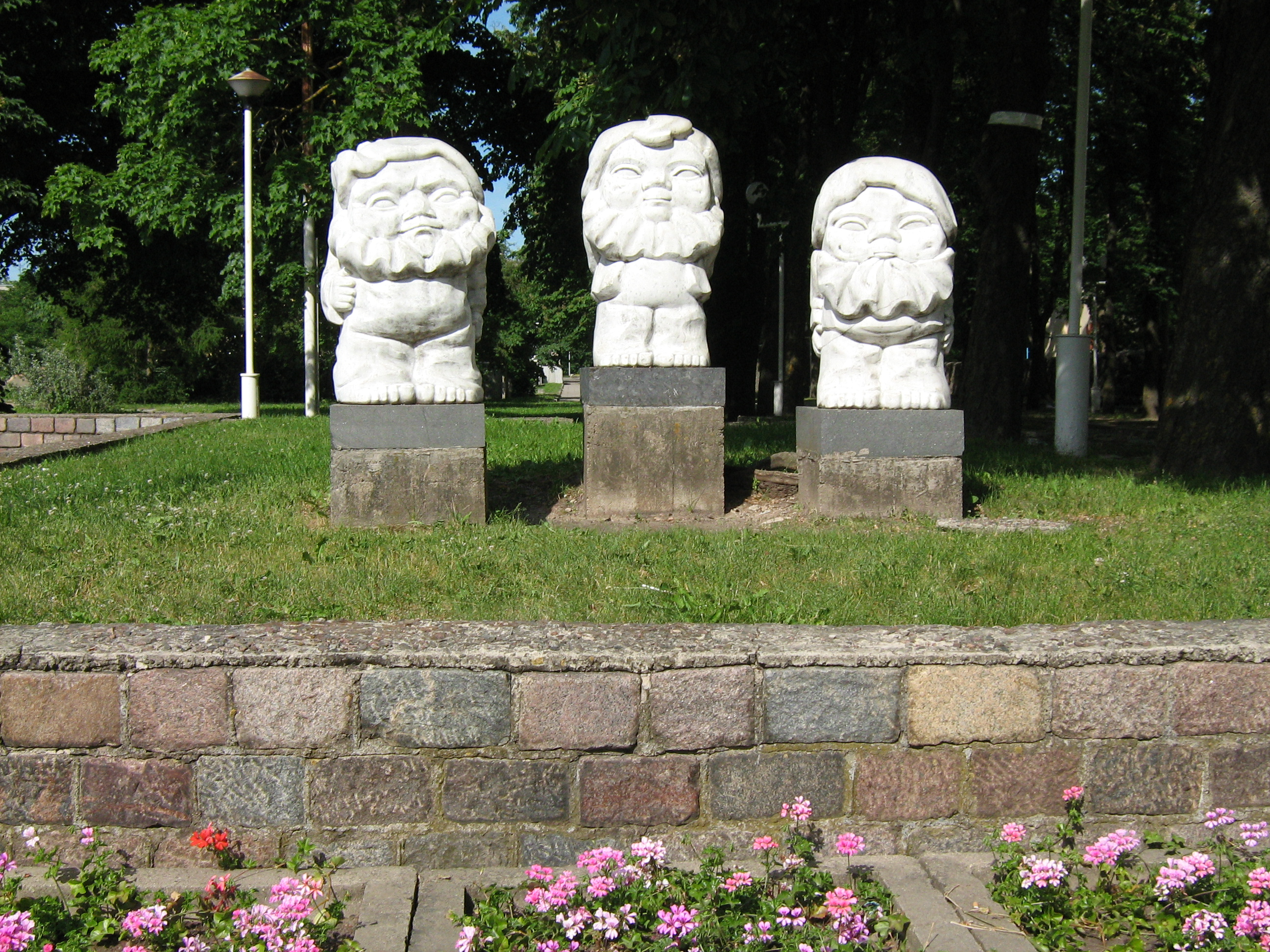
Drie nykstukai

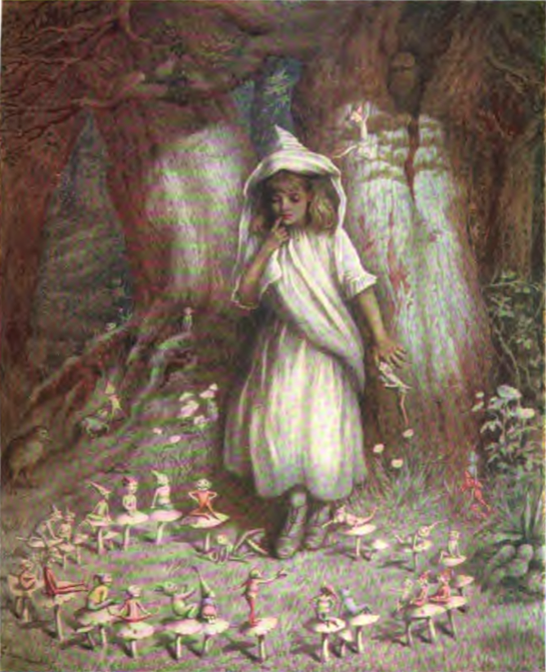
De elfenring, zie heksenkring

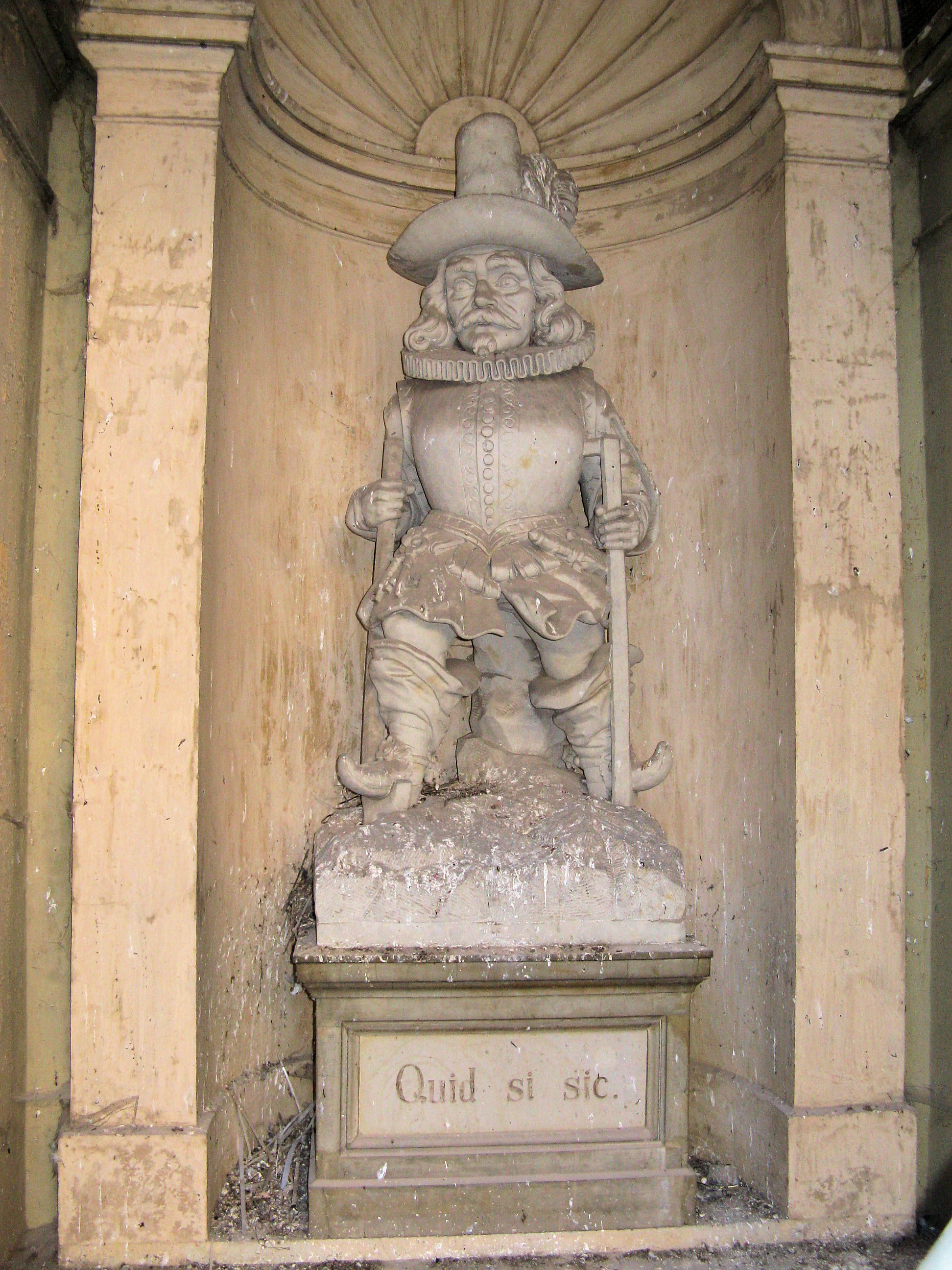
Petermännchen

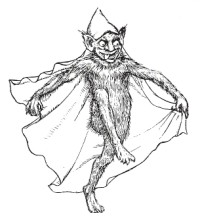
Goblin

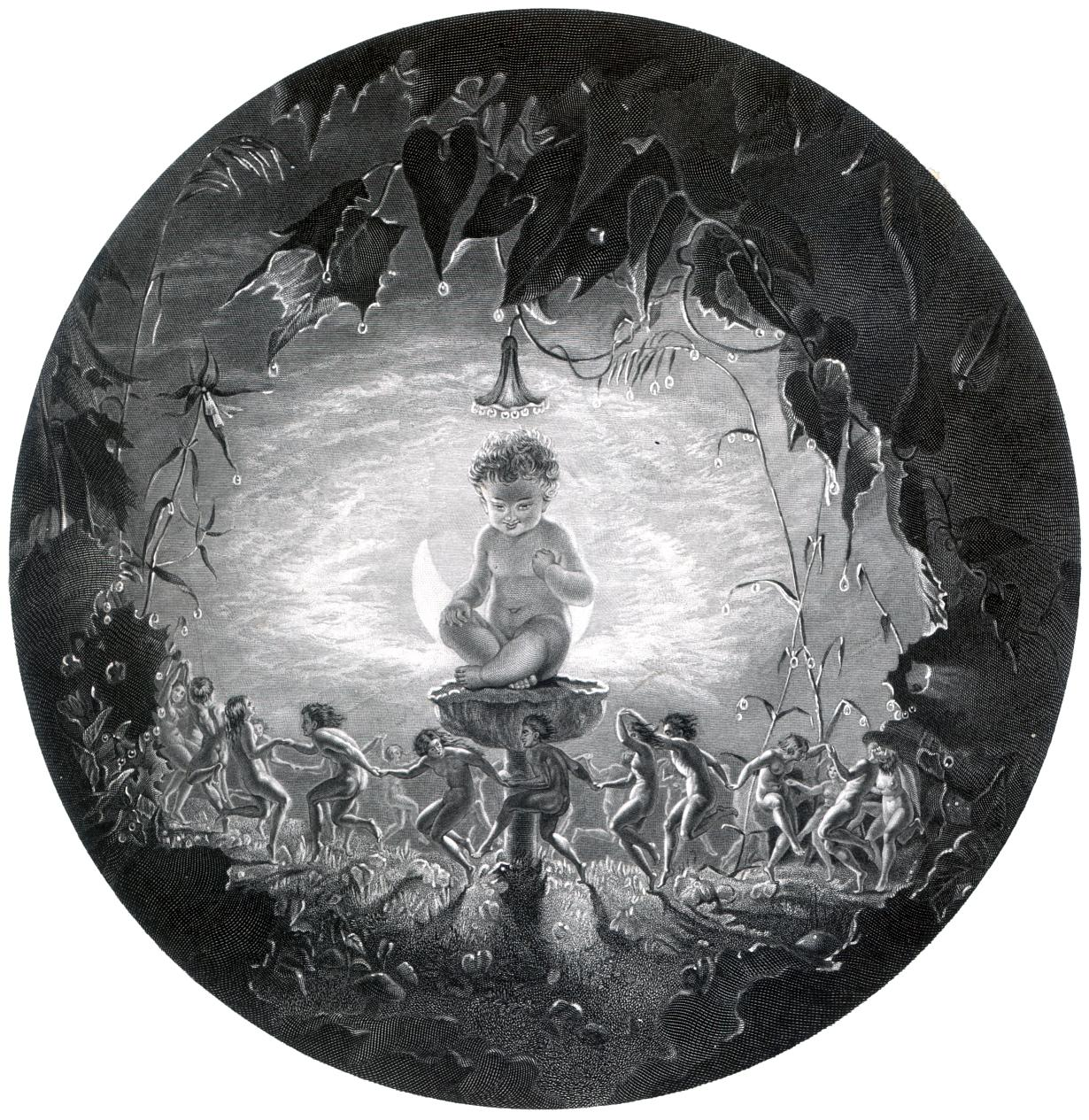
Puck, een Puca, uit A Midsummer Night's Dream

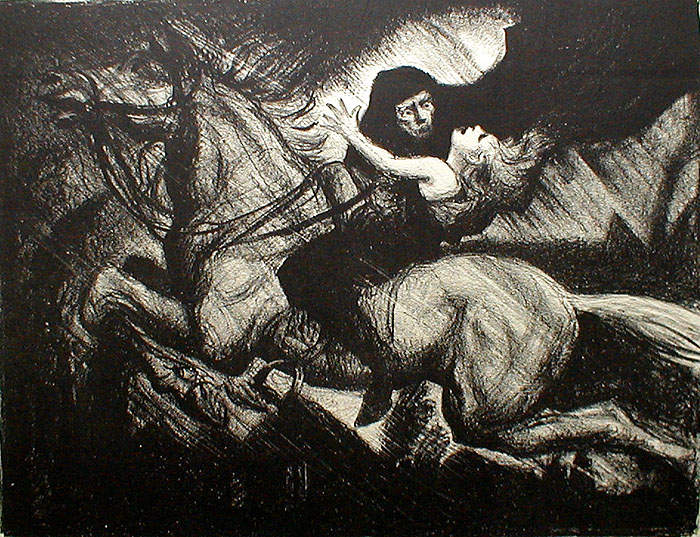
Erlkönig

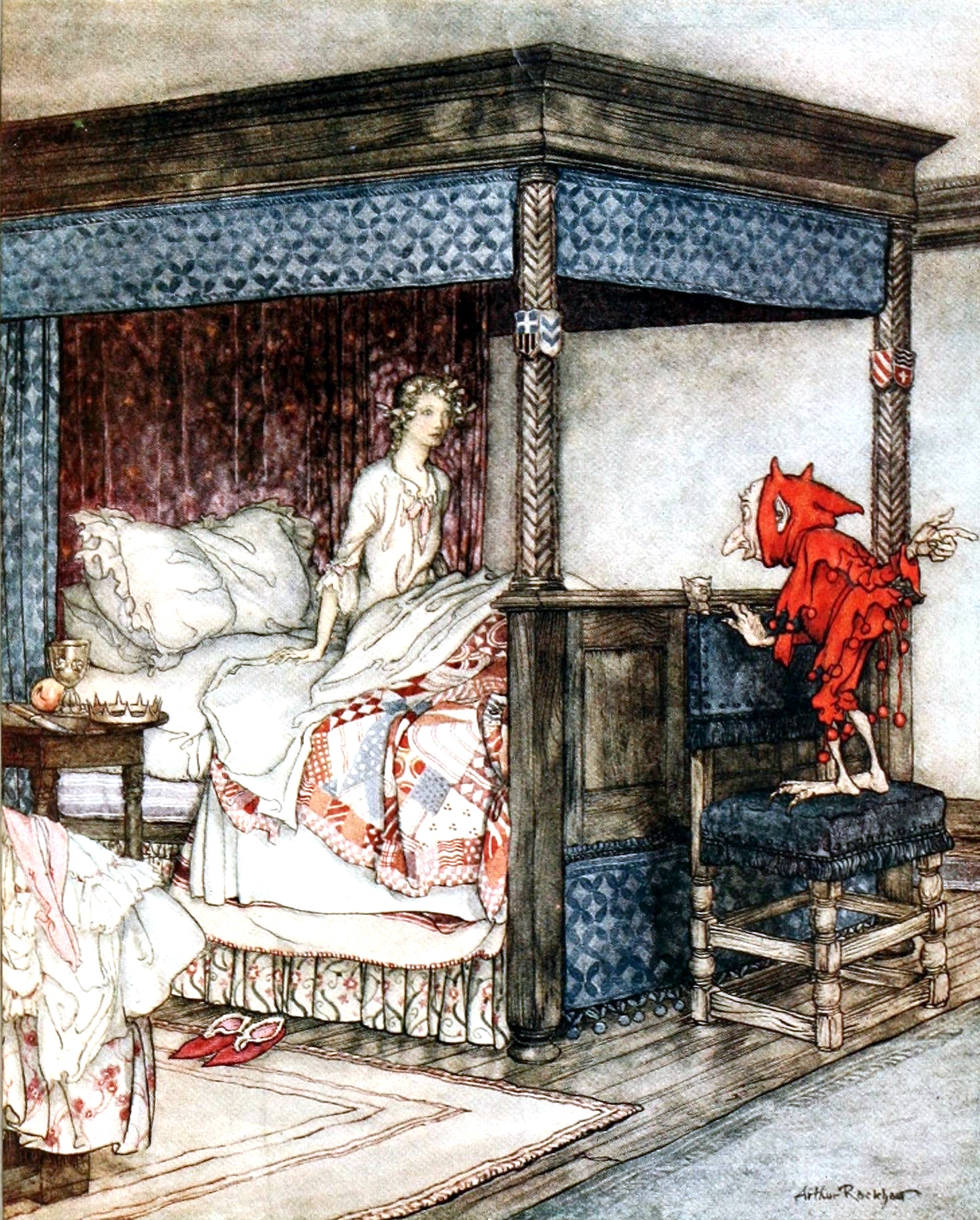
Billy Blind

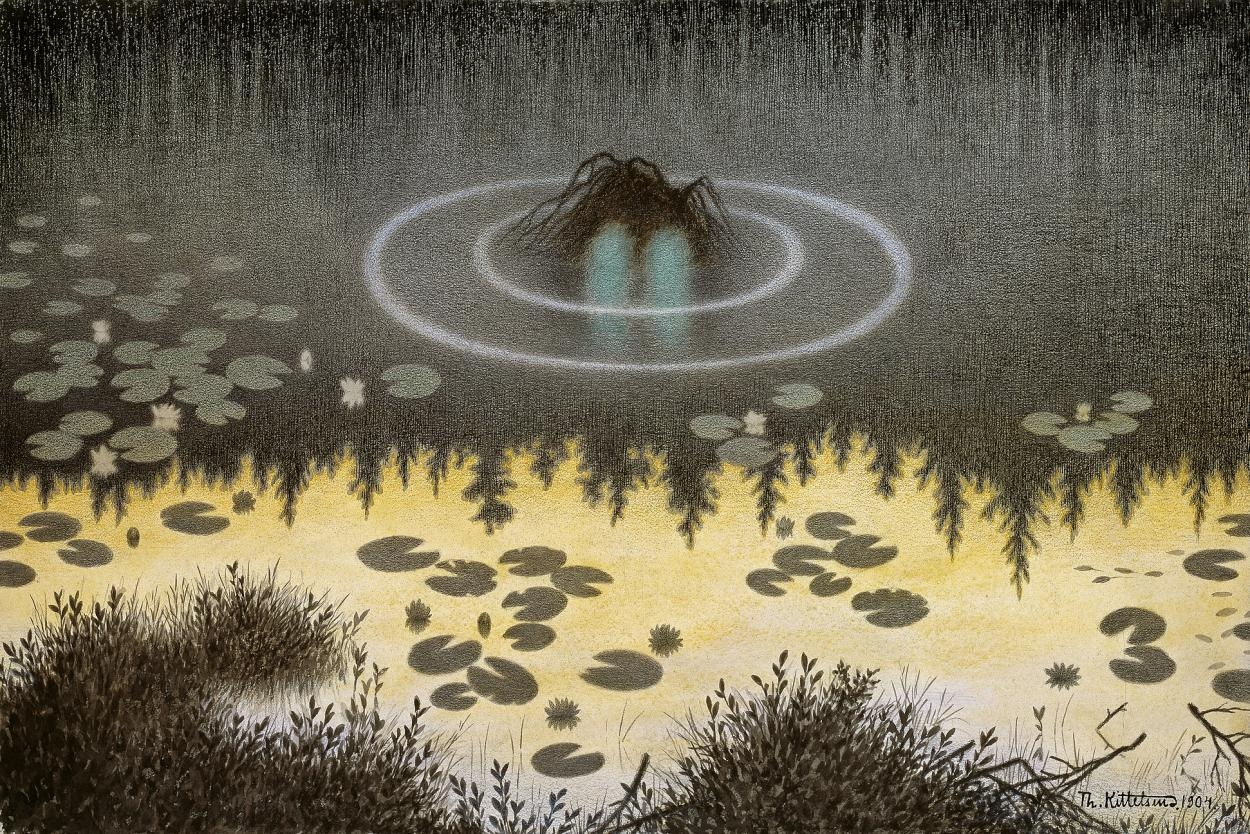
Nøkken

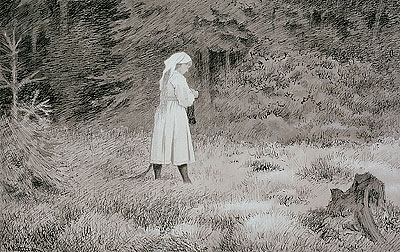
De skogsrået Huldra (let op de staart), zie ook vættir

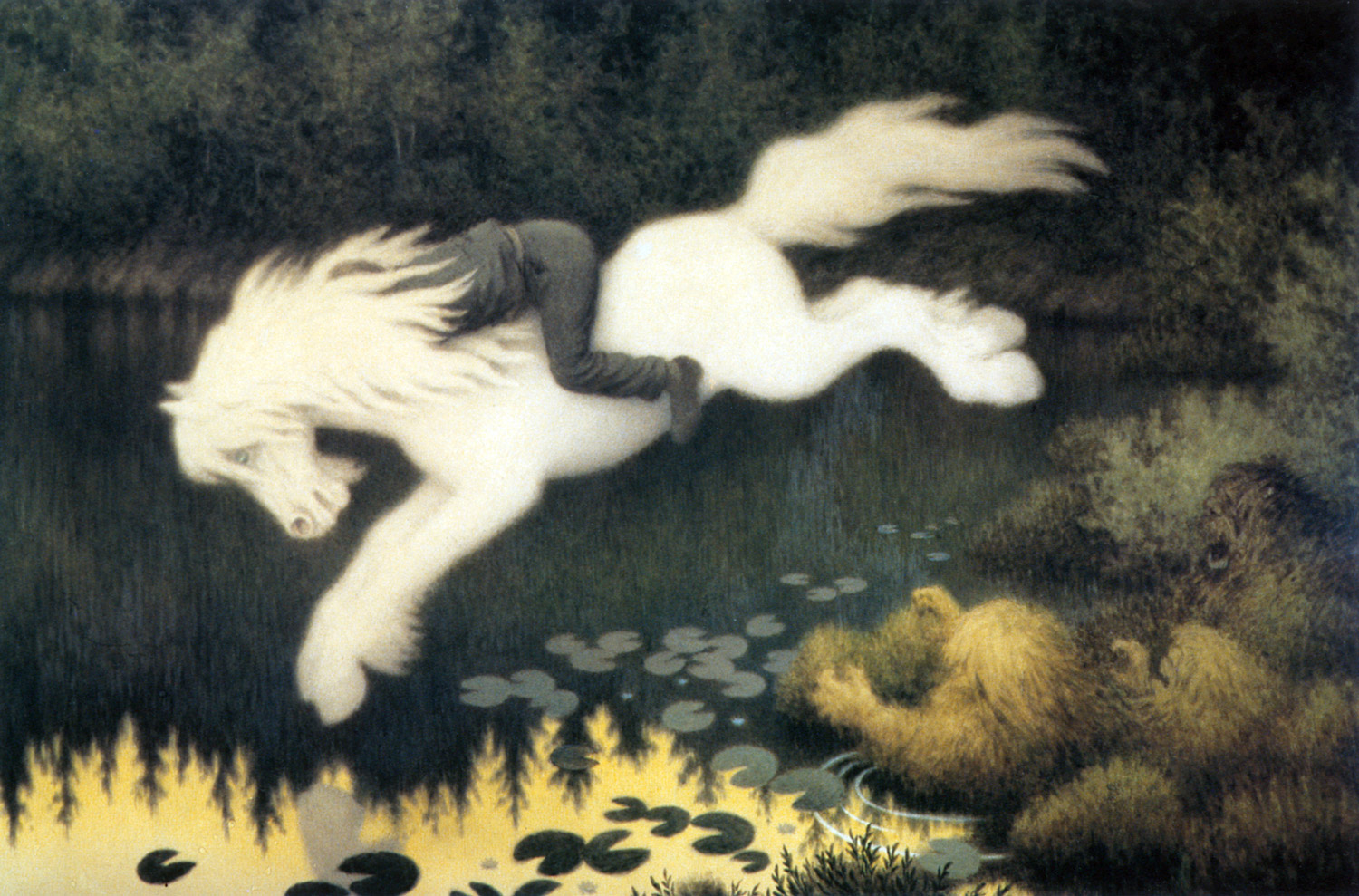
Jongen op wit paard, zie Kelpie

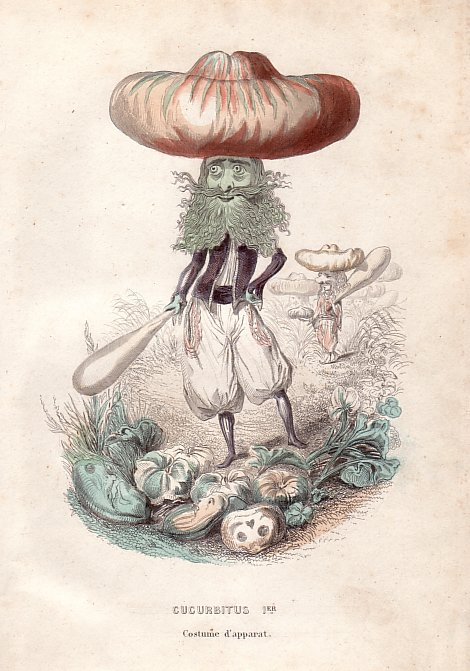
Een soort groente-dwerg

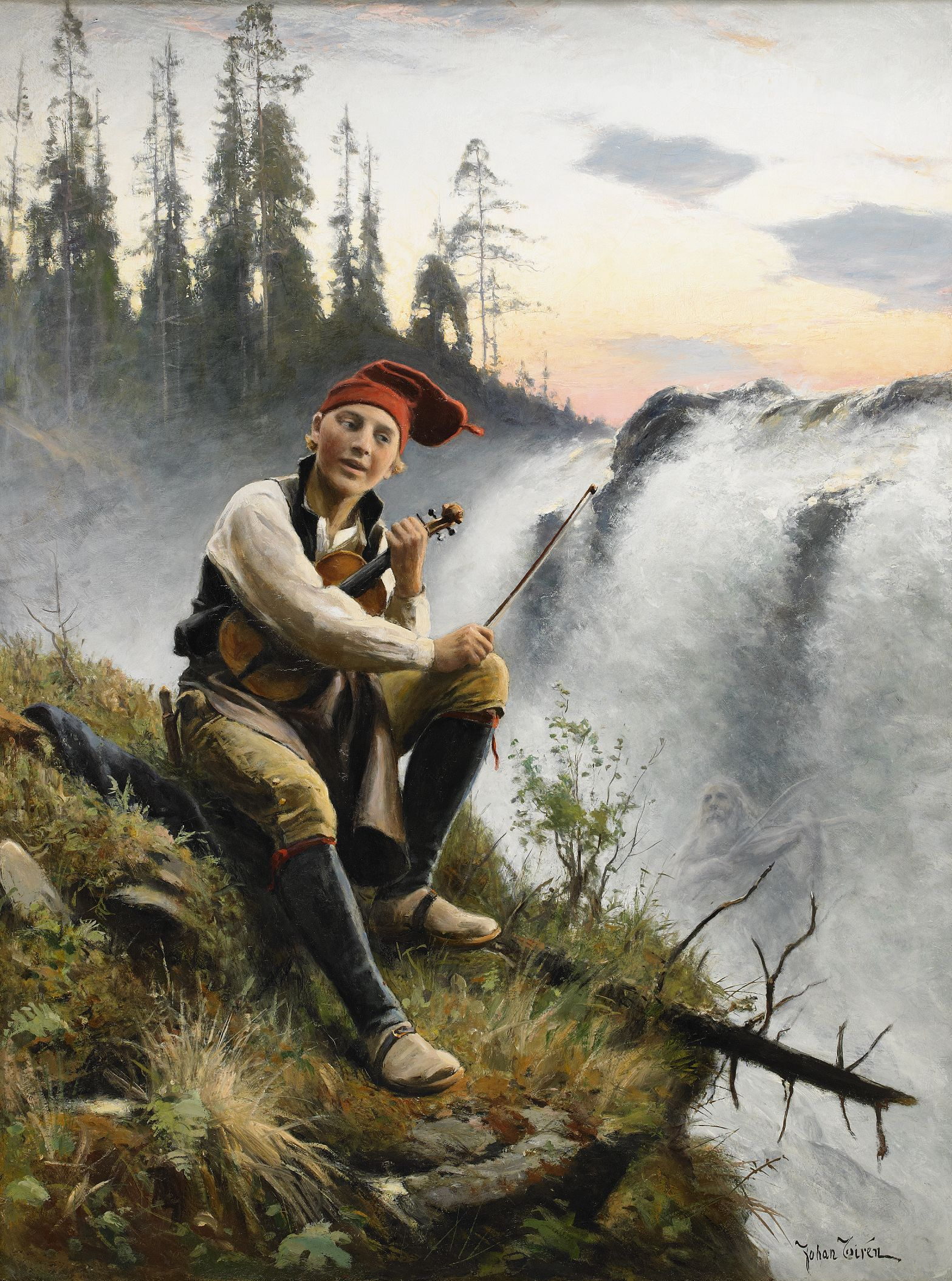
Nøkken

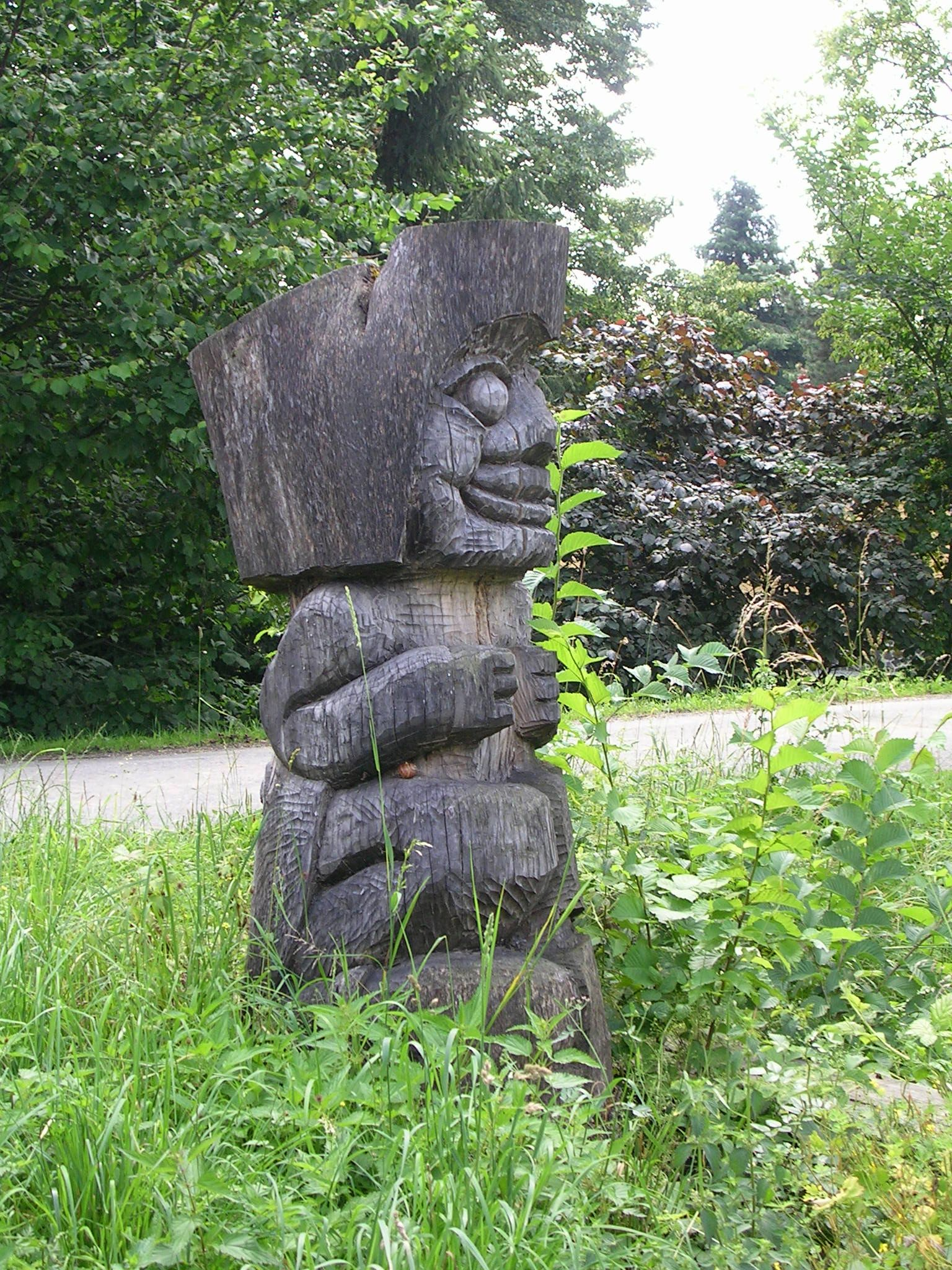
De Vodník

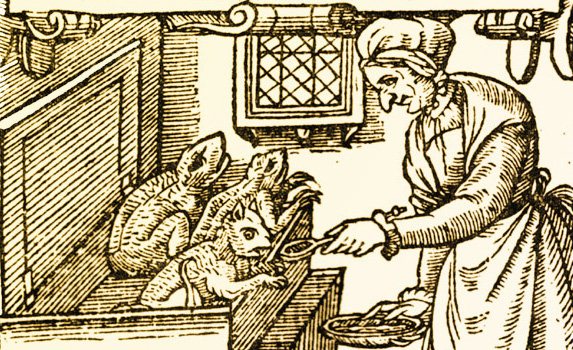
Oude vrouw voert imps.

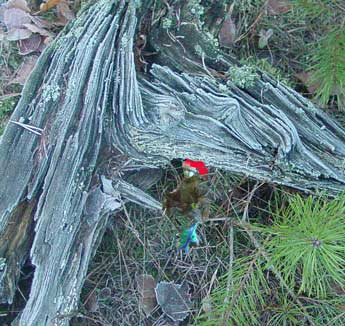
Een kabouter in een boom

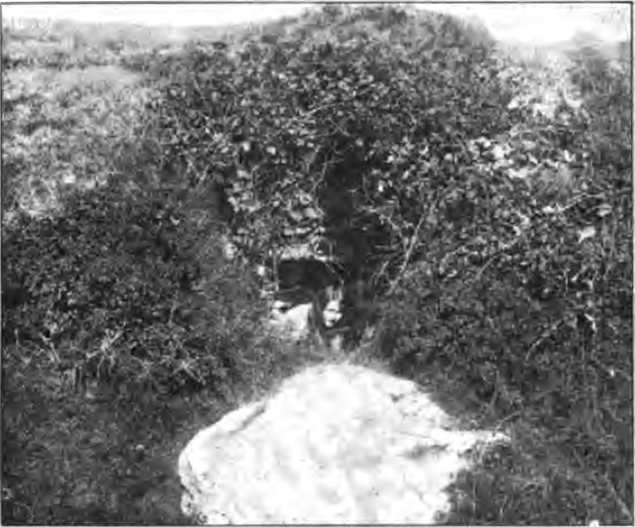
De ruïne van een keltische heuvel, een Fairy Ring, 1906

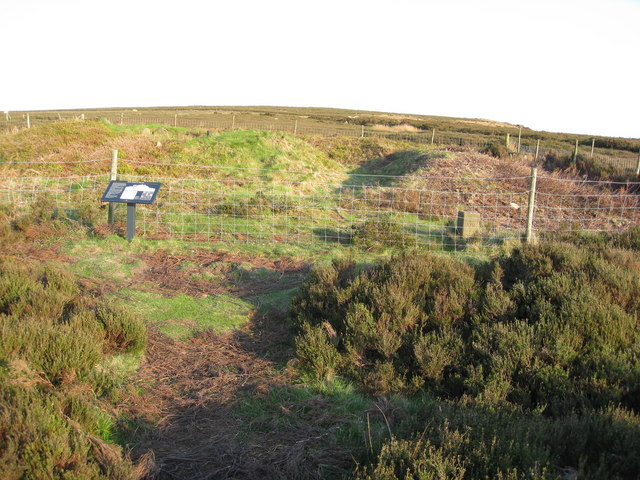
Hob Hursts House, genoemd naar de hobgoblin die in de nabije bossen rondspookt, is tussen de vele grafheuvels op deze heide uniek met zijn vierkante centrale heuvel en greppel.

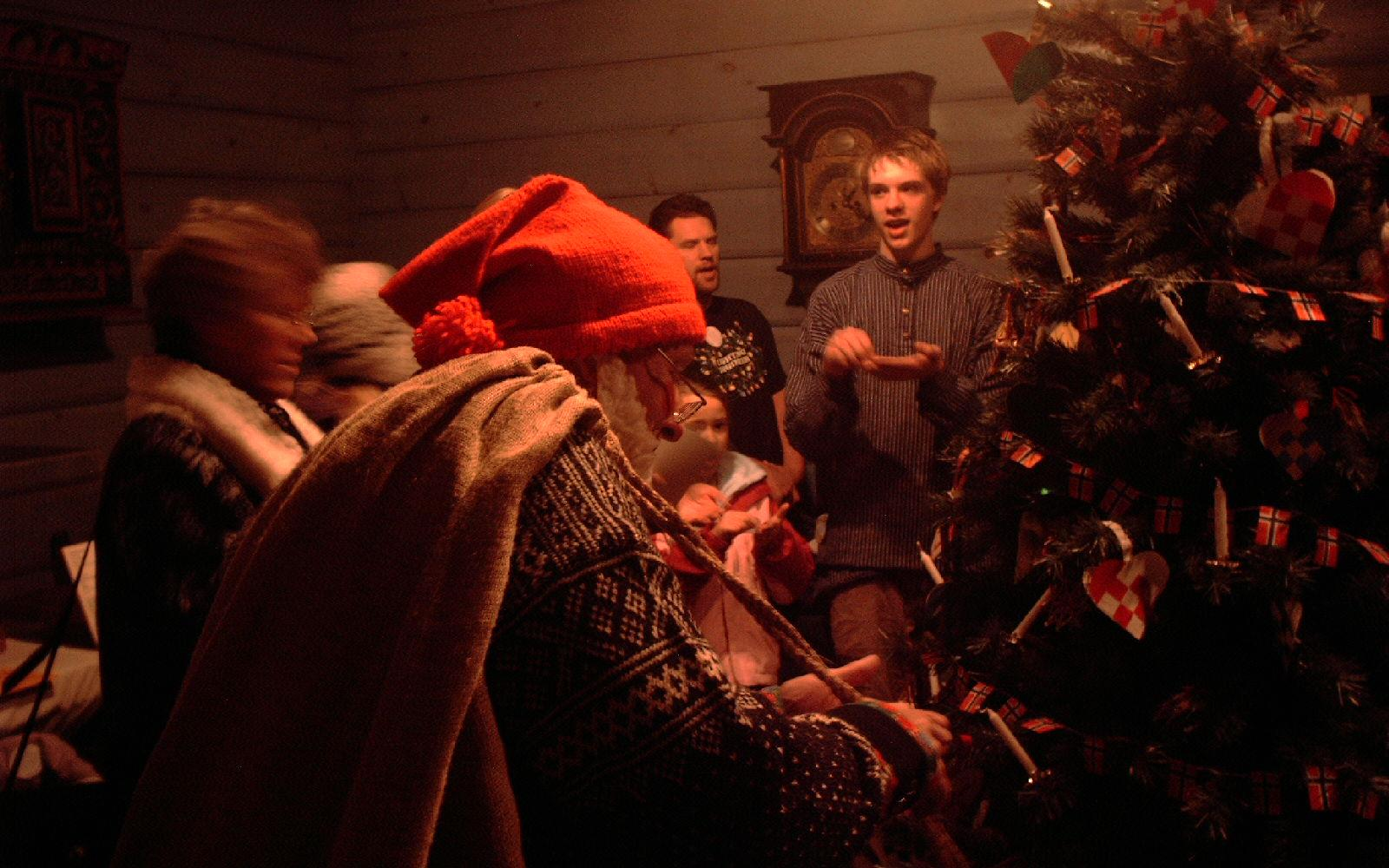
Tijdens het joelfeest wordt een lied gezongen voor de "julenisse". De "nisse" is een kabouter of elf.

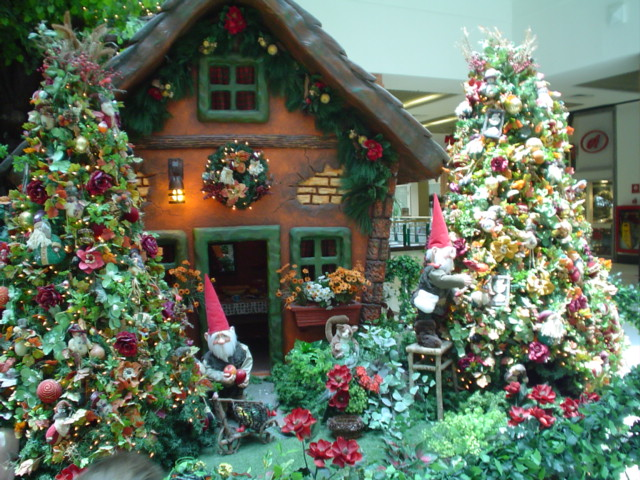
Kerstversiering in Brazilië, zie ook Kerstgebruiken wereldwijd

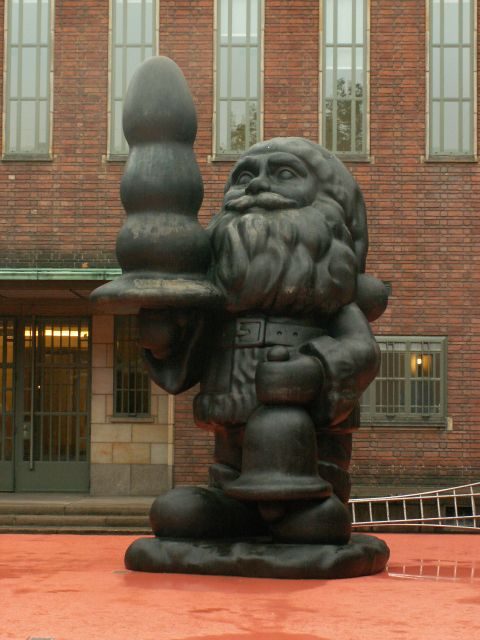
Santa Claus met kerstboom (bijgenaamd Kabouter Buttplug), beeld van Paul McCarthy in Rotterdam

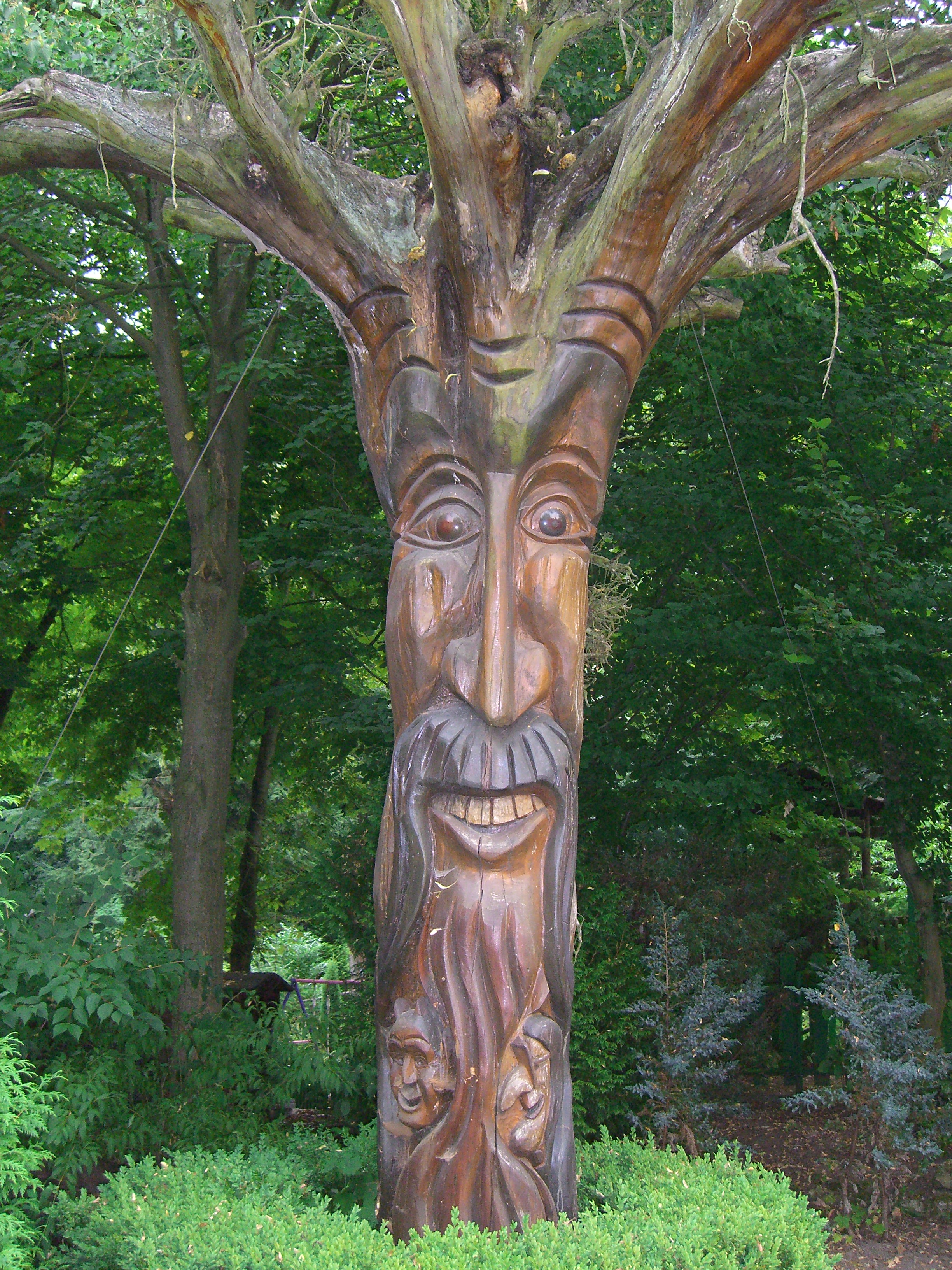
De grootste Wurzelgnom (wortelkabouter), met een vermelding in het Guinness Book of Records, zie ook boomheiligdom

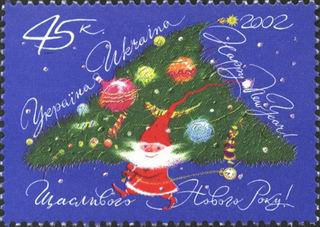
Grootvadertje Vorst

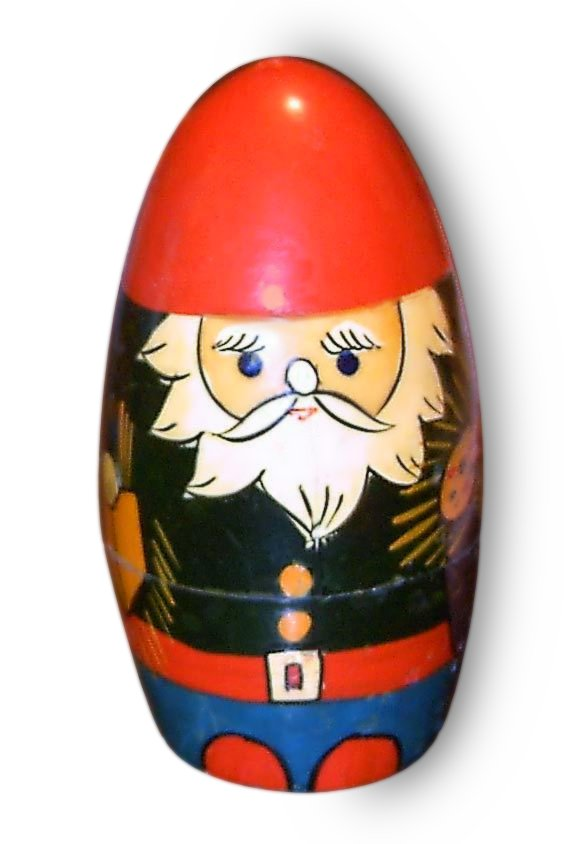
Kabouter als matroesjka

Een kabouter is een mythologisch wezen. Deze figuur komt voor in talloze sprookjes (en andere volksverhalen) verspreid over de hele wereld.
In Nederland en Vlaanderen zijn ze bekend als kabouters, in Scandinavië als tomte, nisse of tomtenisse, in Groot-Brittannië als brownies, hobgoblins of pixies, in Duitsland spreekt men van Kobolden en in Rusland van domovoj. Er zijn nog talloze andere benamingen.
Afhankelijk van de regio waar ze volgens de folklore voorkomen, verschillen ze van uiterlijk en gedrag. Bepaalde zaken hebben ze echter gemeen:
- hun kleine gestalte en hun vermogen zich onzichtbaar te maken of verborgen te houden voor mensen.
- hun keuze om in de omgeving van mensen te verkeren en tegen een kleine vergoeding trouw allerlei klusjes te doen.
- hun gedrag als kwelgeest bij een slechte behandeling.

## Kabouters en gnomen
Kabouters worden vaak verward met gnomen, niet alleen in het Nederlands maar ook in andere talen. Een kabouter is echter een huis- of bosgeest terwijl een gnoom een elementaire aardgeest is.

### Etymologie
- kabouter: zou afgeleid zijn van het Germaanse woord *kuƀa-walda ‘huisbewaarder’ of *kuƀa-hulþa ‘het huis welgezinde’ (als Duits Kobold ‘hoogmoedige, goed- of kwaadaardige huisgeest’), dat waarschijnlijk een samenstelling is, waarvan het eerste lid verwant is aan Middelnederlands cove, Oostmiddelnederlands cave ‘hut, huisje’ (vgl. Duits Koben ‘stal, schuur’, Engels cove, Zweeds kofve ‘vertrek’). Het hele woord vergelijkt men met Oudengels cofgodu, cofgodas (Latijn: penates, lares).
- gnoom: de term werd voor het eerst gebruikt door de 16e-eeuwse Zwitserse arts en alchemist Paracelsus. Hij beschreef ze als een soort 'aardelementalen' van ongeveer 40 cm lengte die bijzonder stil waren.[1]

## Kenmerken
Verhalen over extreem kleine mannetjes, volkeren die naast de wereld van alledag (maar meestal verborgen) leven, spelen in verschillende Europese culturen een rol. De kabouter is daarbij een variant die met name in de Lage Landen voorkomt. Ook in andere werelddelen zijn verhalen over extreem kleine mannetjes bekend.
Volgens de overlevering zou het gaan om een heel oud ras, de elfen (kabouters worden ook wel alvermanneke genoemd, zie 'Het dankbare alvermanneke), die door nieuwkomers van hun land zijn verdreven. Daardoor verwachten ze ook om met respect behandeld te worden. Daarbij moeten ze echter wel samenwerken en vertrouwen op de mens voor hun voedselvoorziening.
Een ander verhaal zegt dat de wezens van het kleine volkje de geesten zijn van overleden voorouders (zie voorouderverering, vergelijk met De keukengod). Er wordt voedsel geofferd.
Veelal wordt echter geloofd dat ze volledig apart van de mens staan en als bovennatuurlijke wezens beschouwd dienen te worden, in bruin of rood gekleed gaan, vaak met een rode muts. Kabouters zijn ondanks hun kleine lichaam enorm sterk en ze beschikken over een bepaalde toverkracht.
Er zijn goede en slechte kabouters. Soms helpen ze de mens, maar ze kunnen hem ook tegenwerken. Dit kan bestaan uit kleine pesterijen, zoals het maken van geluiden en verplaatsen van spullen (zie ook klopgeest), of kwaadaardiger gedrag.
Verschillende kabouters of elfen worden in verband gebracht met de Kerstman en het kerstfeest, dan wel joelfeest.
Kabouters worden in Nederland ook wel klaboutermannetje (West-Vlaams), alf, alverman(neke), auvelmannetje, auvelemenke, auverman, eviemannetje, gnoom, havermannetje, hetsemannetje (Limburg), kabaatermanneke, kobold, nachtwerkertje, til (De Peel), Blauwe Gerrit (Veluwe), witje (vrouwtjeskabouter), de zwarten en witten (zoals de svartalfer en ljòsálfar/lichtelfen), estermantsjes (Groningen), ierdmantsjes (Friesland),  owermennekes of outermannetjes genoemd.
Mare is een ander woord voor alf of elf, dat we ook tegenkomen in nachtmerrie.

### Verwante wezens
De volgende sprookjesfiguren zijn in Europa bekend:
- Dwergen
- Elfen
- Feeën
- Kobolden
- Trollen
- Orks of aardmannetjes
- Wisselkinderen
- Spoken
- Huldra

Het onderscheid tussen deze wezens is niet altijd duidelijk. In vertalingen wordt soms de naam van een ander wezen gebruikt en (bijvoorbeeld door migratie) nemen wezens eigenschappen van wezens uit andere streken over.
In de Vikingtijd werd het noorden gekerstend en de eigenschappen van de Franse feeën en noordse dwergen en elfen begonnen zich te mengen. In de 13e eeuw begonnen de vættir te krimpen en de titanische jötun vormden zich om tot trollen. Een elf van menselijke grootte kromp ineen tot een kniehoge nisse. De trol stond voor natuur en de nisse voor menselijke nederzettingen, maar de eigenschappen van de verschillende wezens overlappen elkaar grotendeels.

## Soorten

### Lage Landen

#### Kabouter
De grootte van een kabouter varieert van 15 tot 45 cm. Vaak doet de kledij van de kabouter enigszins middeleeuws aan. Kaboutermannen worden meestal afgebeeld met lange, eerbiedwaardige, volle baarden, bolle wangetjes en bolle buikjes. Een kabouterman draagt vrijwel altijd wollige laarsjes en een brede riem om zijn middel. Kaboutervrouwtjes dragen altijd rokken.
Volgens de meeste vertellingen kunnen kabouters veel ouder worden dan mensen.
Kabouters onderhouden zeer nauwe contacten met mens en dier. Ze zijn de mensen soms vriendelijk gestemd. Ze verrichten doorgaans allerhande klusjes voor de mensen. Mensen geloven dat kabouters hun klusjes beter verrichten als je ze beloont met melk of brood. Bovendien geloven mensen dat kabouters door melk en brood gelokt kunnen worden. Ook wordt bier genoemd. Ze houden er echter niet van bespied te worden, in sommige verhalen worden mensen die dat toch proberen daarvoor bestraft met (gedeeltelijke) blindheid.
Soms zijn de kabouters mensen niet zo gunstig gezind en veroorzaken veel problemen, zoals in Hoe de kaboutermannekens uit de Kempen verdwenen zijn.

#### Kaolmenke
Zoals in veel landen is ook in Nederland een mijngeest bekend, dit wezen wordt wel Kaolmenke of Kaspar genoemd. Het wezen beschermt de kolenvoorraden en soms zijn de rode ogen te zien in het donker. Ondergronds fluiten kon rampen veroorzaken, de Kaspar kon net als de Blue Cap, Knocker en Coblynau instortingen veroorzaken. De Kaspar pakte onbewaakt voedsel of gereedschap, het wezen draagt mijnwerkerskleding en kan zich onzichtbaar maken.

#### Sommeltjes
Sommeltjes zijn een soort aardmannetjes of trollen die in het maanlicht zouden dansen op de Sommeltjesberg, een sinds lang afgegraven grafheuvel uit de Romeinse tijd bij De Waal. Overdag zijn ze vrijwel niet te vinden. Als ze in het zonlicht komen, verstenen ze. Ze kunnen onzichtbaar worden, maar ook kunnen ze de gedaante aannemen van allerlei dieren. Een sommeltje is in plaatselijk dialect een soort spook of geest.
Op Wieringen worden de wezens sammelkes of sammeltjes genoemd, ze wonen in de Sammelkeskuul op Zandburen bij Hippolytushoef. De wezens konden door de kieren van een bedstee komen, maar deden meestal niet echt kwaad. Ze hielpen mensen met klusjes. Ze houden van glimmende spullen en spelen op kleine fluitjes en roken pijp. Een pot die buiten gelaten werd, kon de volgende ochtend glimmend gepoetst teruggevonden worden in de kuil. Ook andere kostbaarheden werden 's nachts verzameld. Als men langs de kuil liep, konden zilveren munten verdwijnen. In het verleden werd verteld dat de kinderen door de sammelkes gebracht werden.
In Villa Achterwerk werd onderscheid gemaakt tussen bergsommeltjes en veldsommeltjes.

#### Nuton
Waalse benaming voor een kabouter. Zie de Franse lutin.

### Britse Eilanden

#### Goblin/hobgoblin
Soms worden de benamingen goblin en hobgoblin door elkaar gebruikt. Gewoonlijk worden hobgoblins echter voor vriendelijk aanzien, terwijl goblins dit zeker niet zijn. Een hobgoblin lijkt meer op een rustige brownie en een hob, maar zal de omgeving meer pesten.
Een goblin is een gnoom-geest ter grootte van een kabouter of een mens. De eigenschappen van het wezen verschillen per gebied en zijn soms tegenstrijdig. Goblins zijn meestal groen of bruin, maar ook andere kleuren zijn mogelijk. Andere namen voor de goblin zijn gobblin, gobeline, gobling, goblyn en gobelinus.
Shiva heeft goblins en ghouls als dienaar. De Erlkönig en Billy Blind worden soms goblin genoemd. Bekend zijn de Green Goblin, de Demogoblin en Hobgoblin uit de Marvel Comics. Ook in The 10th Kingdom komen goblins voor.
De goblin toont overeenkomsten met de ghoul.

#### Hob
De hob is een kleine huishoudgeest en komt voor in het noorden en midden van Engeland. Hij woont in of buiten het huis en knapt klusjes op voor de mens. Als de wezens beledigd worden, kunnen ze erg lastig worden. De hob toont overeenkomsten met een hobgoblin, brownie, tomte of nisse. Zie ook de lob (of lubber fiend).
Een manier om van een hob af te komen, was het schenken van nieuwe kleding. Er is echter geen enkele manier om van de lastigste hobs af te komen.
Nabij Runswick Bay in het graafschap North Yorkshire brachten ouders hun kinderen naar de Hob Hole om hen te genezen van kinkhoest. Hierbij werd het volgende rijmpje opgezegd: “Hob Hole Hob, My bairn’s gotten t’kink cough, Tak it off, Tak it off.”
De hobbit uit verschillende boeken van J.R.R. Tolkien heeft overeenkomsten met de hob. Zie ook De Hobbit, waarin een hobbit met dertien dwergen op pad gaat. De hobbit Sméagol wordt door de macht van bezittingen omgevormd tot Gollem en vertoont dan overeenkomsten met de goblin.
In Harry Potter lijkt de huis-elf een type hob, alhoewel het wezen ook overeenkomsten heeft met andere kaboutersoorten.

#### Brownie
Brownies zijn net als de hobgoblins klein en lopen gekleed in lompen. Ze helpen met huiselijke karweien, vaak 's nachts. Brownies wonen graag op een boerderij, zodat ze met dieren kunnen werken.
Andere woorden voor een brownie zijn urisk (Schotse Laaglanden), brùnaidh, ùruisg of gruagach.

#### Piskie
Piskies zijn vergelijkbaar met de brownies en hobgoblins, maar zijn minder betrouwbaar. Wat betaling betreft voor de karweien, dat komt altijd op hetzelfde neer: een kom van de beste melk of room, en een versgebakken cake of brood dat de mensen voor hen moeten klaarleggen.
Hen nieuwe kleren geven is echter uit den boze, want dan zijn ze beledigd. Ze zullen vertrekken en nooit meer weerkeren. Dit komt ook bij andere soorten voor. Ook in de Harry Potterverhalen komt dit voor bij de huis-elfen. Daar is het geven van kleding echter een teken van het vrijlaten van de huis-elf in kwestie. Zolang een huis-elf geen kleding krijgt, is hij verplicht zijn meester te dienen.

#### Tylwyth Teg
In Wales kent men tylwyth tegs, ze stelen kinderen en ruilen die om met een wisselkind. Ze zijn goedaardig, maar dit kan omslaan. Ze zijn bang voor ijzer. Gwyn ap Nudd is koning van de tylwyth tegs.
Als mensen over de paden van de tylwyth tegs liepen, zouden ze sterven. Deze paden waren kaarsrecht, liepen van heuvel tot heuvel of ringwalburcht en hebben overeenkomsten met leylijnen. Wonen in een huis dat gebouwd is op een pad van de tylwyth teg is erg ongezond voor mens en dier. Verschijnselen kunnen lijken op die van een klopgeest. Langs de paden werden vuren aangestoken (met het vuur van het vreugdevuur van Sint Johannes) op 23 juni.

#### Far darrig
De far darrig uit de Ierse mythologie houdt van practical jokes, maar is vaak ook boosaardiger. Hij draagt rode kleding en een rode hoed. Het Ierse fear dearg betekent "rode man".

#### Clurichaun / leprechaun
In de Ierse folklore zijn de clurichaun en leprechaun bekend.
De clurichaun bewaakt je wijnkelder als je goed voor het wezen bent, maar als je niet goed bent zal je wijn bederven. Hij rijdt 's nachts graag (dronken) in het maanlicht op schapen of herdershonden. Hij plaagt dronken mensen. Hij wordt als de nachtelijke vorm of als regionale variant van de leprechaun gezien.
Leprechauns dragen vaak een driekantige steek op het hoofd, deze draaien soms rond als een priktol. Leprechauns verstoppen een pot met goud aan de voet van de regenboog, die ze enkel verraden als je ze kan vangen. Maar wanneer ze die plaats zeggen, zal er iets in de plaats verdwijnen, of er gebeurt een ongeluk met een familielid of vriend. De leprechaun wordt in verband gebracht met klaver, zuring en jacobskruiskruid.

#### Mooinjer veggey
Op het eiland Man kent men de mooinjer veggey, dit is Manx-Gaelisch voor kleine mensen. Ze zijn twee tot drie voet hoog en dragen rode hoeden en groene kleding. Ze rijden op paarden en worden gevolgd door honden in alle kleuren van de regenboog.

#### Green man
Ook de green man is een natuurgeest met kabouterachtige trekjes, deze figuur komt vaak voor in kerken.

#### Korrigan
Korrigans hebben mooi haar en rood oplichtende ogen. In verhalen houden ze graag mensen voor de gek en laten zich aan hen zien terwijl ze dansen of een schat bewaken. De wezens haten priesters, kerken en de maagd Maria. Ze hebben de macht over toekomstvoorspelling, gedaanteverwisseling en ze hebben de snelheid van het licht.
Ze stelen menselijke baby's en brengen wisselkinderen. In de nacht van 31 oktober zijn ze in de nabijheid van hunebedden en dolmens om slachtoffers op te wachten.

#### Coblynau
De coblynau is een kabouter of mijn-geest uit Wales. Hij is zo'n 45 cm hoog en erg lelijk. Hij is vriendelijk en behulpzaam voor de mens. De coblynau weet waar erts gevonden kan worden. Hij draagt mijnkleding en werkt altijd, maar maakt een klus nooit af. Hij zou instortingen veroorzaken.

#### Knocker
Knockers zijn mijn-geesten uit de Keltische mythologie. De knocker is ook bekend als knacker, bwca (Wales), bucca (Cornwall) of tommyknocker. De naam is afgeleid van het geluid vlak voor een instorting in een mijn.
Een knocker is meestal ongevaarlijk en blijft uit het zicht van mensen, hij steelt onbewaakt voedsel en gereedschap van mijnwerkers. Hij kan een christelijk symbool als het kruis niet verdragen. Volgens de folklore in Cornwall zijn bucca de geesten van verongelukte mijnwerkers. Mensen dachten dat de knocker de instorting veroorzaakte, maar anderen zagen het geluid van de plaaggeest juist als laatste waarschuwing voor een ramp en zij eerden de wezens.
Rond 1820 werd de knocker door immigranten meegenomen naar Pennsylvania en met de goldrush (1848) brachten immigranten het wezen naar Californië. De knockers worden ook Cousin Jack genoemd. Mijnwerkers weigerden een mijn te betreden voor de knockers aanwezig waren. Als dank voor de bescherming van de kncoker liet men Cornish pasty achter in de mijn. Het geloof in de knockers bleef behouden tot ver in de 20e eeuw.

#### Blue cap
De blue cap is een kabouter of fee uit de Engels folklore. Ze bewonen mijnen en verschijnen soms als kleine blauwe vlammen. Als mijnwerkers hen met respect te behandelen, leiden de blue caps ze naar de rijke afzettingen van mineralen. Net als knockers of kobolden, kunnen blue caps de mijnwerkers waarschuwen voor instortingen. De blue caps worden vaak geassocieerd met de grens tussen Engeland en Schotland.

#### Red cap
De red cap, redcap of roodmuts, ook bekend als powrie of dunter, is een moordzuchtige kabouter uit de Engelse folklore. Hij woont in ruïnes van burchten en kastelen langs de grens van Engeland en Schotland. De red cap vermoordt reizigers en doopt het hoofddeksel in het bloed. Hij moet veel moorden, want hij gaat dood als het bloed op het hoofddeksel opgedroogd is.
Een red cap is, ondanks zijn zware ijzeren pieken en schoenen, erg snel. Het is onmogelijk weg te rennen van een red cap.

#### Spriggan
Spriggans, uit Cornwall, zijn in de omgeving van oude ruïnes en grafheuvels te vinden, ze bewaken schatten en treden op als lijfwacht van feeën. Ze zouden ook goede dieven zijn. Ze zijn klein van postuur, maar kunnen enorm groot worden. Er wordt gespeculeerd dat spriggans de geest van de oude reuzen zouden zijn.

#### Gremlin
De Gremlin werd bekend in de Tweede Wereldoorlog bij leden van de RAF in Malta, het Midden-Oosten en India. Er kwamen rapporten over groenige of grijze wezens van zo'n 15 cm groot. Ze hadden soms hoorns en harige oren, ze droegen kleding in allerlei kleuren. De Gremlins veroorzaakten onverklaarbare schade in elektrische circuits en andere delen van de vliegtuigen. Ze dronken de brandstoftank leeg en veroorzaakten nog meer moeilijkheden. Tegenwoordig zijn gremlins soms gespecialiseerd in het aanbrengen van schade aan andere apparatuur dan vliegtuigen.
De Gremlin speelt in diverse films en boeken een rol, zoals in Nightmare at 20,000 Feet, Gremlins en De Gremlins.

#### Cofgod
De cofgod is een huishoudgod die in verband kan worden gebracht met de kobold, hij is een equivalent van de Romeinse penates. Algemeen wordt aangenomen dat de Engelse hob en de Schotse brownie de moderne overblijfselen zijn van de cofgod.

#### Lubber fiend
De lubber fiend, lob, lubberkin, lurdane uit Engeland is vergelijkbaar met de domovoj, brownie of hob. Hij is een harig wezen met een staart, verwant aan de tomte. Hij wordt in verband gebracht met Robin Goodfellow, Puck en hobgoblins.
Volgens een van de verhalen is hij de zoon van een heks en de duivel. Het wezen verschijnt in Lob Lie-By-The-Fire' van Juliana H. Ewing en Troll Fell van Katherine Langrish.
Ook in Labyrint speelt een lob, Ludo, een rol.

#### Tuatha Dé Dannan
Tuatha Dé Danann, 'het volk van kunstenaars' of 'het volk van vakmanschap', wordt beschreven als een verborgen volk. De Tuatha Dé Dannan zouden hun koningen op Tara gekroond hebben.
Nadat ze verslagen worden door de zonen van Míl Espáine wordt er gezegd dat het volk zich in de heuvels heeft teruggetrokken en nu leeft als de sídhe. De sídhe hebben bovennatuurlijke gaven en de dieren zijn herkenbaar aan een witte huid en rode ogen.

#### Puca
De puca, puck, pwwka, pooka, phooka, puka, phouka, púka, pwca, bucca of pouque is een wezen uit de Keltische folklore. Het is een bosgeest, vergelijkbaar met de witte wieven, hobgoblins en brownies. De puca kan van vorm veranderen. Hij verschijnt als paard, konijn, geit, goblin of hond (soms als stier). Hij is, net als draken, verzot op raadsels, en in tegenstelling tot draken erg sociaal.
Een puca heeft vurige ogen en is pikzwart. Als vriendelijke pony biedt de puca reizigers aan op zijn rug te gaan zitten. Een wilde rit door moerassen en doornstruiken volgt, zie ook nachtmerrie. Ook als arend draagt de vogel mensen weg op zijn rug.
Puca, puge en puck komt van "pwca" of "pwca", zie ook piskie (pixie). In Wales draagt een Púca een licht in zijn hand, dit wordt wel piskie-light genoemd (in Nederland bekend als dwaallicht). In IJsland is púki een kleine duivel. De dag van puca is 1 november, het wezen wordt in verband gebracht met samhain.
De bekendste puca is waarschijnlijk Robin Goodfellow of Puck uit A Midsummer Night's Dream. Puck speelt ook een rol in Faust.

#### Trow
De trows van de Shetlandeilanden lijken op de Scandinavische trollen, ze kunnen niet tegen daglicht en voeren vreemde dansjes (Henking) uit.

#### Fachan
De fachan uit de Westelijke Hooglanden van Schotland is een wezen met slechts de helft van een lichaam. Het wezen is zo beangstigend dat het een hartaanval kan veroorzaken. Het wezen kan een boomgaard in een nacht vernietigen.
Het wezen is ook bekend als Direach Ghlinn Eitidh, of de dwerg van Glen Etive.

#### Bogles
De bogles zijn kwaadaardige kobolden die met name in Schotland en Northumberland voorkomen. Ze hebben het vooral voorzien op leugenaars en moordenaars.

#### Bean nighe
De bean nighe of wasvrouw is een klagende geest die langs verlaten stromen in Schotland en Ierland dwaalt. Ze wast de bloederige kleding van degene die gaat sterven. Ze zou de geesten van een in het kraambed gestorven vrouw zijn. Ze is een vorm van bean sídhe, zie ook banshee en Morrigan.

#### Gwyllions
Gwyllions zitten in Wales aan weerszijden van een bergpad en kijken zwijgend met hun ogen voorbijgangers na.

#### Kelpie
De kelpie is een Schotse watergeest, soms in de gedaante van een behaarde man of jong paard. Het wezen spookt rond rivieren en duikt met voorbijgangers onder water. In Ierland heet het wezen Each-Uisge of Aughisky, het is veel gevaarlijker. Het scheurt de lichamen uiteen en laat alleen de lever over.
De kelpie toont overeenkomsten met de näkki en de Deense nøkken.

#### Nuckelavee
De nuckelavee kan niet tegen stromend water. Hij is een afschuwelijk paard zonder huid, met benen die deels vinnen zijn.

#### Imp
Imps zijn wild en niet onder controle te houden. Ze dienen heksen en zouden onsterfelijk zijn, maar kunnen wel met specifieke wapens bestreden worden. Imps zoeken menselijke aandacht. Ze gebruiken grapjes om vriendschap te sluiten. Als mensen genoeg van de grapjes hebben, is de imp beledigd en wordt kwaadaardig. Een imp bezit magie, vergelijkbaar met een djinn.
Tijdens de heksenjachten werden zwarte katten, padden en hagedissen ook imp genoemd.

### Scandinavische landen

#### Nisse / Tomte
In Scandinavië is de Nisse of Tomte bekend. De Nisse wordt in verband gebracht met de Kerstman en julbocken. Een bijnaam voor de Nisse is Nils (denk ook aan Niels Holgerson). De Nisse kan van vorm veranderen in enkele verhalen, ook zijn er verhalen waarbij hij slechts één oog heeft zoals een cycloop. De Nisse zorgt voor dieren en houdt vooral van paarden. In het heidense geloof was de Nisse de ziel van de eerste bewoner van de boerderij. De Nisse bewoonde de grafheuvels rond de boerderij. Het gebruik om pap aan de Nisse te geven tijdens kerst kan gezien worden als overblijfsel van voorouderverering.
De julenisse speelt een rol bij het Joelfeest/Kerstmis en wordt in verband gebracht met de julbocken en de Kerstman.

#### Jólasveinar
De Jólasveinar komen uit IJsland, oorspronkelijk waren het zonen van de oger Grýla. Het waren trollen, boosaardige kwelgeesten en ze komen naar de mensenwereld van 25 december tot 6 januari.
Behalve Grýla en haar zonen komt ook hun kat er aan, op zoek naar kinderen die dat jaar geen nieuw kledingstuk hebben gekregen. In de oude tijden waren nieuwe kleding of schoenen een soort beloning voor gehoorzame kinderen en voor kinderen die dat jaar hard gewerkt hadden. Luie kinderen kregen geen nieuwe kledingstukken. Als ze door de Kerstmiskat gevonden werden, dan werden ze opgegeten.

#### Rådare
Rådare zijn wezen uit de Zweedse folklore die bij bepaalde dingen horen. Skogsrået is een bosgeest, er is een skogsået met de naam Huldra (zie ook vættir). De bergsrået een berggeest die in verband wordt gebracht met mineralen. Hij zorgt ervoor dat mensen de plek niet terug konden vinden. Een boerderijrådare, een gårdsrået, is vergelijkbaar met de brownie.

#### Vættir
De vættir zijn natuurgeesten uit de Noordse mythologie. Ze bestaan uit gemengde families van mensen, elfen, dwergen, Jötun, Æsir en Vanir. De tomte is verwant aan dit wezen, de illvätte is een kwade variant.
Sjövættir zijn zeegeesten, bewakers van specifieke wateren. Op Vikingschepen werden draken gesneden, als bescherming tegen de landvættir. Op het wapen van IJsland staan vier landvættr (trol-stier, trol-arend, draak en reus).
Een andere naam voor de vættir is het Huldufólk, het verborgen volk (zie ook Huldra en witte wieven).

### Duitsland

#### Alb
In Duitsland wordt een nachtmerrie Albtraum genoemd. De oorsprong van het woord nachtmerrie heeft te maken met het oude woord mara, dat boze geest betekent. Zie ook Morrigan, Sanas Chormaic geeft het meervoud morrígna als uitleg voor het woord spoken.

#### Klabautermann
Een Klabautermann is een watergeest in Duitsland, Nederland en de Oostzee; hij helpt schippers en redt drenkelingen uit zee. Hij is een kleine zeeman gekleed in geel, met een tabakspijp en een wollen hoofddeksel. Zijn beeltenis wordt wel in uitgesneden vorm bevestigd (als beschermsymbool) op schepen.
De Scandinavische naam voor de Klabautermann is Skibsnisse (scheeps-nisse).
Ook in Nederland komt de klabauter voor, dit wezen lijkt op een brownie of bwca en wordt ook wel dreutel genoemd.

#### Kaukis
De Kaukis is een kabouter of ook wel huishoud-dwerg uit Pruisen.

#### Heinzelmännchen
De Heinzelmännchen uit Duitsland zijn behulpzame wezens. Ze knapten 's nachts het werk voor de mens op als men sliep. Als men 's nachts ging kijken, vertrokken de wezens en kwamen nooit weer terug. De Heinzelmännchen behoren tot de kobolden, dwergen of wichtels.
Bekend zijn vooral de Heinzelmänchen van Keulen. Op zekere dag werd de vrouw van een kleermaker zo nieuwsgierig, dat ze erwten op de grond strooide. De Heinzelmännchen gleden uit en vertrokken uit Keulen. Ernst Weyden (1805–1869) beschreef de naakte wezens (die ongeveer vijftig jaar daarvoor waren vertrokken) naar een mondeling overgeleverd verhaal.
In 1836 publiceerde August Kopisch een beroemd geworden gedicht over deze Heinzelmänchen.

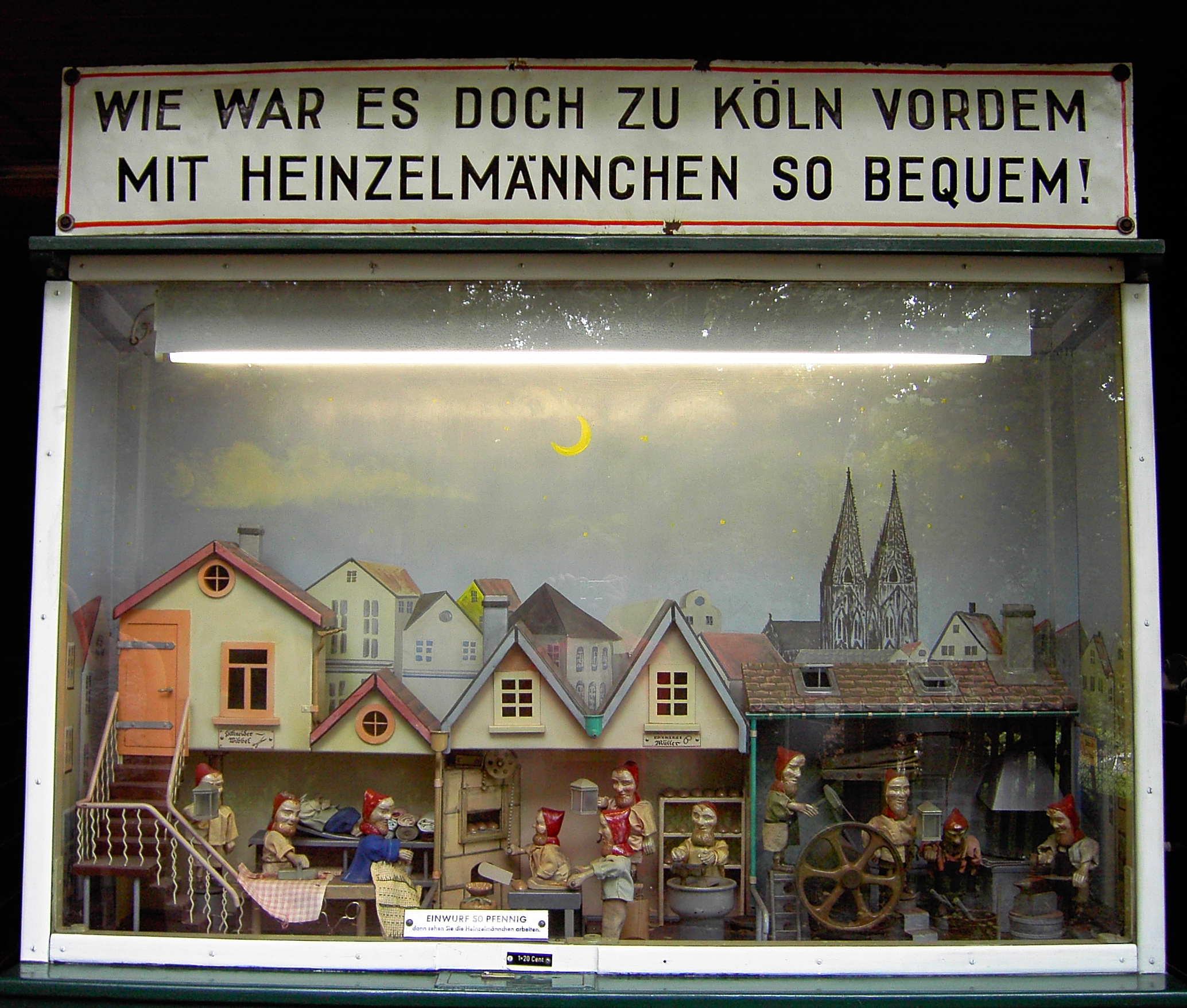
De Heinzelmännchen en de eerste regel van het gedicht van August Kopisch
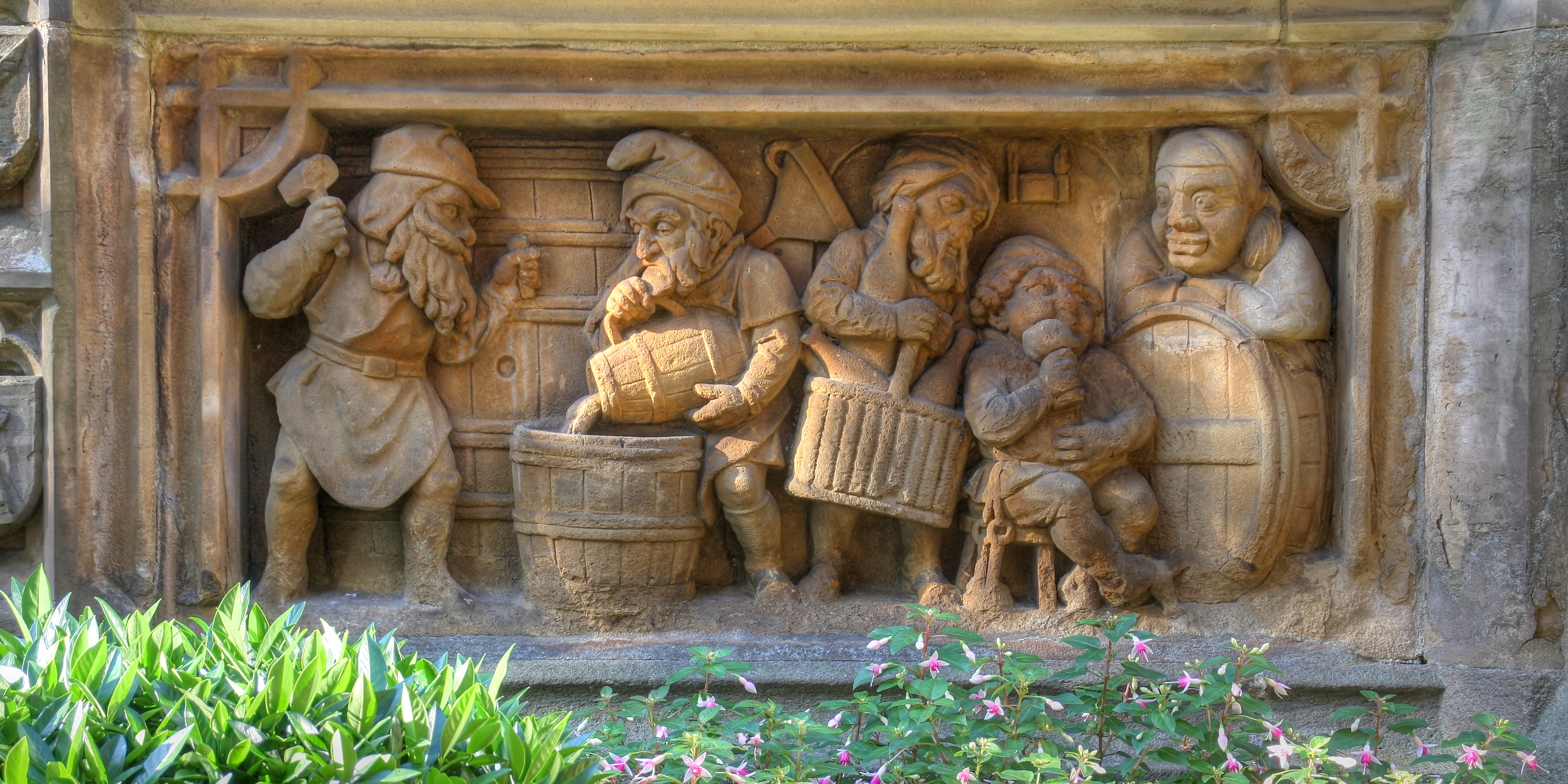
Detail van de Heinzelmännchenbrunnen
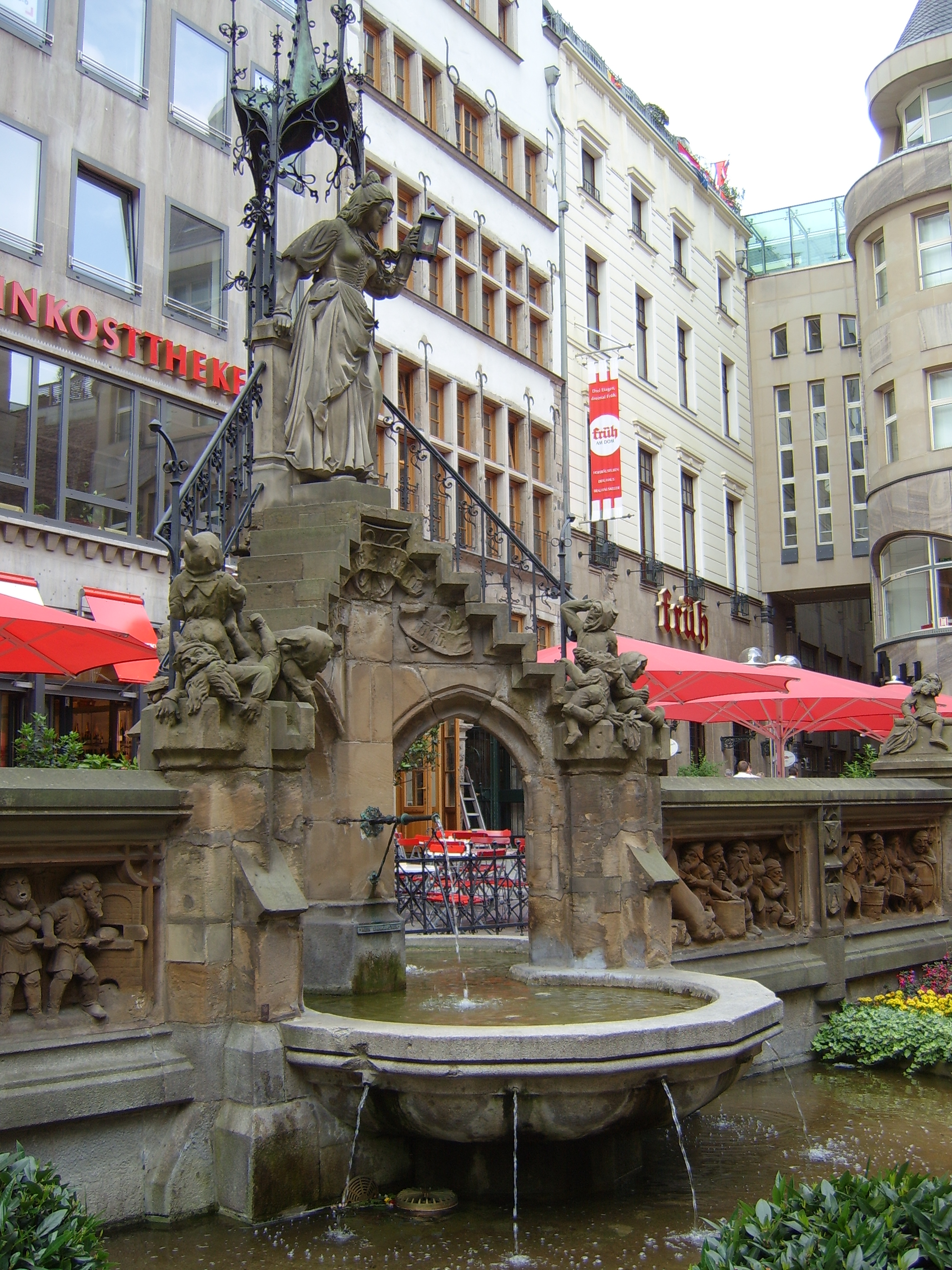
De Heinzelmännchenbrunnen; de vrouw laat erwten op een trap vallen

De Heinzelmännchen namen soms mensen mee naar hun verblijf.
Heinzelmännlein is een naam voor alruin.

#### Wichtelmännchen
Een Wichtel, Wichtelmann of ook wel Wichtelmännchen is goedaardig. In moderne verhalen is de Wichtel echter soms kwaadaardig en een hulpje van heksen. De rol van de goede huisgeest is in deze gevallen weggelegd voor de Heinzelmännchen.
Tijdens de kerstperiode brengen Wichtelmännchen cadeautjes voor de personen die lootjes trekken (in het Duits Wichteln, in Noorwegen Jullklapp; zie ook joelfeest).

#### Petermännchen
Petermännchen woont in het kasteel van Schwerin, op een eiland in de Schweriner See. Hij draagt vele sleutels als hij zich door de onderaardse gangen beweegt. In andere beschrijvingen wordt een lamp of zwaard genoemd. Hij is de beschermgeest van het kasteel en beloont degene die zich goed gedraagt en jaagt dieven weg. 's Nachts maakt hij kloppende geluiden. Soldaten die tijdens hun dienst in slaap vielen, werden door Petermännchen gewekt.
Volgens een legende bleef Petermännchen als enige dienaar van een heidense god, nadat het gebied gekerstend werd. In andere verhalen werkt Petermännchen als smid in de tunnels.
Omschrijvingen van Petermännchen verschillen, soms wordt hij als kleine oude man met witte baard beschreven. In andere beschrijvingen heeft hij een cavaliersuiterlijk en draagt een snor en rijlaarzen met sporen.

### Slavische culturen

#### Šotek
Šotek komen uit de Germaanse en Slavische cultuur, het zijn binnenlandse geesten. Ze kunnen van vorm veranderen. Ze springen of kruipen uit de schaduw en houden van muziek. Ze betoveren mensen met de belofte dat ze een goede daad zullen doen, maar meestal is dit een truc. In de middeleeuwen dienden de wezens heksen. Vaak zijn ze een vloek van kostbaarheden (edelstenen of flessen).

#### Domovoj
De Domovoj of Domový (letterlijk "van het huis") ziet eruit als een oud, grijsgebaard mannetje met een grijze mantel of een rood hemd, vaak met blauwe riem. Hij woont samen met een mensengezin en als dat gezin verhuist zal hij met hen meegaan. Opdat hij zich welkom zou voelen in het nieuwe huis, is het best om een snee brood onder de kachel te leggen.
Hij houdt er niet van dat er op een onbeleefde manier over hem wordt gesproken, en het is best om naar hem te verwijzen als 'grootvader' of 'hemzelf'. Indien hij zich slecht behandeld voelt, is hij in staat om het huis af te branden, maar gewoonlijk zal hij zijn zelfgekozen familie beschermen en zichzelf nuttig maken.
In Tsjechië wordt de Domovoj Hospodar genoemd.

#### Kikimora
Kikimora, een huisgeest (zo klein als een vingerhoed) uit de Slavische mythologie, wordt in enkele verhalen de vrouw van de Domovoj genoemd. Kikimora kijkt of de kippen, het huishouden en de woning goed onderhouden worden. Zo niet, dan prikkelt, fluit en zeurt ze bij de kinderen als het nacht is.
Een kikimora zou de geesten van een ongedoopt kind zijn. Zij gaat in de nacht spinnen, er wordt gezegd dat een persoon die Kikimora spinnen ziet binnenkort sterven zal. Een boze Kikimora kan gesust worden door alle potten en pannen met varenachtige thee te wassen. Ze leeft meestal achter het fornuis of in de kelder van het huis. Kikimora kan ook worden gevonden in een moeras of bos.

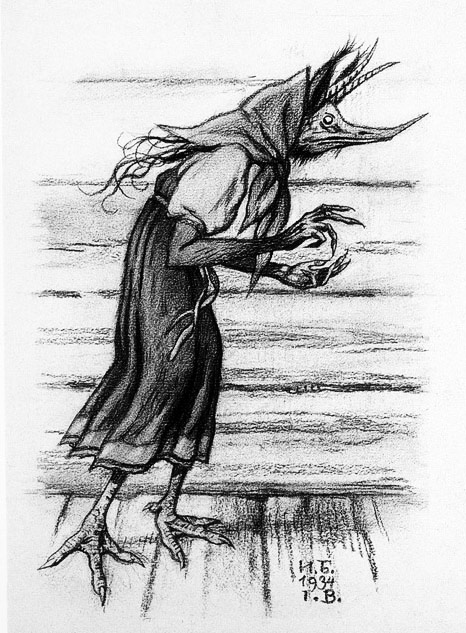
Kikimora, Ivan Bilibin, 1934
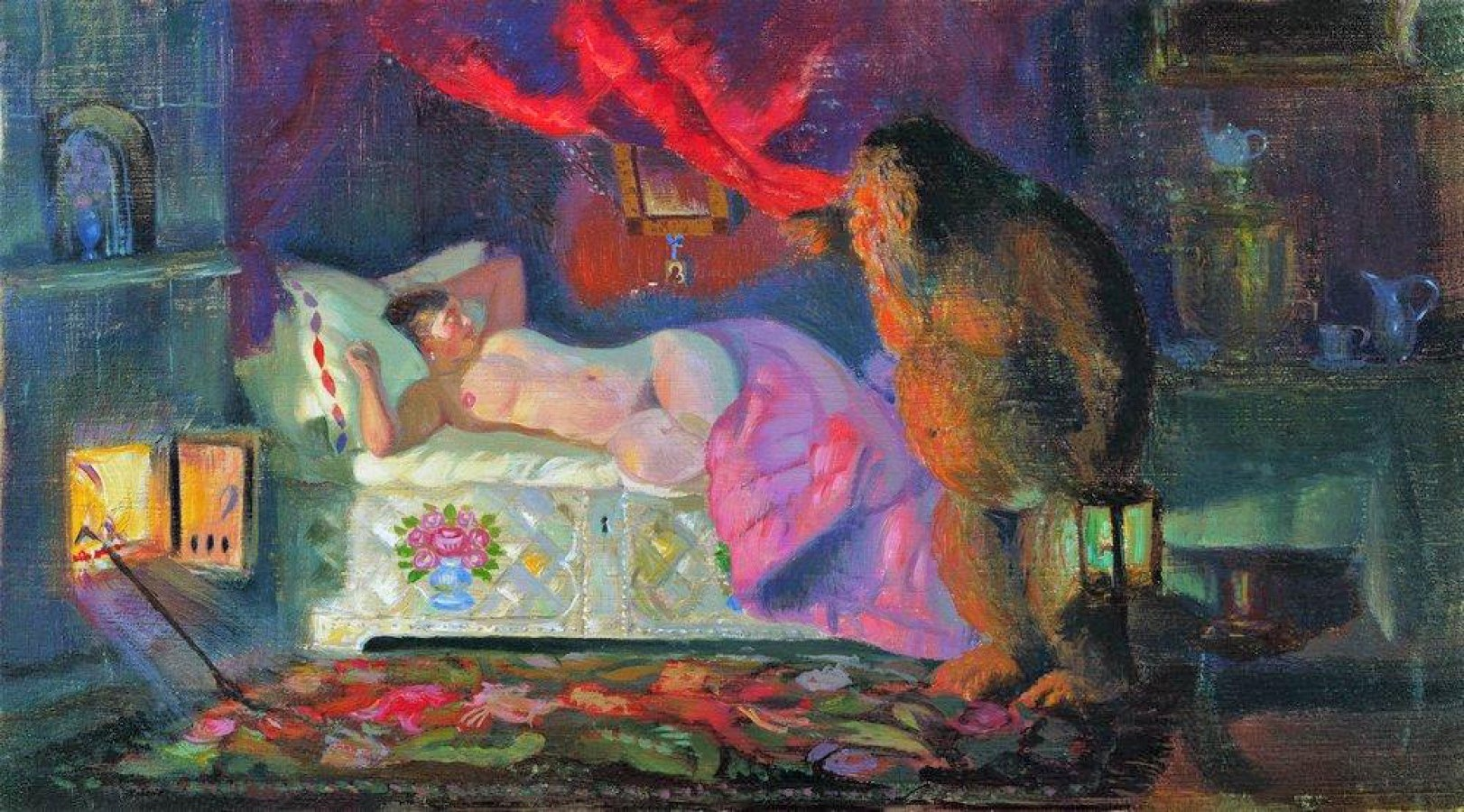
De handelaarsvrouw en de domovoj, Boris Kustodiev, 1922

#### Skarbnik
In Polen is de Skarbnik bekend. Hij is een beschermengel van de mijnwerkers. Skarbnik is een soort spook, het woord betekent penningmeester.

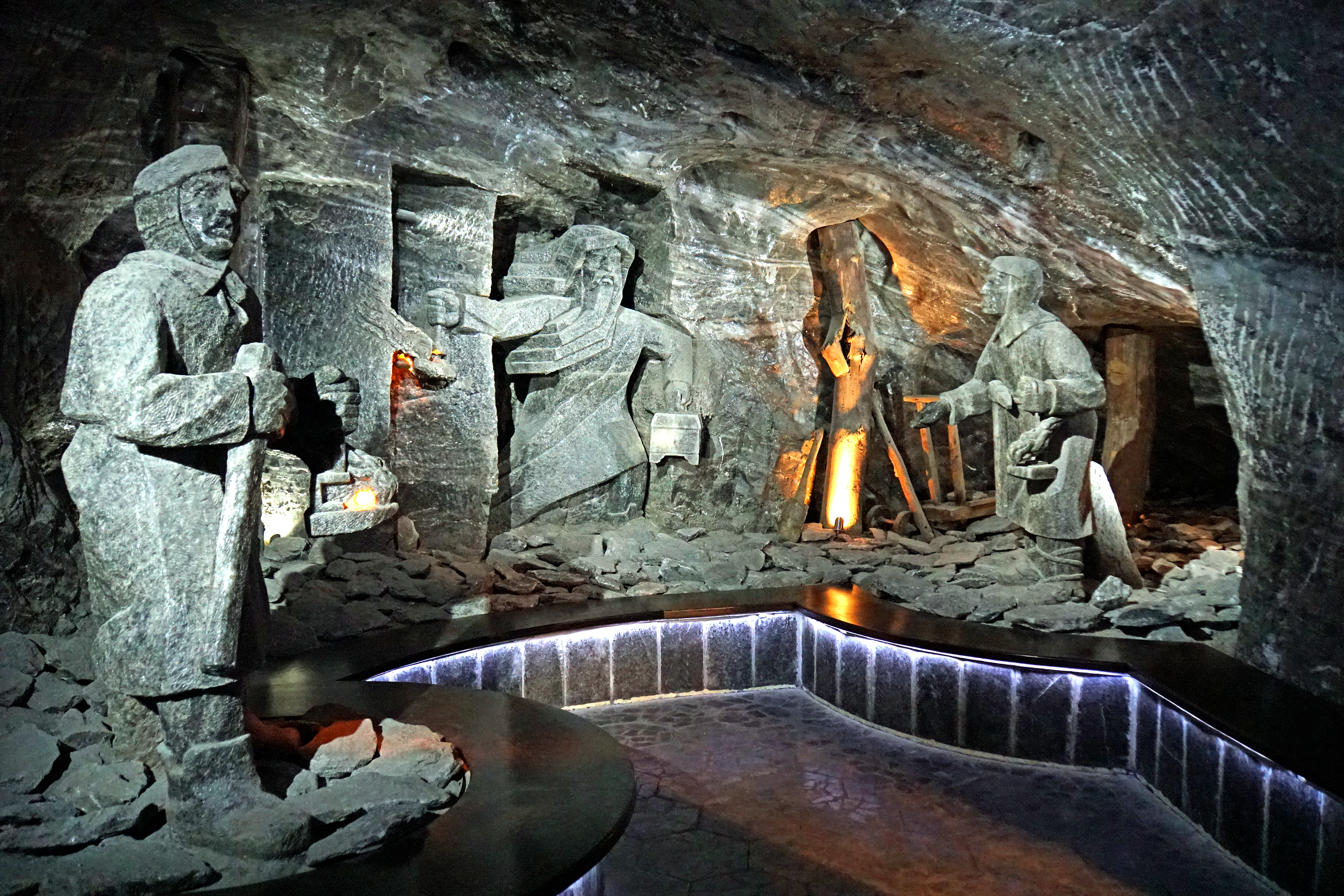
Skarbnik in een zoutmijn in Wieliczka, Polen
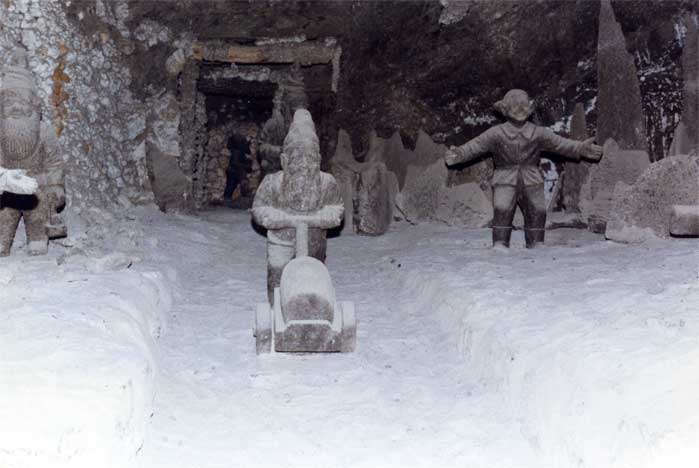
Dwergengrot Wieliczka-zoutmijn (Werelderfgoedlijst), Polen

#### Barstukken
De Barstukken, Berstuken of Fingerlinge is een soort Wichtel, het wezen komt voor in Kętrzyn. De Barstukken is goedaardiger dan de noordelijke Wichtels. De Barstukken komt vooral voor bij een heuvel nabij Święta Lipka of Heiligelinde, waar in eerdere tijden een grote linde heeft gestaan waar de goden vereerd werden (zie ook boomheiligdom).
De Barstukken waakte bij zieken, vooral in de maneschijn. De mensen gaven voedsel (brood, boter, kaas, bier en melk) aan deze wezens, het was geen goed teken als het voedsel onaangeraakt bleek. De Barstukken hielp de mens daarna niet meer.
Puschkait heerst over de Barstukken, deze god woont onder de vlier.

#### Vodníci
De Vodníci of Vodník is een watergeest, groen van kleur. Het wezen is eng en onvriendelijk. Door het wezen vriendelijk te groeten of een vis te geven, kan men de wraak van de vodník ontlopen.

### Elders in Europa

#### Gnoom
De gnoom wordt gezien als een soort fee, maar soms ook als een opzichzelfstaande soort. Een gnoom leeft ondergronds.
Ook in het Nederlands heeft 'gnoom' de betekenis van aardgeest, berggeest, (Van Dale Groot woordenboek van de Nederlandse taal).

#### Barbegazi
In de Zwitserse folklore zijn de Barbegazi bekend. Deze kleine witharige wezens met lange baard en enorme voeten leven in de bergen. Soms helpen ze herders zoekgeraakte schapen te vinden. De Barbegazi maken gebruik van aestivatie, in de zomer verblijven ze in grotten en tunnels. Ze skiën op hun grote voeten over lawines. Ze waarschuwen mensen met een lage fluisterende schreeuw voor het gevaar. Soms graven ze mensen uit de sneeuw.
Het woord komt van het Franse barbe-glacée, wat bevroren baard betekent.

#### Duende - Dwende
In Spanje en Portugal (en Zuid-Amerika) is de Duende bekend, het woord komt van dueño, "eigenaar" (de "echte eigenaar" van het huis). Ze helpen mensen wanneer ze verdwaald zijn in het bos om thuis te komen. Duendes wonen in de muren van huizen, vooral in de buurt van de slaapkamer van jonge kinderen. Ze proberen de teennagels van kinderen te knippen, dit resulteert soms in het verwijderen van een hele teen.
In Belize kent men de duimloze bosgeest Tata Duende.
In de Filipijnen kent men de Dwende, die goed of kwaad (wit of zwart) kan zijn. De Dwende woont in mierenheuvels of bomen.
De Duende wordt in verband gebracht met kerst. Er zijn nog andere kleine figuren die in verband worden gebracht met kerst, zoals de kakker.

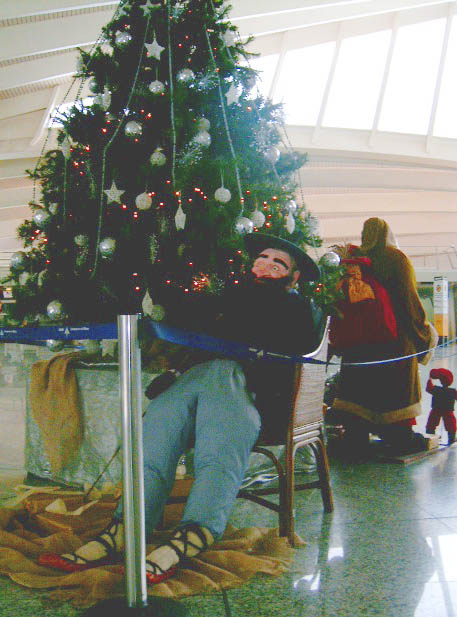
Olentzero, een kerstboom, Papá Noel en een Duende
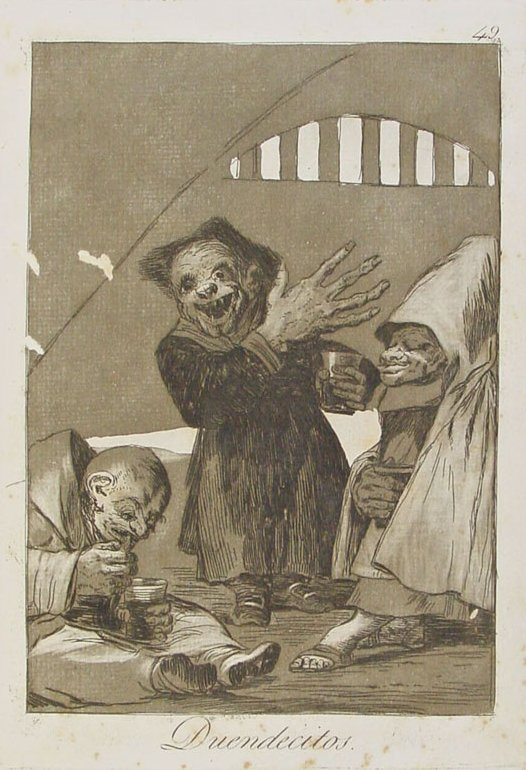
Duendecitos door Francisco Goya, 1799

#### Nain Rouge
De Nain Rouge is bekend in Normandië (Frankrijk), het woord betekent rode dwerg of rode kabouter. De bevolking van Detroit kent de Nain Rouge als "the harbinger of doom" (voorspeller van het noodlot/de ondergang) en het wezen is onderdeel van Broodjeaapverhalen. Het wezen heeft rode of zwarte laarzen, vurige rode ogen en rottende tanden. De eerste vermelding was in 1701. Generaal William Hull meldde het wezen gezien te hebben vlak voor de Oorlog van 1812. Nog altijd melden mensen de Nain Rouge gezien te hebben.

#### Lutin
De Lutin is bekend in Frankrijk, hij kan onzichtbaar worden door zijn rode hoed met twee witte veren. Hij assisteert Père Noël of de Kerstman). De Lutin is ook bekend in Noord-Amerika en Quebec. Hij gaat om gemorst zout heen.

#### Haltija
In de Finse mythologie is de haltija bekend, een kabouter of elf die iets of iemand beschermt. In de mythologie van Estland wordt dit wezen haldjas genoemd.
Er zijn veel verschillende haltija's, zoals boshaltija's en waterhaltija's. Ook het kerkhof heeft eigen haltija's, de Kalman väki (volk van de dood). Er zijn haltija's voor vrouwen, vuur, bergen en metaal.
Ook menselijke nederzettingen hebben een eigen haltija, een bepaald type is de tonttu (de Finse versie van de tomte) of Maan haltija. De Kotihaltija is de huiself of huiskabouter, het wezen is in elk huis aanwezig. De saunatonttu bewaakt de sauna en zorgt ervoor dat mensen zich behoorlijk gedragen. Joulutonttu is de Finse kerstelf, maar dit wezen heeft in tegenstelling tot andere kerstelfen geen puntige oren.
Ook mensen hebben hun eigen haltija, een daarvan is luonto (natuur).

#### Menninkäinen
De menninkäinen is een soort leprechaun uit de Finse mythologie. Hij wordt in verband gebracht met raadsels. Het wezen leeft in het bos. Vaak wordt de naam vertaald met goblin, hobgoblin of gnoom.

#### Kallikantzaros
De kallikantzaros zijn een soort kabouters uit Griekenland. Ze leven ondergronds, maar komen boven van 25 december tot 6 januari. De naam komt van kalos-kentauros, of mooie centaur. Ze zijn zwart en harig, hebben grote hoofden met rode ogen en hun rode tong hangt uit de mond, grote tanden en lange nagels zijn zichtbaar.
Op kerstavond wordt een zwart kruis op de deuren geschilderd als bescherming. De wezens kunnen door deuren en schoorstenen het huis betreden en maken dan een puinhoop. De skakantzalos, vergelijkbaar met het joelblok, wordt verbrand en Grieken verbranden ook oude schoenen (de geur hiervan zou kallikantzaros weghouden) en hangen voedsel in de schoorsteen.
Een kallikantzaro lijkt op een nachtmerrie en toont overeenkomsten met de slavische vampier en de weerwolf. In Zuid-Griekenland worden kallikantzaros man-wolven genoemd.

#### Hiisi
De hiisi komt voor rond de Oostzee, hij is gevaarlijk of eng. Hiissi komt van heilige plek, in het Estisch betekent hiis nog altijd heilig bos. De hiisi wordt genoemd in de Kalevala. De hiisi heeft overeenkomsten met een trol.
Hiisi trokken rond in lawaaiige troepen en wierpen mensen om als ze geen plek maakten. Ze konden in huizen binnenkomen en stalen dingen. In het Fins is een hiidenkiuas een graf uit de ijzertijd.
In vertalingen wordt de hiisi vaak een goblin genoemd, er zijn veel overeenkomsten. In de Finse vertaling van In de ban van de Ring is hiisi de vertaling voor ork.
De Näkki is een Vetehinen of Vesihiisi (water-hissi). De Deense Nøkken, strömkarlen, Grim of Fosse-Grim kon de vorm aannemen van een mens of paard. Men moest dansen als het wezen viool speelde.

#### Verstotenen
Mensen die lichamelijk afwijkend waren, bijvoorbeeld omdat ze achondroplasie of het syndroom van Down hadden, werden vroeger nogal eens verstoten door families en de kerk. Ze belandden in de bossen en ontoegankelijke gebieden of werden voor de buitenwereld verstopt.
Dieren van de sídhe hebben bovennatuurlijke gaven en zijn herkenbaar aan een witte huid en rode ogen, zoals Rudolph the Red-Nosed Reindeer. Mensen (en dieren) met leucisme of albinisme (zoals een wit paard, zie ook schimmel) kunnen vaak niet tegen de zon en hebben diverse gezichtsafwijkingen. 's Nachts konden ze soms werk verrichten op de boerderij. In verschillende gebieden in Afrika, zoals in Burundi, Zimbabwe en Tanzania, schrijven mensen magische krachten toe aan albino's. Ook in de populaire cultuur worden albino's nog altijd als kwaadaardig omschreven.
Ook dwergen en mensen met kyfose werden verstoten door de maatschappij, ze reisden vaak rond (bijvoorbeeld in een circus). In het verleden hadden veel edellieden een dwerg als nar of gezelschap (Maria Theresia van Spanje had een zestal dwergen, volgens legendes is zij de moeder van de mysterieuze Mulattin van Moret).
Denk hierbij aan de klokkenluider van de Notre Dame. Quasimodo woont in de klokkentoren en beschermt zijn voogd en de kathedraal, maar zijn voogd en anderen vinden de dood. Daarna verdwijnt hij en wordt nooit meer gezien. In het verhaal wordt verteld dat de zigeuners Quasimodo als baby achterlieten en Esmeralda ontvoerden.

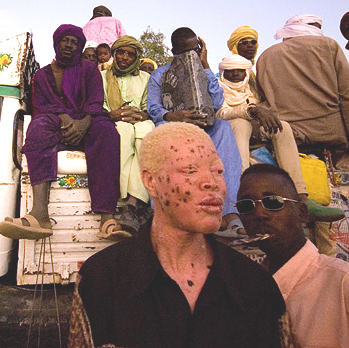
Albino uit Nigeria
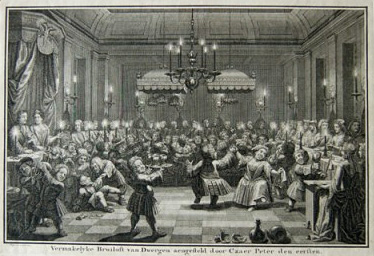
Dansende dwergen, 1742
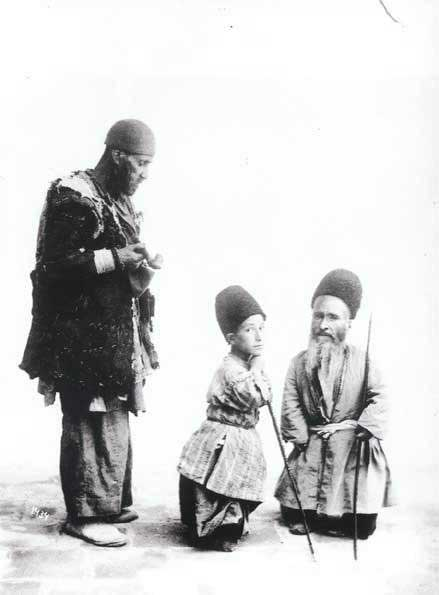
Dwergen, 1840 - 1933
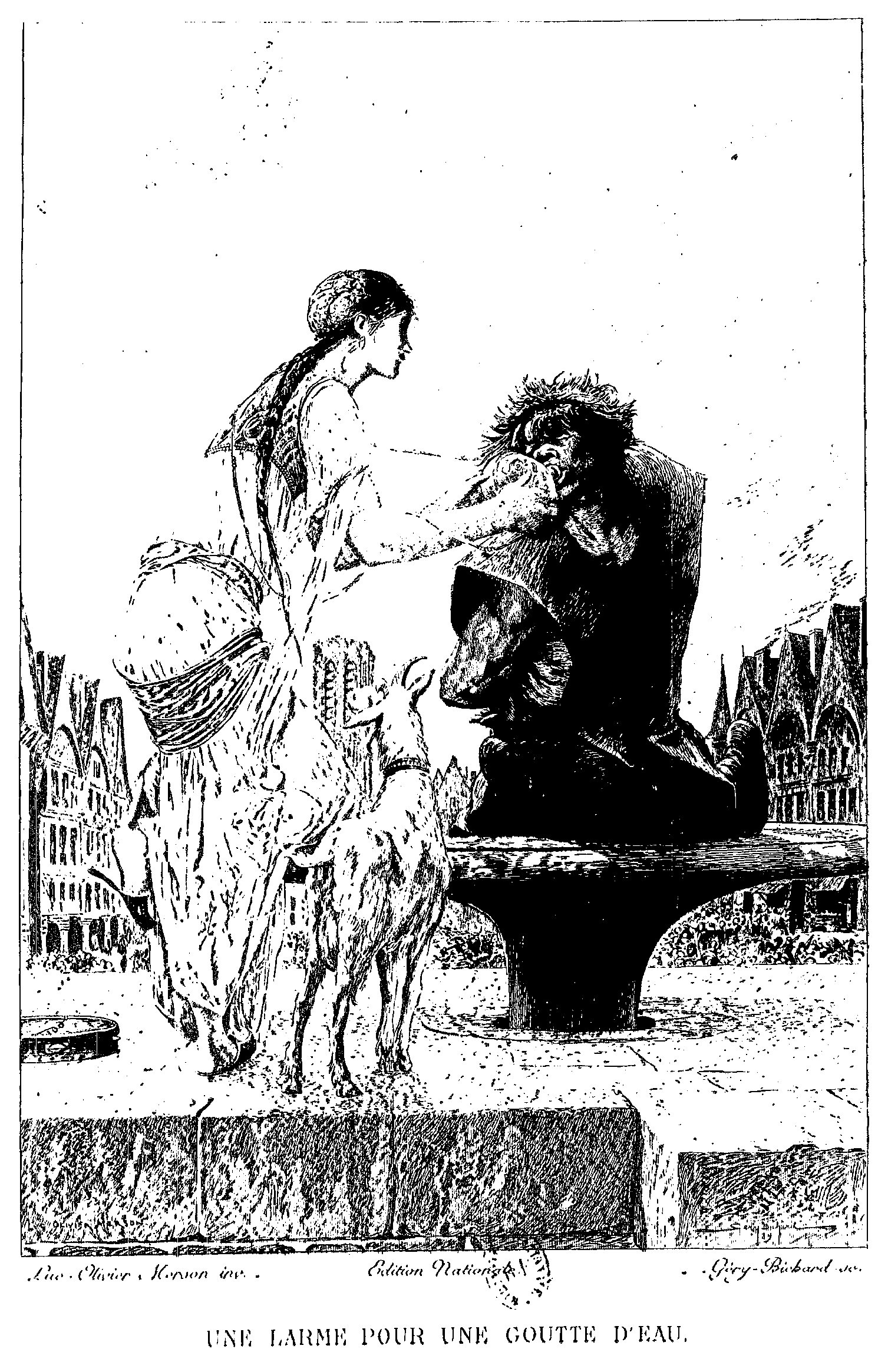
Esmeralda en Quasimodo
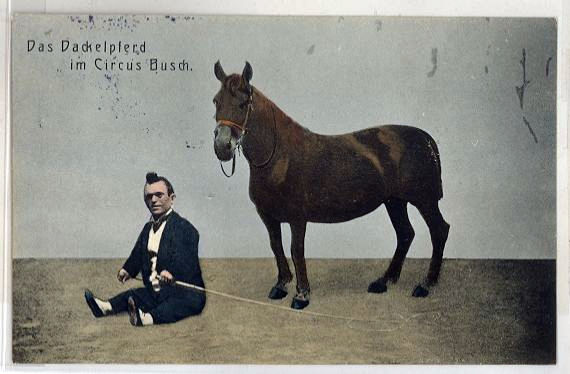
Achondroplasie
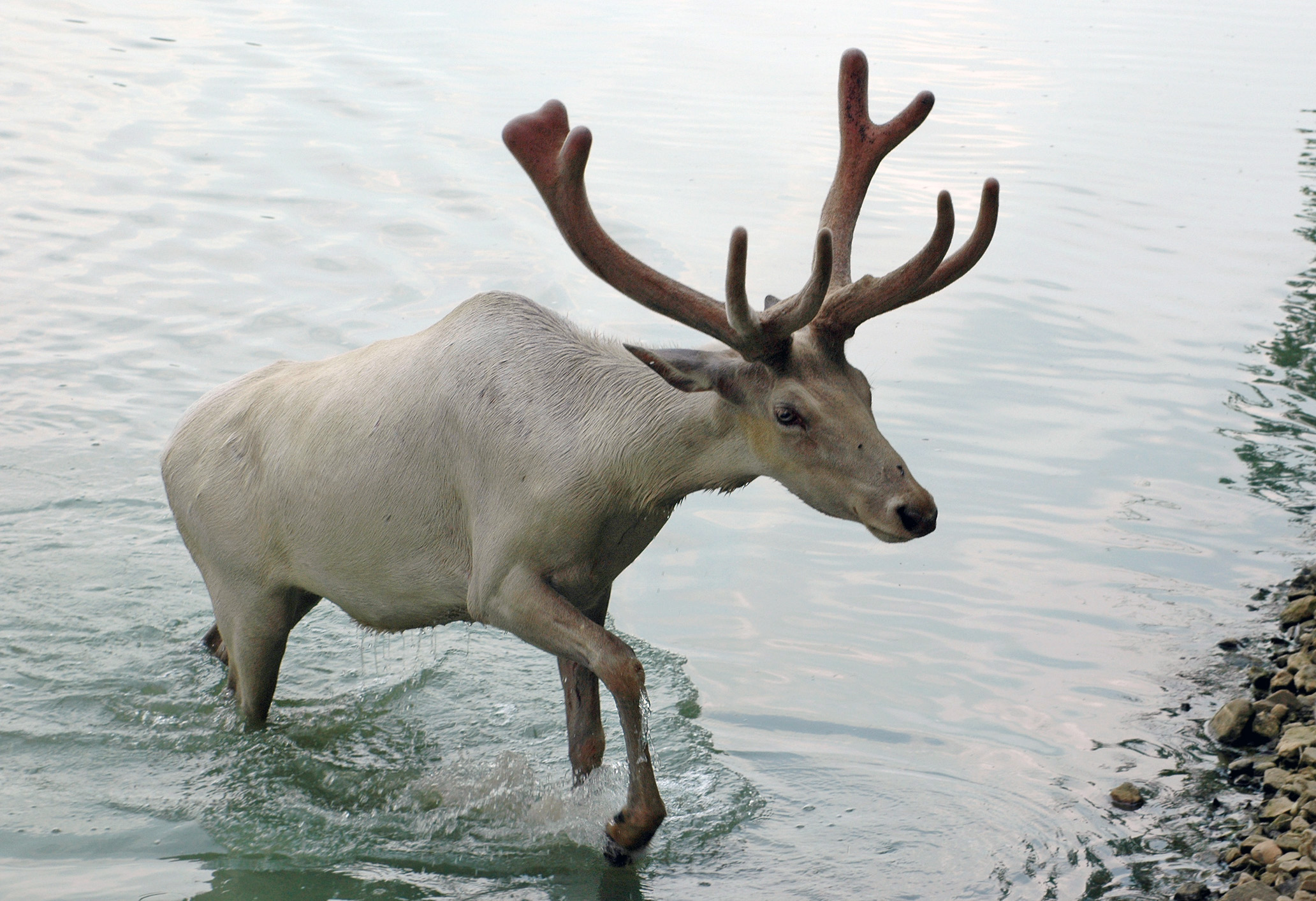
Leucisme bij een kariboe
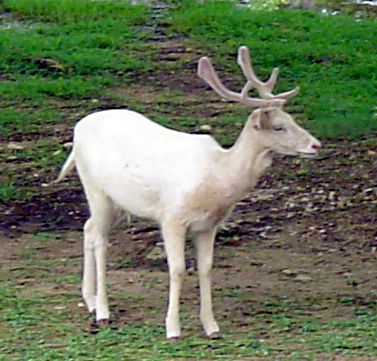
Leucisme bij een rendier
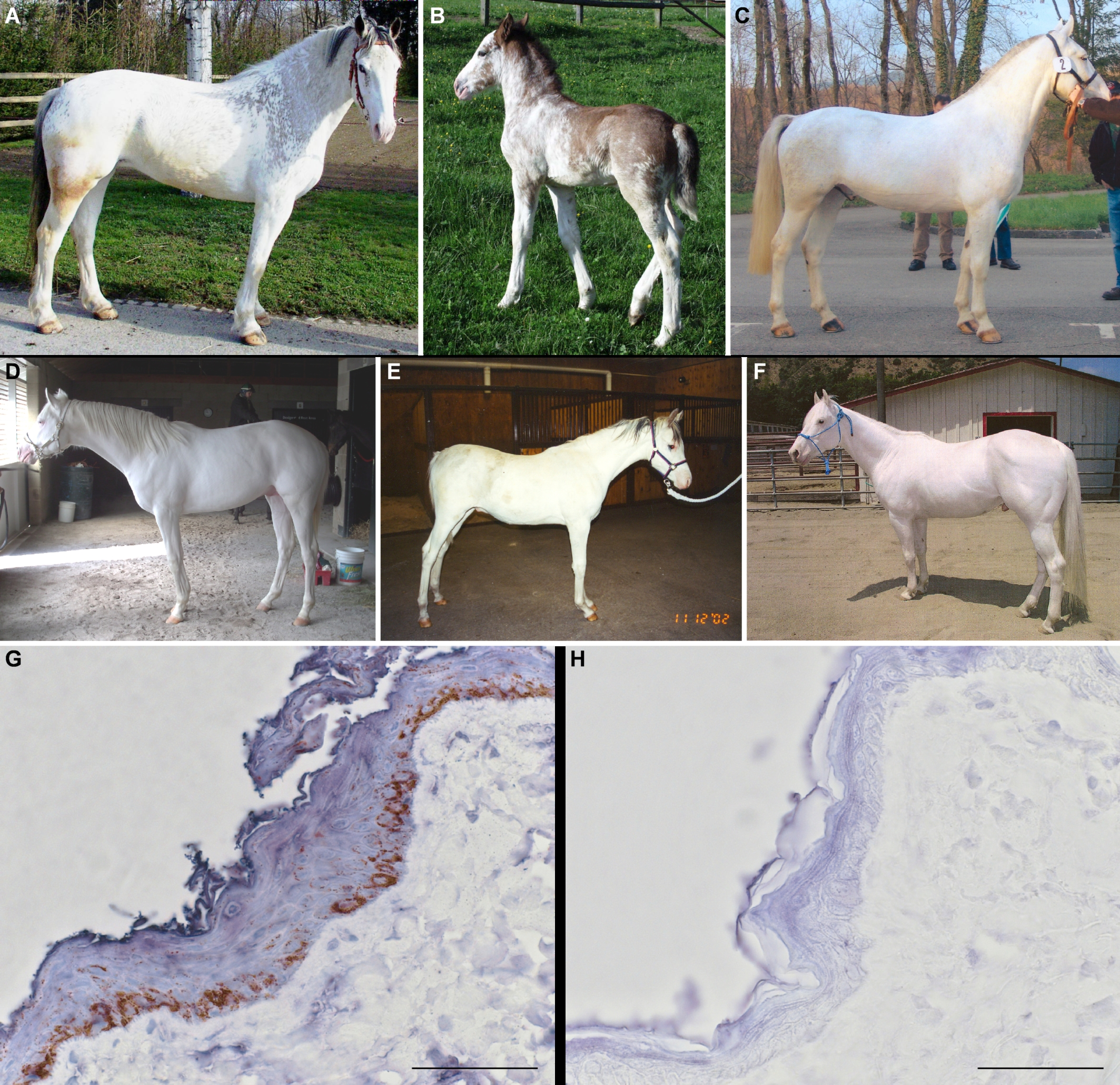
Albinisme bij paarden

### Zuid-Amerika

#### Bakroe
Een Bakroe is een dwergspook, dwerg of kabouterman uit Suriname. De helft van het lichaam is van vlees en de andere helft van hout, het wezen heeft een groot hoofd. Een Bakroe bevindt zich bij bruggen, kokers en sluizen. De Bakroe draait zijn lichaam met de houten kant naar harde en scherpe voorwerpen en hij voelt nooit pijn, doordat zijn houten deel altijd geraakt wordt door een slag. De Bakroe is nooit bang, want hij is nooit alleen.
Het echtpaar Herskovits noemt een Bakroe (een geest of kabouter) in Suriname Folk-lore Repelsteeltje, het verhaal heeft grote overeenkomsten met dit sprookje. Bakroe, die zijn naam laat raden, heet in het Sranantongo Akantiudu (Houten Kant).
De Bakroe en zijn familie werken voor mensen, de Wrokobakroe is een werkgeest. Als je niks voor ze hebt te doen, doden ze je. Als je van ze af wilt, moet je ze een onmogelijke opdracht opgeven of hun naam raden. Zie ook De helpende hand van Bakroe.

#### Saci
De Saci is de bekendste figuur in de folklore van Brazilië. Hij heeft slechts één been en heeft gaten in de palmen van zijn handen. Hij rookt een pijp (pito of peeto) en heeft een magische rode hoed, waarmee hij kan verdwijnen en verschijnen (vaak in een stofhoos, ook wel dust devil, windheks of hooiduivel). Hij haalt veel grapjes uit, maar kan ook gevaarlijk zijn voor andere wezens. De Saci kan wensen doen uitkomen voor degene die hem betrapt of zijn magische hoed kan afnemen. Er zijn verschillende varianten:
- Saci Pererê is zo zwart als kool.
- Saci Trique is mulat en vriendelijker.
- Saci Saçurá heeft rode ogen.

Het wezen morst al het zout in de keuken, maakt de melk zuur, laat de bonenschotel aanbranden en laat vliegen in de soep vallen. Het plaagt honden, verbergt speelgoed van kinderen en laat boerderijdieren los. Als er een punaise op de grond ligt, draait de Saci hem met de scherpe punt omhoog. De Saci kan zich omtoveren tot Matitaperê of Matita Pereira, een vogel met melancholiek lied.
Men kan ontsnappen aan een Saci door over stromend water te gaan. Ook kan men touwen met knopen laten vallen, deze moet de Saci eerst ontwarren. Ook kan men tabak of cachaça achterlaten om de Saci gunstig te stemmen. De Saci jongleert graag met houtskool en laat dit door de gaten van zijn handen vallen. Hij rijdt op een paard, terwijl hij zijn pijp rookt (te vergelijken  met de Mula sem Cabeça, een vuurspuwende ezel zonder hoofd uit de Braziliaanse folklore). In de stallen zuigt hij het bloed van paarden en hij betovert de dieren die de hele nacht razend galopperen.
Een Saci kan tot slaaf worden gemaakt door zijn hoedje te stelen. Als de Saci zijn vrijheid terugkrijgt kan hij een enorm gevaarlijke vijand worden, maar kan ook een beschermer en vriend zijn als hij goed behandeld is. De Saci werd in de achttiende eeuw door Afrikaanse slaven naar Brazilië gebracht. De hoed stamt af van de Frygische muts.
In Brazilië is 31 oktober de Dag van de Saci, men probeert hiermee het oprukkende Amerikaanse Halloween te keren.

### Azië

#### Dokkaebi
Dokkaebi is in de Koreaanse folklore en sprookjes vergelijkbaar met een kobold. De wezens houden van kattenkwaad en houden ervan om spelletjes te spelen met slechte mensen en goede mensen te belonen met rijkdom en zegeningen.
Dokkaebi zouden ontstaan zijn uit tot leven gewekte voorwerpen, vaak gebruiksvoorwerpen die achteloos achter zouden zijn gelaten door hun eigenaren. In die zin verschillen dokkaebi dan ook van spoken, die de geesten van overleden mensen zouden zijn. De dokkaebi draagt meestal een knuppel, dokkaebi bangmang'i (도깨비 방망이), die dienst als toverstok. Ze houden van worstelen, ssireum, en het zou onmogelijk zijn om van ze te winnen.

#### Vinayakas
Vinayakas zijn lastige demonen uit het hindoeïsme, ze hebben overeenkomsten met imps, goblins en gnomen. Ze worden genoemd in de Mānava-Gṛhyasūtras. Ook in de Mahābhārata worden de wezens genoemd, samen met bhūtas en piśācas. In de Śānti Parva zijn het kwaadaardige wezens, maar in de Anuśāsana Parva verliezen ze deze eigenschappen en worden aanbeden als Gaṇeśvara-Vināyakas

#### Kappa
Ook de Kappa uit de Japanse mythologie kan personen in het water trekken. Hij kan mensen uitdagen tot verschillende vaardigheidstesten zoals sumoworstelen. Hij kan in bedwang worden gehouden met komkommer, het enige voedsel waar hij meer de voorkeur aan geeft dan aan mensenvlees. Door hem komkommers te geven kan men een kappa zelfs klusjes laten opknappen zoals het irrigeren van het land.

## Woonplaatsen
Kabouters zouden geen dorpen bouwen, zoals de smurfen. Kabouters wonen af en toe erg dicht bij de mens, bijvoorbeeld in tuinen (af en toe zelfs samen met de mens in één huis, bijvoorbeeld in de kelder of zolder, of kasteel). Kabouters worden in verband gebracht met de haard (oorspronkelijk het middelpunt van het huis), de stal en de schoorsteen. Maar meestal worden afgelegen gebieden buiten de bewoonde wereld genoemd (zoals bossen of heidevelden).
De mensen toonden aan eerbied te hebben voor de kabouters, bijvoorbeeld door het achterlaten van voedsel als geschenk, ze leefden als goede buren samen. Ook het plaatsen van tuinkabouters kan in deze relatie worden gezien, het is een teken van respect voor de beschermgeest van de natuur. Ook andere bouwsels worden in verband gebracht met kabouters. In veel niet-westerse culturen, zoals op Bali en in Suriname zeer gebruikelijk is, worden nog altijd geschenken gebracht aan de natuurgeesten.
In oude verhalen en sprookjes kwamen ze de mens nog vaak te hulp als goede buren, vaak hielpen ze met de verzorging van de natuur en bij landbouw. Dit gebeurde dan vaak 's nachts, als niemand het zag.
Feeën en leprechauns wonen in fairy forts of fairy rings, zie ráth.
De alven wonen in Alfheim (Ljossalfheimr en Svartalfheim).

### Plaatsen in Nederland en België
Bij Hoogeloon regeerde kabouterkoning Kyrië, de grafheuvel wordt Kabouterberg genoemd.
De hansjop of Hans Jop is een kabouter. Vlak bij Oss ligt zijn Hansjoppenberg, de grootste grafheuvel van Nederland (Hallstatt-C-periode, 775 v.Chr. tot 600 v.Chr.), nabij De Zevenbergen en andere grafheuvels uit de brons- en ijzertijd. Er liggen paalkransheuvels (met waarschijnlijk een rituele functie) en kringgreppel- en vlakgraven (een urnenveld) nabij deze grafheuvel. Er is een monument aangelegd bij de Vorstengrafheuvel, de Vorstengrafheuvel is gedeeltelijk gerestaureerd.
In Brabant liggen veel Alvinnenbergen, Abergen, Alfbergen, Alsbergen of Asbergen. Ook de Ketelberg bij Venlo, de Pijpersberg te Haelen en "den Bisschop" tussen Nunhein en Heijthuizen worden genoemd als woonplaats van kabouters. Zie ook de Auveleberg, een Romeinse grafheuvel. Kabouterkoning Kyrië leefde in de Kabouterberg te Hoogeloon, hier ligt ook de Zwarte Berg aan de Groenstraat (dit is een van de grootste en hoogste grafheuvels die in België of Nederland te vinden zijn.)
De woonplaatsen zijn in verhalen in deze omgeving echter vaak verstoord of vernietigd door mensen, de kabouters zijn dan ook naar andere oorden getrokken. In sommige gevallen werden de wezens verjaagd door klokgelui of het gedrag van mensen. De Sommeltjes trokken weg uit Texel toen de Sommeltjesberg werd afgegraven.
Bij de Mispelboom te Yerseke wonen ook kabouters of elfen. Bij het kanaal Almelo-Nordhorn werd ook een kabouter gezien.
Ook de Affersche heide en de Aardmansberg wordt genoemd.
Er zijn ook moderne verhalen over kabouters, zoals die bij de Elfenbergen in Gaasterland en de Kabouterberg.

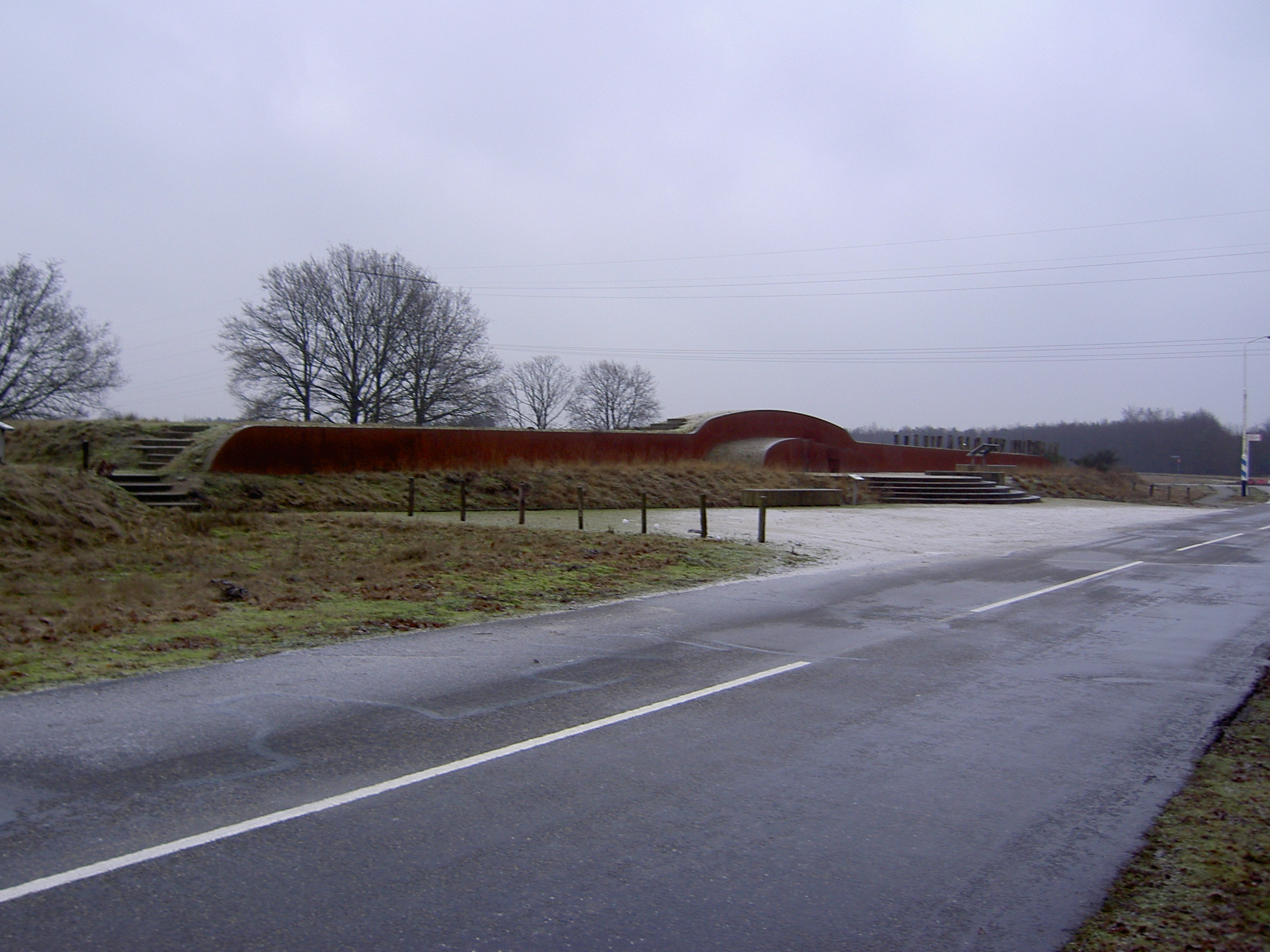
De Hansjoppenberg of het Vorstengraf ligt bij knooppunt Paalgraven

### Ontmoetingen
Kabouters helpen af en toe verdwaalde mensen, maar lokken ook mensen mee.

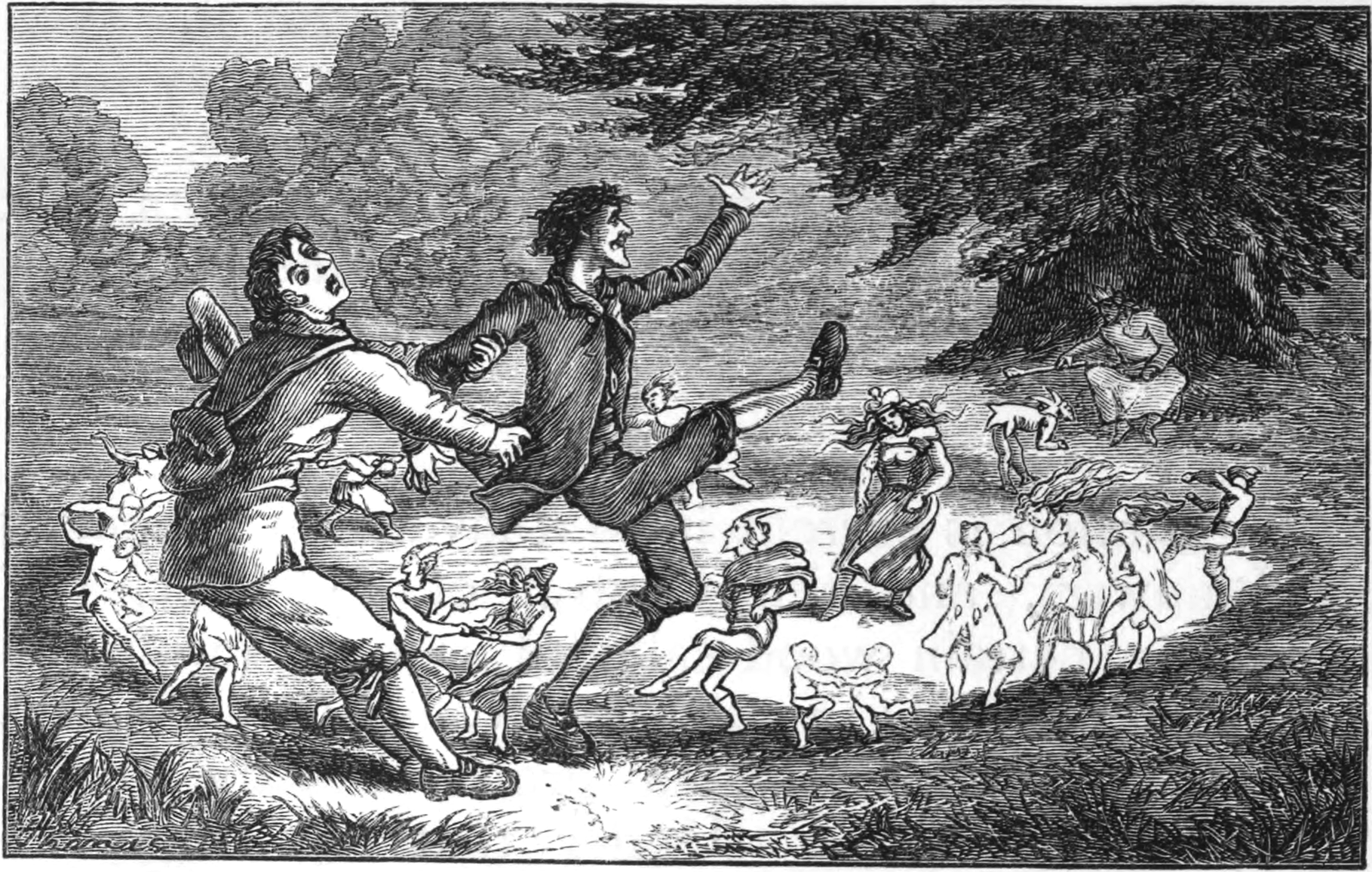
Een man haalt zijn vriend uit de rondedans.
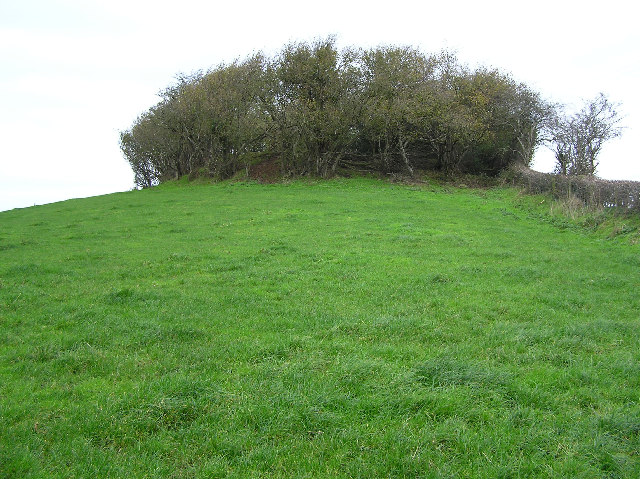
Fairy ring, Rath at Deerpark
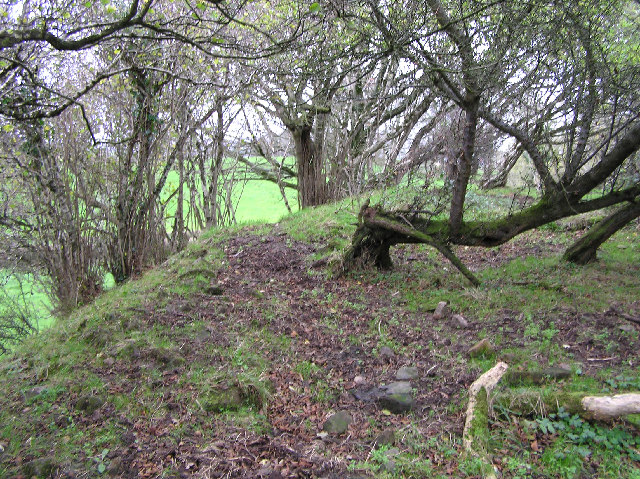
Foto gemaakt vanuit een Fairy ring, Rath at Deerpark

Kabouters worden in verband gebracht met bochels en gezwellen, die ze kunnen veroorzaken of genezen. Er is een oud Japans volksverhaal over dansende demonen die een man van zijn gezwel afhelpen en een ander een dubbel gezwel bezorgen. Er is een Frans volksverhaal over nachtdansertjes of kabouters die de bochel met zalf doen verdwijnen, als een ander zaterdag en zondag aan het liedje toevoegt krijgt hij een dubbele bochel. In een ander sprookje krijgt het eerste meisje een geschenk van zes van de zeven dwergjes, het tweede krijgt ook geschenken van de zes en ook het zevende. Aanpassen aan anderen is vaak belangrijk in sprookjes. Vergelijk met De aardmannetjes en Het is woensdag, woehoensdag.
Vergelijkbaar is een Fries verhaal over ierdmantsjes, hier komen twee broers in aanraking met een wonderbaarlijke zoutmolentje van de ierdmantsjes en wordt verklaard waardoor de zee zout is. Geschenken van kleine wezens spelen ook een rol in De toverfles en Het blauwe licht.
Er zijn verschillende manieren van bescherming tegen ongewenste kabouters, zoals het teken van het kruis, houtskool of zout.
- Op de Vughterheide is een kabouter die getuige was van de bouw van de Sint Jan. De kabouter vroeg een man om wat tabak voor zijn kleine pijpje en krijgt dit. De kabouter rookt en zegt: “ik rook nu, straks rook jij” en is weg. Als de man thuiskomt ligt er een grote zak tabak en hij sterft als rijk man.
- Bij Heesch is een donker mannetje dat de molenaar vraagt om zijn edelstenen te malen. Op een dag houdt de molenaar een zak achter, maar de veldwachter vindt deze zak en de molenaar wordt gevangengenomen. Er blijken edelstenen in de omgeving gestolen te zijn. In de cel komt het mannetje en de man heeft spijt. Als de rechter in de zak kijkt, ziet hij normale keien. Thuisgekomen maalt de molenaar de edelstenen toch fijn.
- In Grave zag de felle heksenbestrijder Johannes Wier in 1515 het levenslicht. Hij hoorde op de vliering van zijn vaders brouwerij kabouters met zakken hop sjouwen. Niemand weet hoe ze eruitzien, want ze brengen geluk en daarom verstoort niemand ze.
- In 's-Hertogenbosch woonden rond het begin van de negentiende eeuw mannetjes op de vlieringen van oude huizen. Ze maakten het huis schoon en staken de haard 's nachts aan.

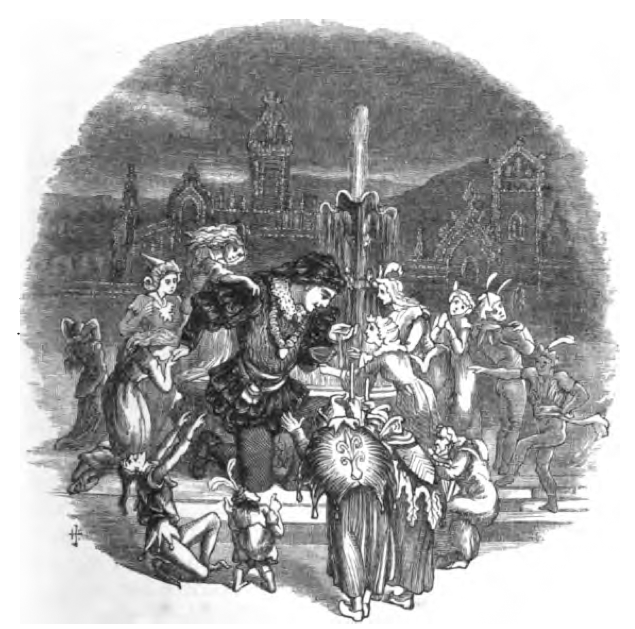
The Fatal Draught, 1860
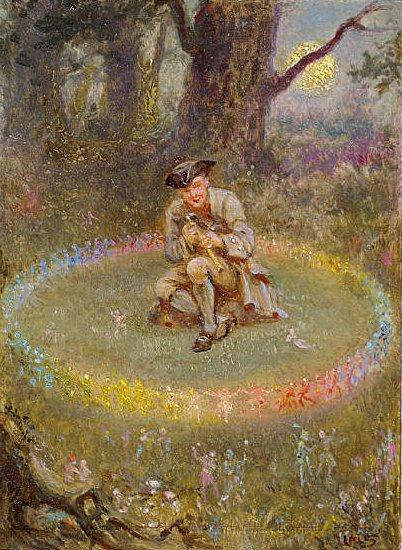
The Fairy Ring; the Enchanted Piper, ca. 1880
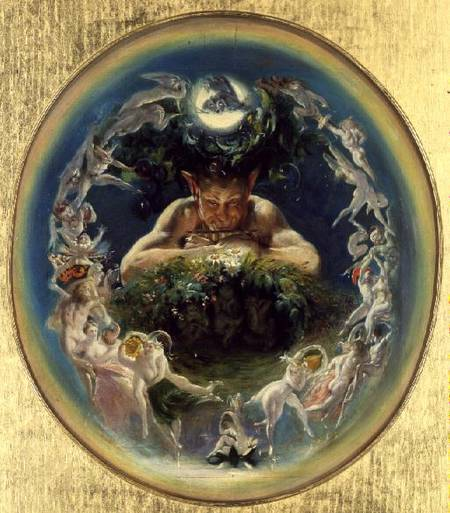
Faun en de feeën in een feeënring, ca. 1834
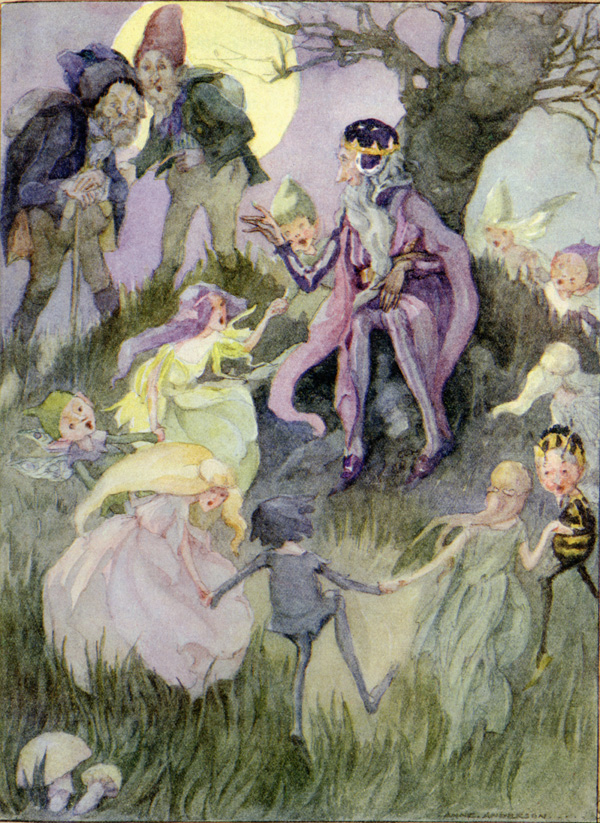
De geschenken van het kleine volkje

## Boeken en verhalen over kabouters

### Sprookjes van Grimm

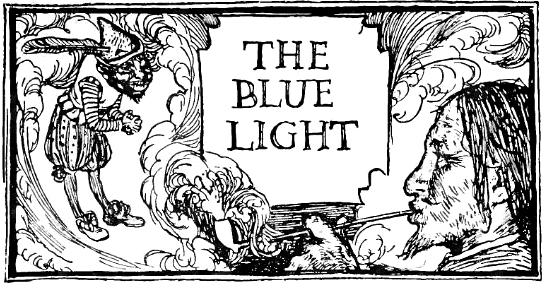
Illustratie in Grimms Kinder- und Hausmärchen, 1912

In de sprookjes van de gebroeders Grimm, die zij verzamelden in hun Kinder- und Hausmärchen (KHM), komen kabouters voor. Het kleine, grijze of oude mannetje treedt vaak op als helper van de mens, maar kan ook boosaardig zijn.
Zie bijvoorbeeld De drie mannetjes in het bos (KHM13), De zeven raven (KHM25), Het zingende botje (KHM28), De kabouters (KHM39), Sneeuwwitje (en de zeven dwergen) (KHM53), Repelsteeltje (KHM55), De bijenkoningin (KHM62), De gouden gans (KHM64), De gauwdief en zijn meester (KHM68), Het aardmanneke (KHM91), De koning van de gouden berg (KHM92), Het water des levens (KHM97), De geest in de fles (KHM99), De roetzwarte broer van de duivel (KHM100), De jood in de doornstruik (KHM110), Het blauwe licht (KHM116), Sneeuwwitje en Rozerood (KHM161), De glazen doodskist (KHM163), Vogel Grijp (KHM165), Sterke Hans (KHM166), Het boshuis (KHM169) en De geschenken van het kleine volkje (KHM182).
Zie ook de wildemannen in IJzeren Hans (KHM136) en Simeliberg (KHM142).

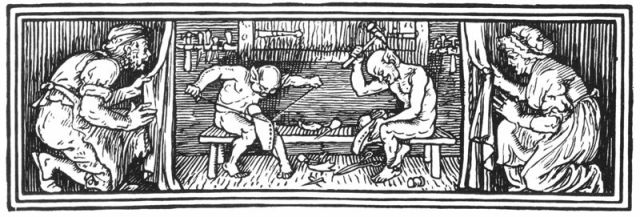
De schoenmaker en zijn vrouw zien de kabouters 's nachts aan het werk, illustratie bij het sprookje De kabouters van de gebroeders Grimm
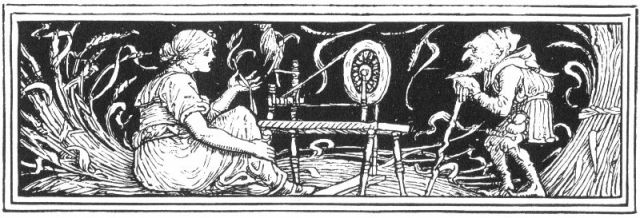
Repelsteeltje spint voor het meisje, maar vraagt een hoge beloning.
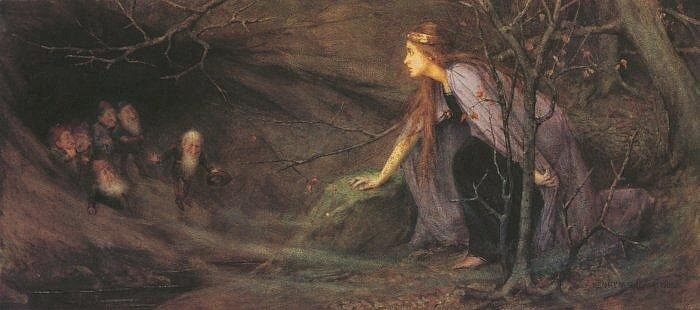
Once Upon A Time, Henry Meynell Rheam, 1908
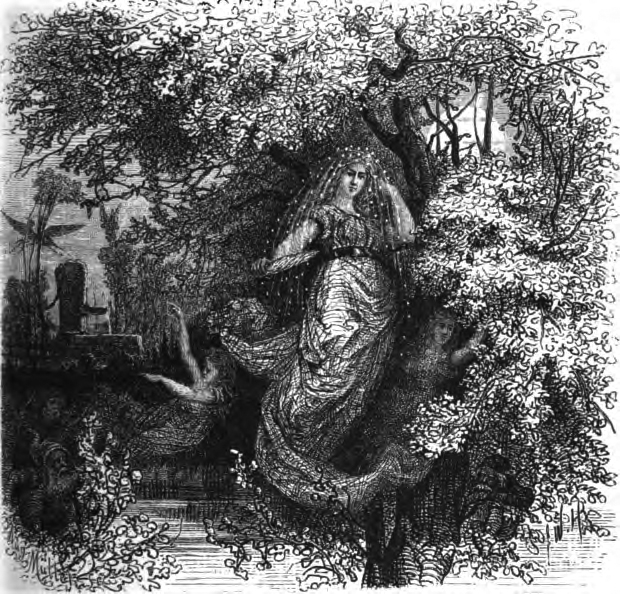
Vrouw Holle of Holda als beschermgeest, links- en rechtsonder kabouterfiguren, 1882
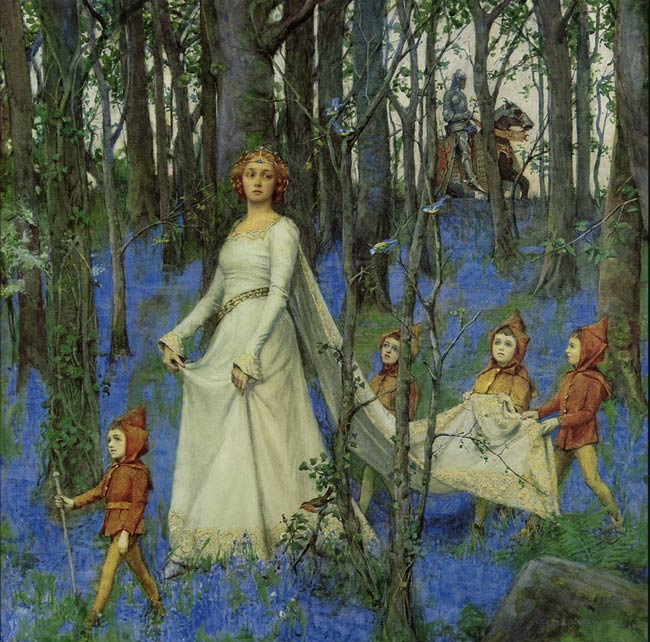
The Fairy Wood, Henry Meynell Rheam, 1903

### Sprookjes van Andersen

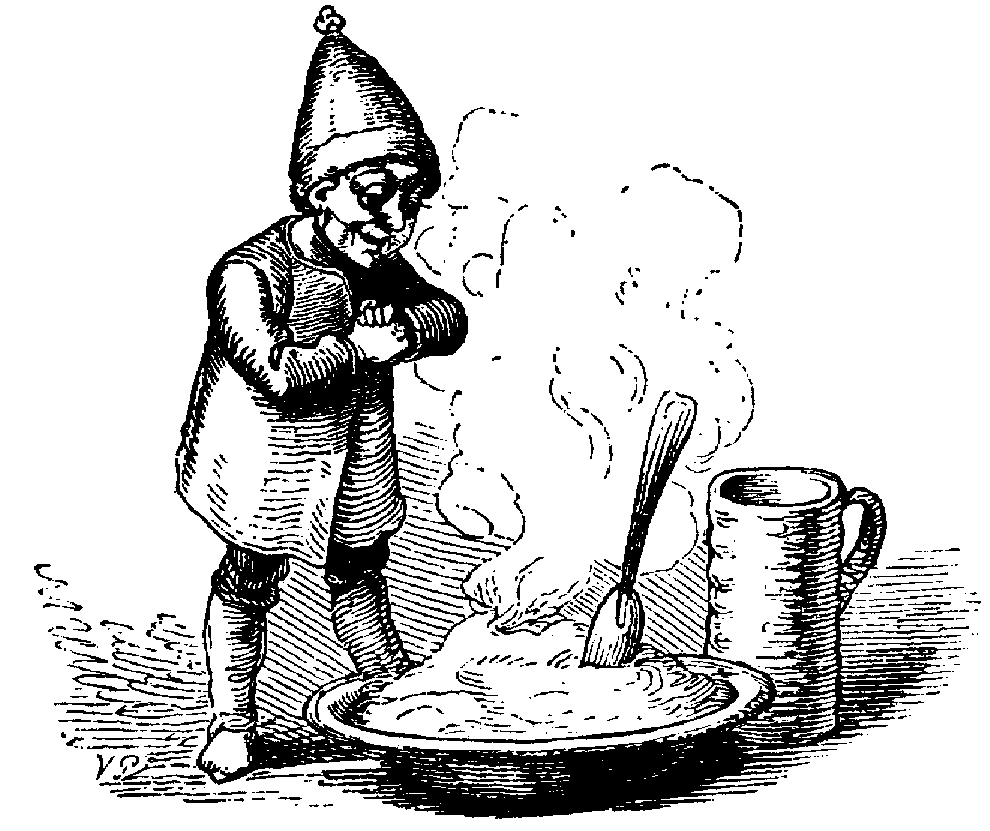
De kabouter en de grutten uit Het kaboutertje bij de spekslager

Ook in de verzameling sprookjes van Hans Christian Andersen komen kabouters voor, zoals Klaas Vaak, De reiskameraad, De zeven raven, Het kaboutertje bij de spekslager en Het kaboutertje en de juffrouw. In Ole de torenwachter wordt een gevleugeld ventje met kabouterbloed beschreven.

### Kabouterboeken van Rien Poortvliet
In de Kabouterboeken van Rien Poortvliet komen vrijwel alle menselijke rassen ook als kabouter voor (zoals Bosjesmankabouters) en ook vrouwtjes. Hij constateerde dat de vrouwtjes betrokken waren bij een hele serie aan huishoudelijke taken.
Rien Poortvliet schat de gemiddelde maximumleeftijd op 350 jaar. Ze sterven dan door ouderdom, want volgens Poortvliet sterven kabouters nooit aan een ziekte. Kabouters worden ook wel geroofd door roofdieren, zoals marters en katachtigen.
Kabouters zijn vegetariërs die van noten, zaden, vruchten en wortels leven. Hun lievelingskostje zou bosbessen zijn. Bovendien roken ze 's avonds geregeld een pijp en drinken sterkedrank uit kleine houten bekertjes.

## Overige kabouters
- David de kabouter - hoofdpersoon van een tekenfilmreeks, gebaseerd op de rijk geïllustreerde boeken van Rien Poortvliet.
- Jefke de Lathouwer - een kaboutertje van 12 centimeter groot dat in het Vlaamse komische radioprogramma Het Leugenpaleis altijd met zijn schaamhaar kwam pronken.
- Kabouter Buttplug, een controversieel standbeeld van Paul McCarthy. De echte naam van dit standbeeld is Santa Claus en hij draagt dan ook een kerstboom.
- Kabouter Kandelaar, een televisieserie over een kabouter, uitgezonden in de eerste helft van de jaren zestig.
- Kabouterkoning Kyrië - de kabouterkoning uit oude volksverhalen in de Kempen, een streek in Noord-Brabant.
- Een modern verhaal over kabouters komt voor in de tekenfilmserie The Littles (de kleintjes), naar een boek uit 1967.
- Ook The Borrowers (de Bruikleners) gaat over een klein volkje.
- Belfy en Lillibit en Littl' Bits gaat over kleine wezens.
- Kabouter Plop - Hoofdpersoon in een Vlaamse televisieserie voor kinderen.
- Kabouter Wesley - een chagrijnige kabouter in een sinds 2008 in Humo gepubliceerde cartoonstrip en sinds 2009 hiervan afgeleide animatieserie door Jonas Geirnaert.
- Kabouter Wouter, een humoristische wekelijkse strip in Stripelmagazine, getekend door Wouter Goudswaard.
- Klaas Vaak is een kabouter die zand in de ogen van kinderen strooit, zodat ze gaan slapen.
- Langteen en Schommelbuik, kabouters uit een stripreeks van Jef Nys.
- Ook in de Jerommeke-reeks komen kabouters voor;
  - Op heksenjacht
  - Het heksenbal
- Niels Holgersson, een jongen wordt omgetoverd tot kabouter en leert wijze levenslessen.
- In de dertiende eeuw werd Oberon (elfenkoning) beschreven in Les Prouesses et du faitz nobele HUON de Bordeaux, in een sprookje komt hij voor als tovenaar ter grootte van een kabouter.[42]
- In de absurdistische strip DirkJan, getekend door Mark Retera, heeft de hoofdpersoon (een notoire kabouterhater) geregeld last van kabouters.
- Paulus de Boskabouter, getekend en verteld door Jean Dulieu - In de jaren zestig van de 20e eeuw zeer populair in boeken en tijdschriften, maar ook als radiohoorspel en als poppenserie op de Nederlandse televisie.
- Kabouter Piggelmee woont met zijn vrouw in een Keulse pot. Het is een bewerking van Van de visser en zijn vrouw (een sprookje van de gebroeders Grimm).
- Peer de Plintkabouter, getekend door Marq van Broekhoven, die dikwijls controversiële avonturen beleeft.
- Er is een Spaans verhaal over een boze kabouter.[43]
- Een verschil tussen kabouter en alf, zie ook dwaallicht[44]
- Vrouw Holle wordt soms als koningin van de kabouters of alven genoemd,[45] zie ook witte juffers of witte wieven.
- In Friesland is Repelsteeltje een dwerg en heette hij naast Repelsteeltje ook Lytse (= kleine) Pino, Oegemantsje en Heideskyn.[46]
- In zijn show Industry of Love voert Hans Teeuwen een sketch op waarbij hij een kabouter speelt die vastzit in een afgedekt bierglas.
- De alf komt ook voor in Harry Potter.
- Peelkabouters van Horst
- Kabouters van Wrocław, een beeldenserie in de Poolse stad Wrocław
- De Utrechtse kabouter is een bekend graffitifiguur.
- In de verhalen uit de Suske en Wiske-reeks komen meerdere malen kabouters voor:
  - Het verborgen volk, met de rol van de kabouters (Nils, als beschermgeest Nisse), Elise en haar vader Olav (Huldervolk) en andere mythologische figuren uit Scandinavië.
  - Het geheim van de Kalmthoutse heide (gebaseerd op de legende over kabouterkoning Kyrië), de kabouters worden hier Heikneuters genoemd.
  - In Het rijmende paard, dat zich grotendeels afspeelt op de Kalmthoutse Heide, noemt Suske het verhaal over een spookpaard een legende voor bijgelovige heikneuters.
  - In Het laatste dwaallicht wordt gezocht naar de schat van Oberon, koning van de elfjes en kabouters.
  - In De toffe tamboer zijn de kabouters in slaap gebracht met een toverspreuk.
  - In De vonkende vuurman komt een vervloekte vuurman voor naast de kabouters.
  - In De boze boomzalver wordt gewaarschuwd dat de jeugd de rol van de kabouter moet vervangen.
  - In De elfstedenstunt spelen elf ierdmantsjes, naast andere mythologische figuren, een rol.
  - In De bevende berken spelen Oberon en de Boskanters een rol.
  - De Duinduikers uit De dappere duinduikers hebben overeenkomsten met kabouters.
- In de stripreeks van Jerom komen kabouters ook meerdere malen voor, bijvoorbeeld in De bronzen kabouter.
- In de Fantasia-boeken van Geronimo Stilton komen meermaals kabouters voor.
- De Freggels zijn kleine vrolijke wezens met lange staarten met een dikke pluim aan het uiteinde. Ze woonden diep onder de grond, in een grot met ontelbaar veel gangen en meerdere uitwegen. Er leefden ook Griezels (Gorgs), Doeners (Doozers, met valhelmpjes) en de alwetende storthoop Gloria (Marjory): een bebrilde berg compost die de taak van orakel op zich nam. Zij werd altijd bijgestaan door twee op ratten gelijkende wezentjes genaamd Filo en Soof.